# I capricci
I capricci (Los Caprichos) sono una serie di ottanta incisioni eseguite ad acquaforte e acquatinta con episodici interventi a bulino o puntasecca dal pittore spagnolo Francisco Goya durante gli anni novanta del XVIII secolo. Le lastre misuravano tutte circa 21,5 x 15 cm.

## Descrizione
La raccolta è un acido tour-de-force visivo della Spagna del XVIII secolo e dell'umanità in genere. Le ottanta opere, infatti, furono eseguite con l'intento di mettere a nudo con immagini lucide, aspre e taglienti altrettante varietà di vizi, bassezze, aberrazioni e superstizioni diffusi in Spagna, così da denunciarne la brutalità e promuoverne la sconfitta. Ciascun Capriccio, inoltre, è debitamente corredato di una didascalia che commenta adeguatamente il vizio raffigurato. I soggetti raffigurati nei Capricci, pertanto, saranno amori tragici, stregonerie, folletti, persone inutili e sterili galanterie, e naturalmente anche feroci satire di natura politica, clericale ed erotica.
La prima edizione dei Capricci venne pubblicata il 6 febbraio 1799 e messa in vendita lo stesso giorno in un negozio di liquori e profumi di calle Desengaño, a Madrid. Lo stesso giorno, nel Diario de Madrid, Goya si preoccupò di ribadire che i Capricci erano un'opera di pura fantasia, e che pertanto tutti i personaggi, luoghi, eventi e fatti narrati erano il frutto della sua immaginazione e libera espressione artistica:
(Francisco Goya)
Niente di tutto questo, ovviamente, era vero. Basti pensare che il Capriccio n. 55 raffigura una vecchia e orribile megera che rimira la sua immagine riflessa nello specchio: le sue fattezze, tuttavia, ricordavano quelle della regina Maria Luisa di Borbone-Parma, con la laconica didascalia che recita «fino alla morte!». Lo stesso Charles Baudelaire avrebbe poi colto la carica ferocemente eversiva del ciclo: 
(Charles Baudelaire)
Nonostante l'annuncio sul Diario de Madrid, le opere suscitarono un grandissimo scandalo nella società spagnola, che non esitò a vedervi lo specchio di alcune insigni personalità di corte. Quest'eco giunse pure al Tribunale dell'Inquisizione che, l'8 febbraio, decise di ritirare l'opera dalla circolazione, dal commercio e dalla disponibilità per il pubblico. Lo stesso Goya, ormai messo con le spalle al muro, nel 1803 donò le copie residue dei Capricci e le relative lastre al Re.

## Galleria d'immagini

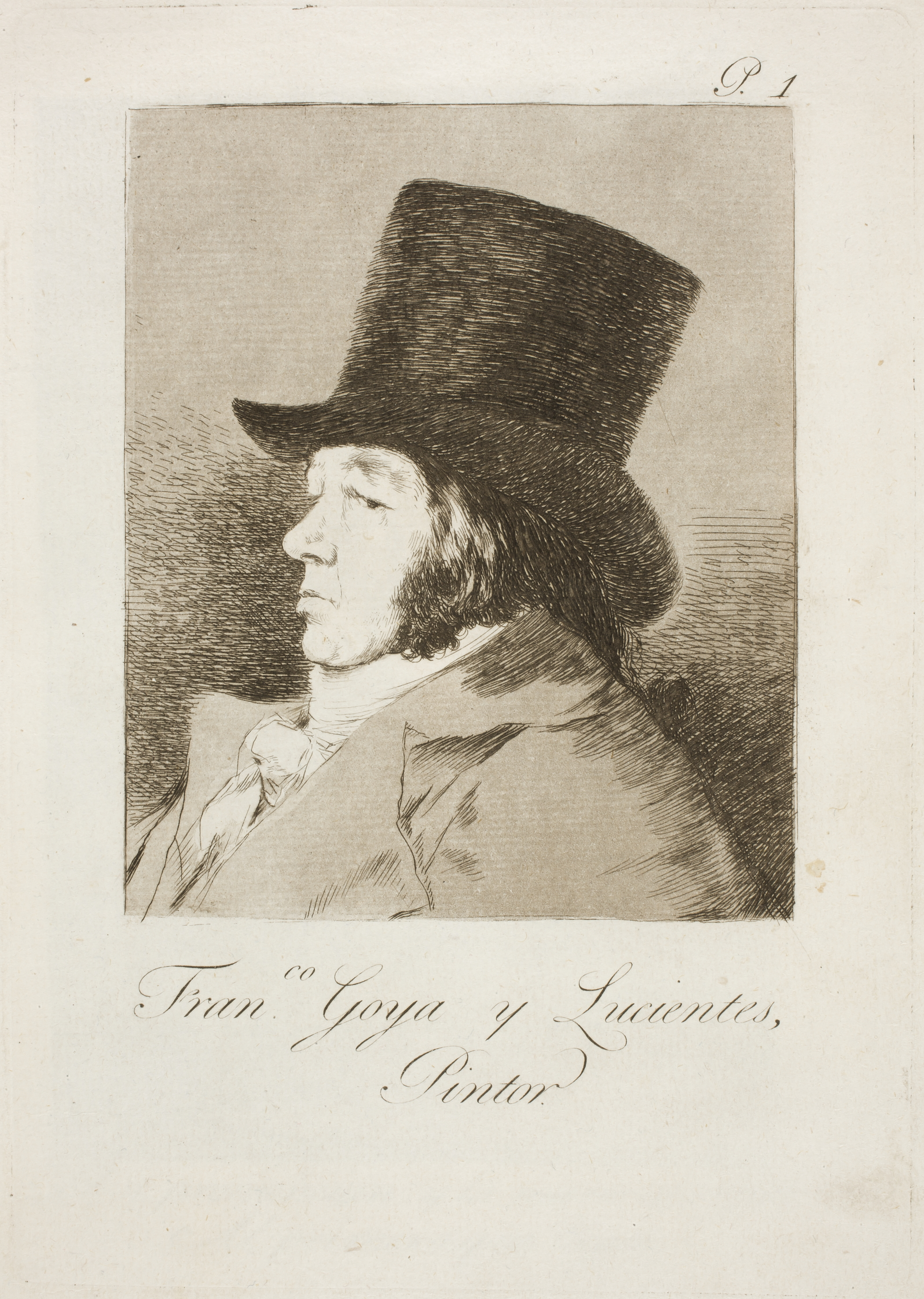
Capricho No. 1: Francisco Goya y Lucientes, pintor (Francisco Goya y Lucientes, pittore)
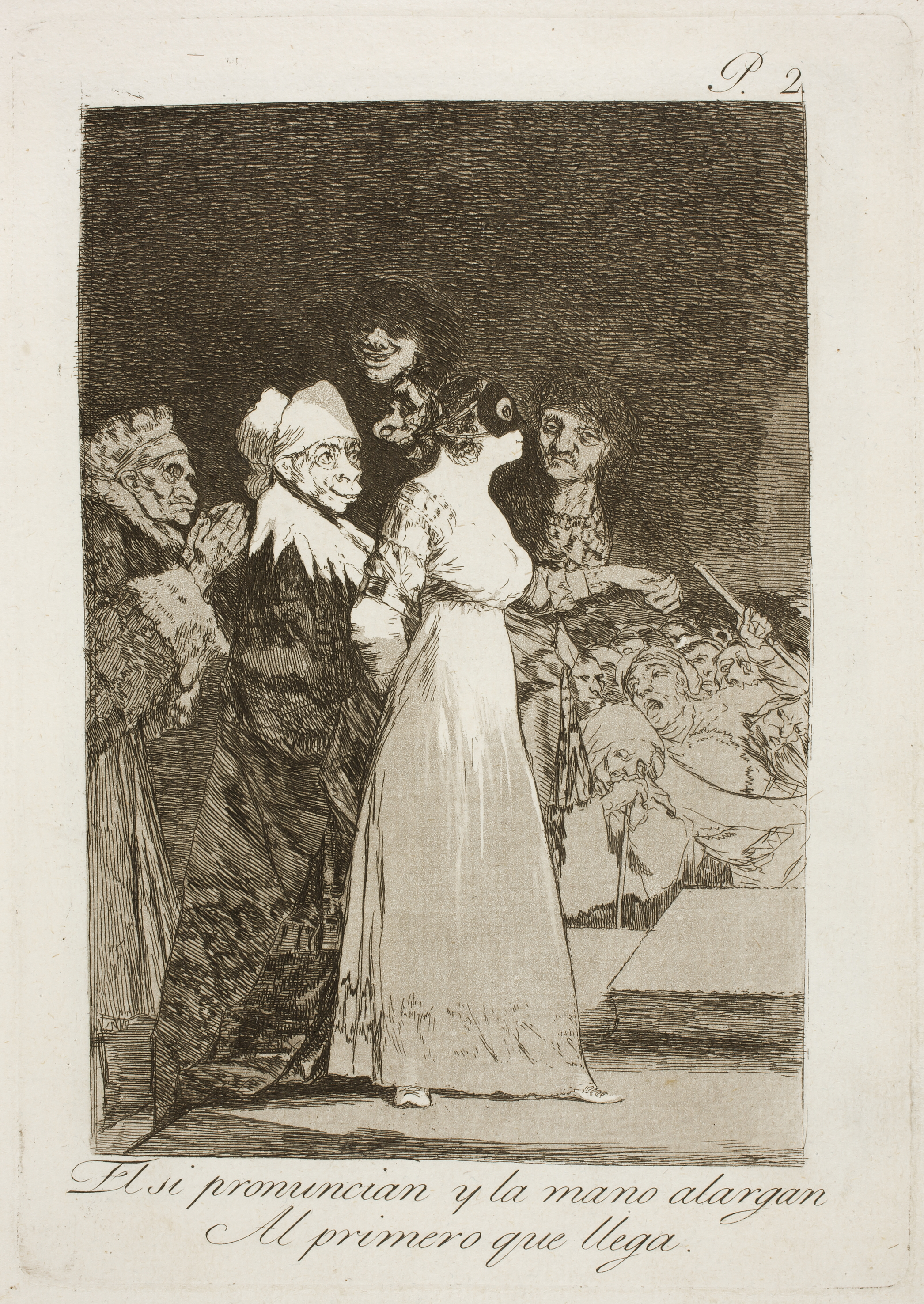
Capricho No. 2: El sí pronuncian y la mano alargan al primero que llega (Pronunciano il sì e porgono la mano al primo che arriva)
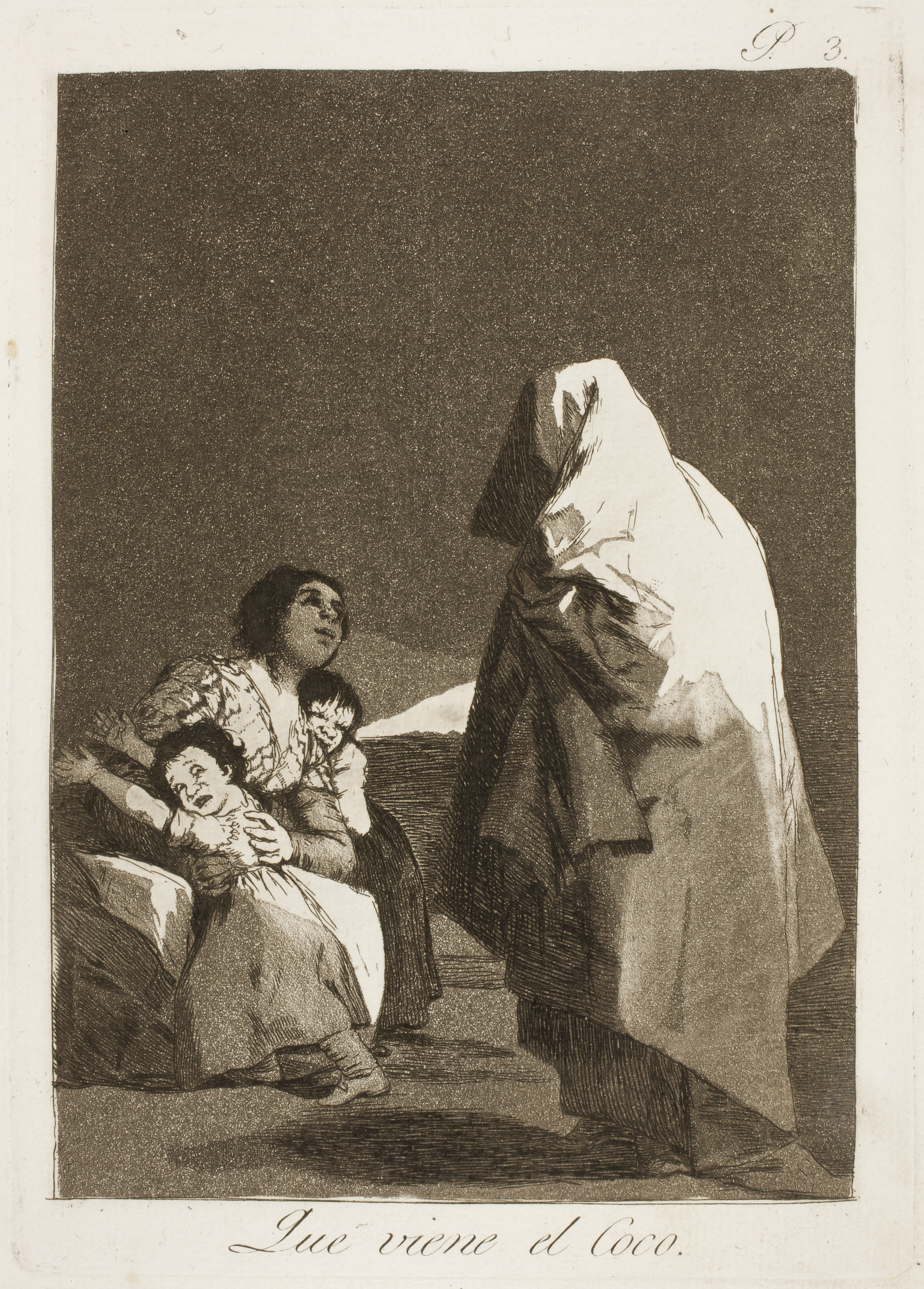
Capricho No. 3: Que viene el coco (Arriva il babau)
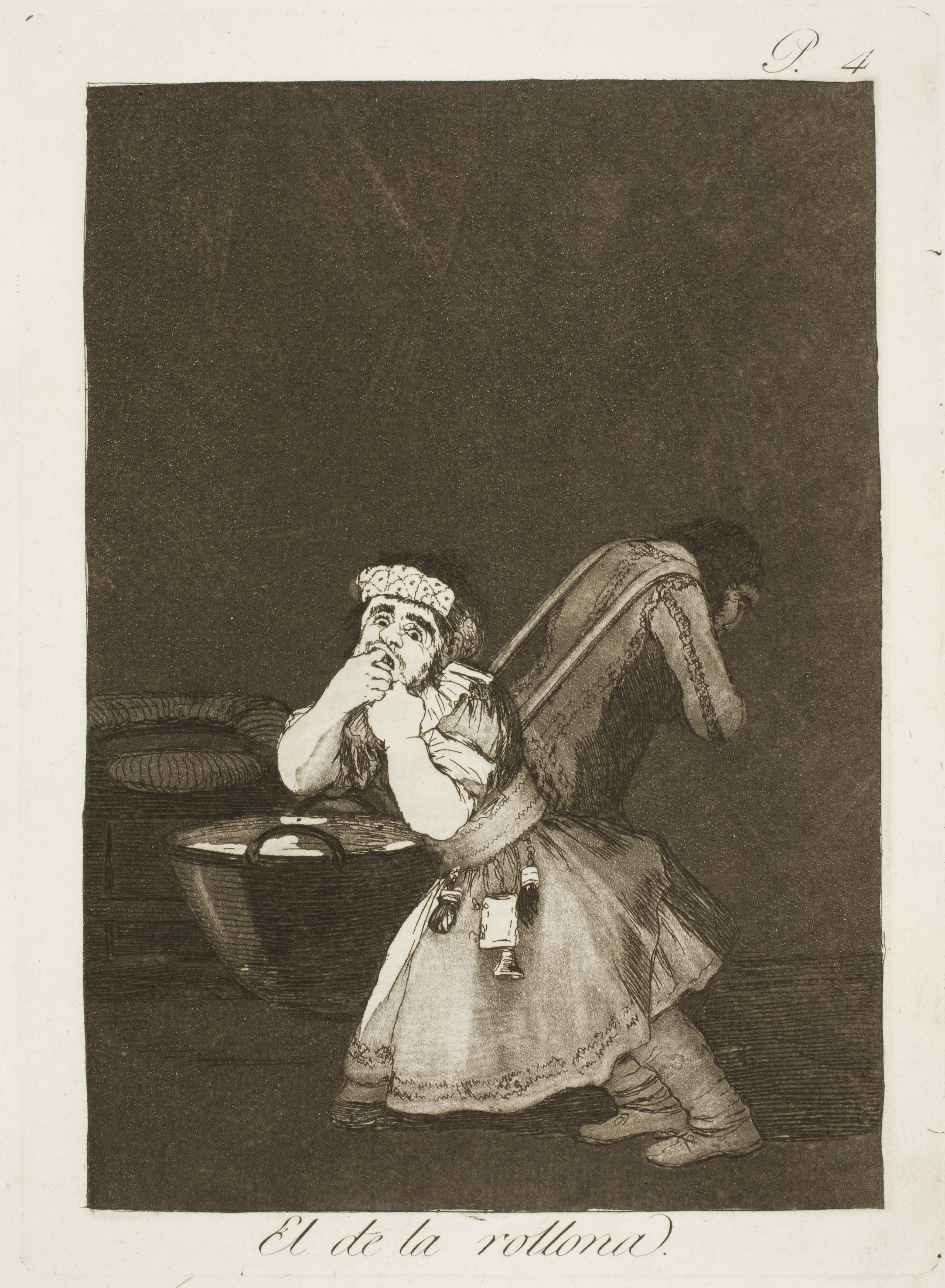
Capricho No. 4: El de la Rollona (Quello della bambinaia)
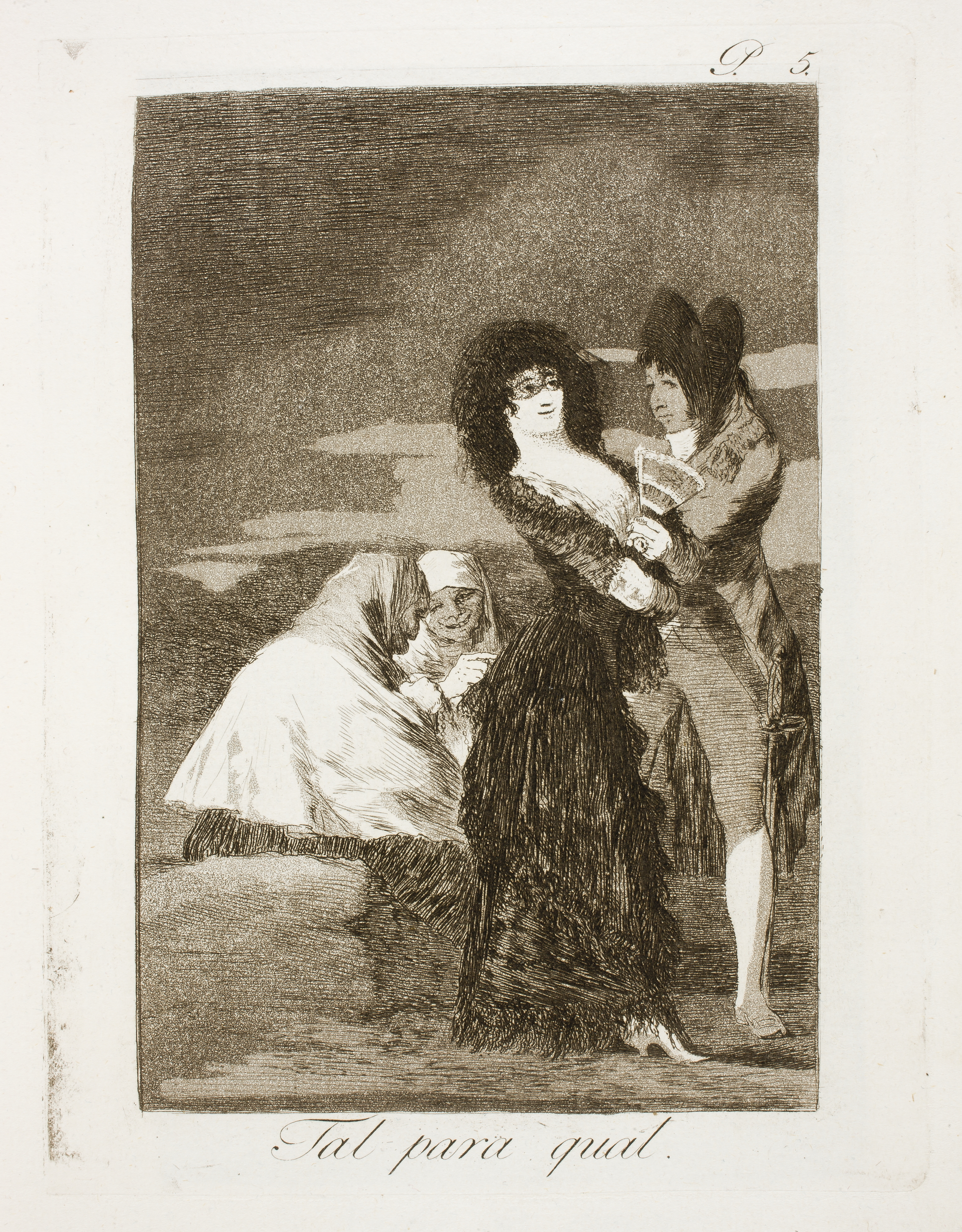
Capricho No. 5: Tal para cual (L'uno vale l'altro)
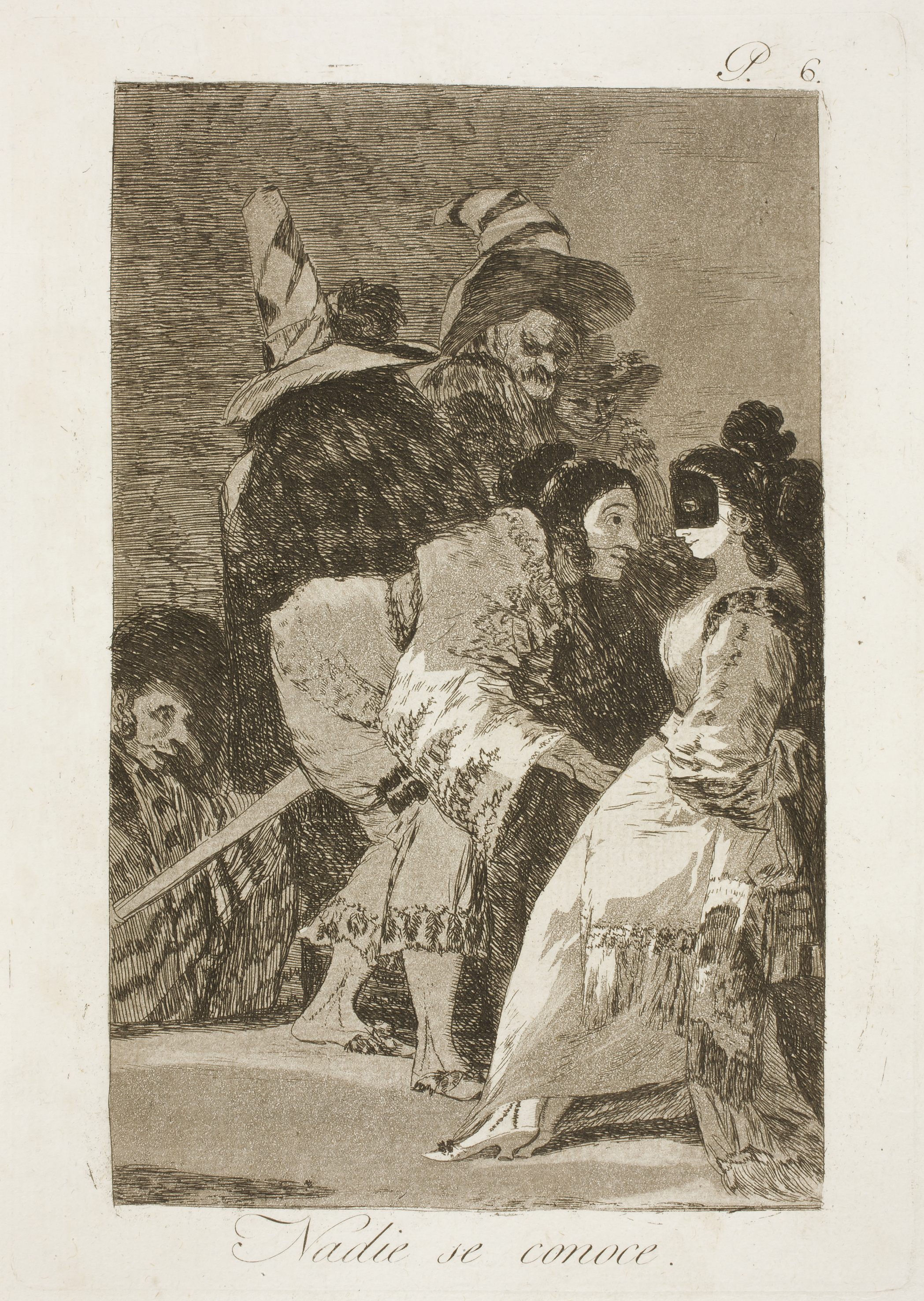
Capricho No. 6: Nadie se conoce (Nessuno conosce sé stesso)
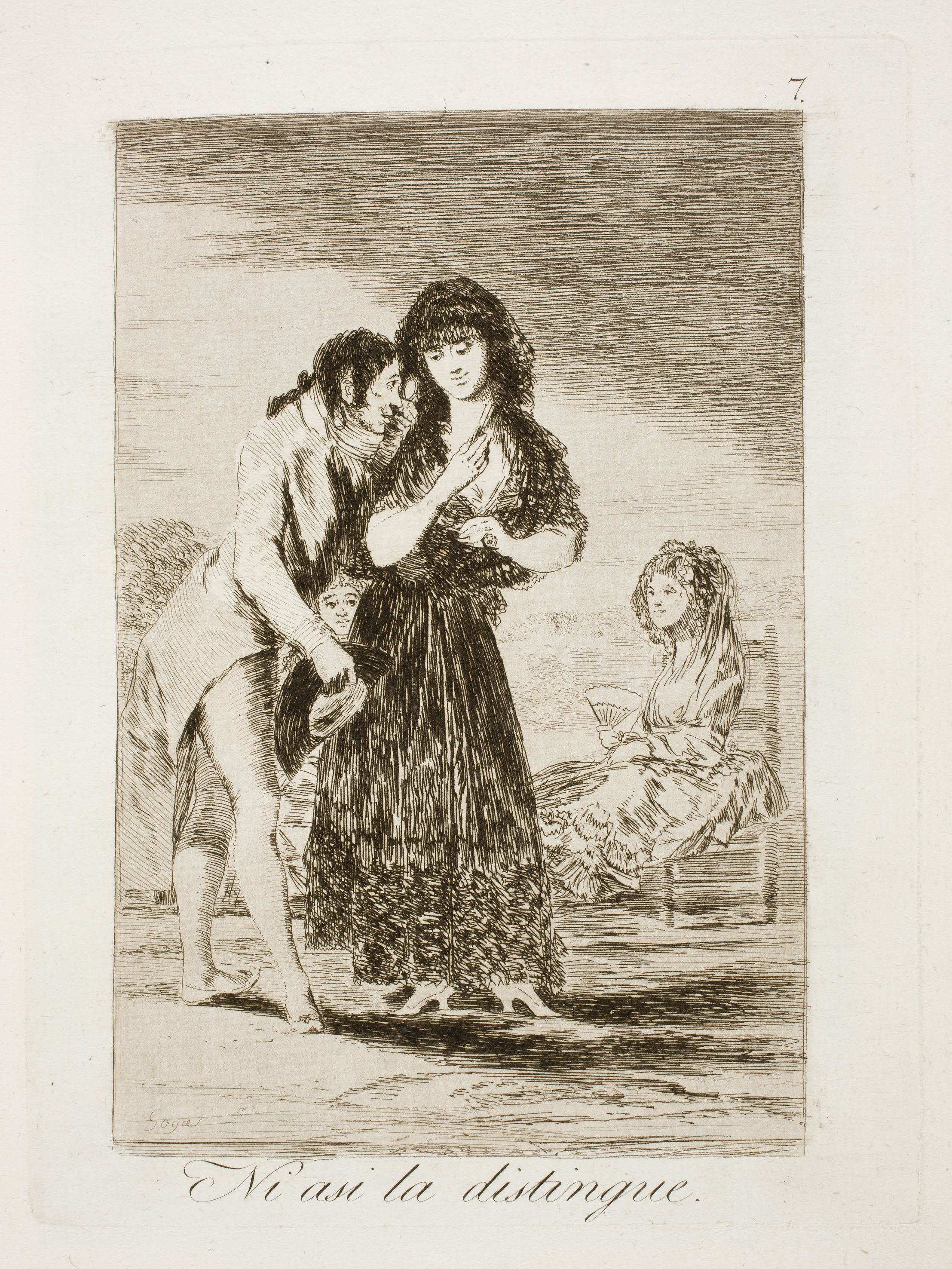
Capricho No. 7: Ni así la distingue (Neppure così la conosce)
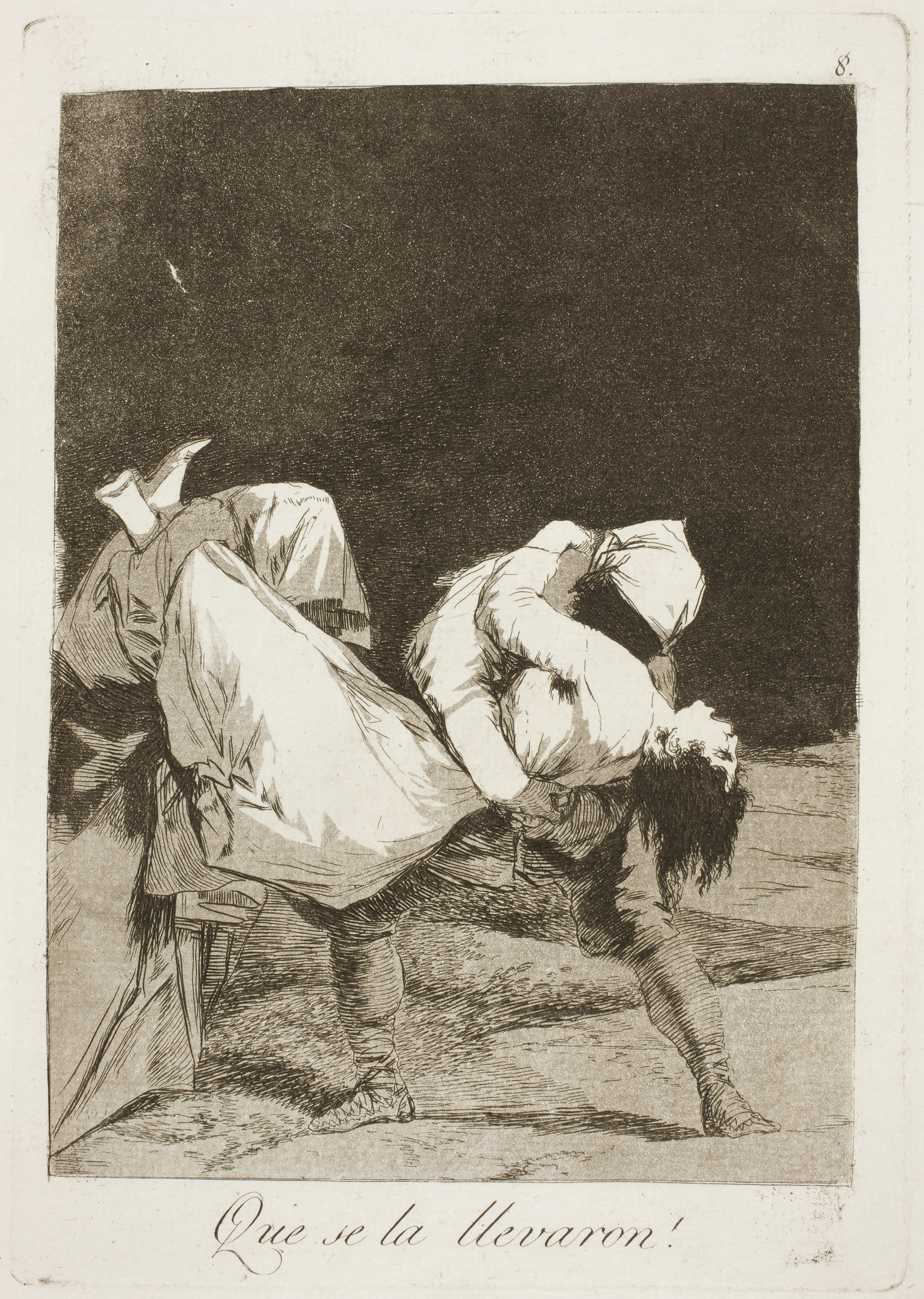
Capricho No. 8: ¡Que se la llevaron! (La rapirono!)
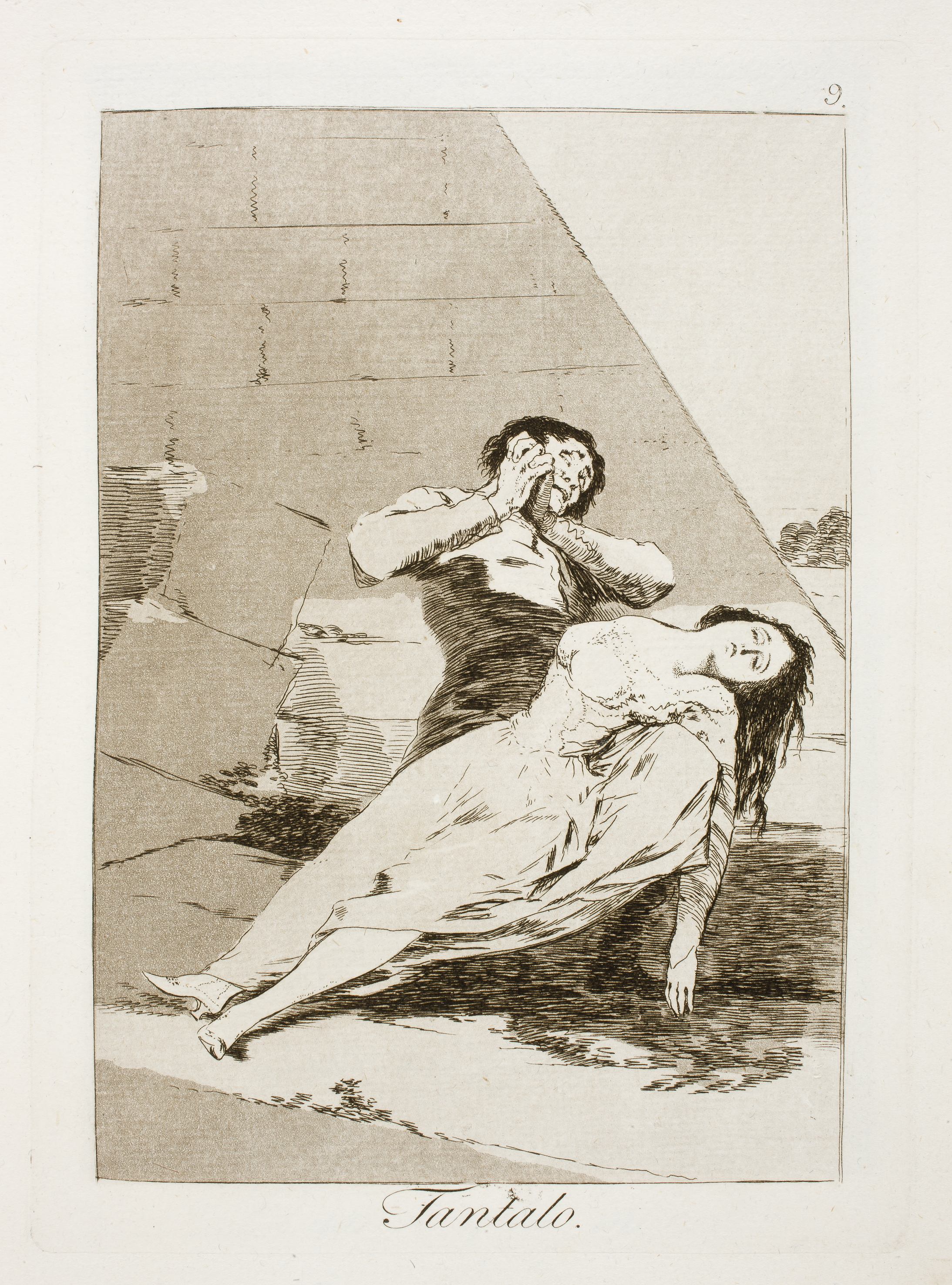
Capricho No. 9: Tántalo (Tantalo)
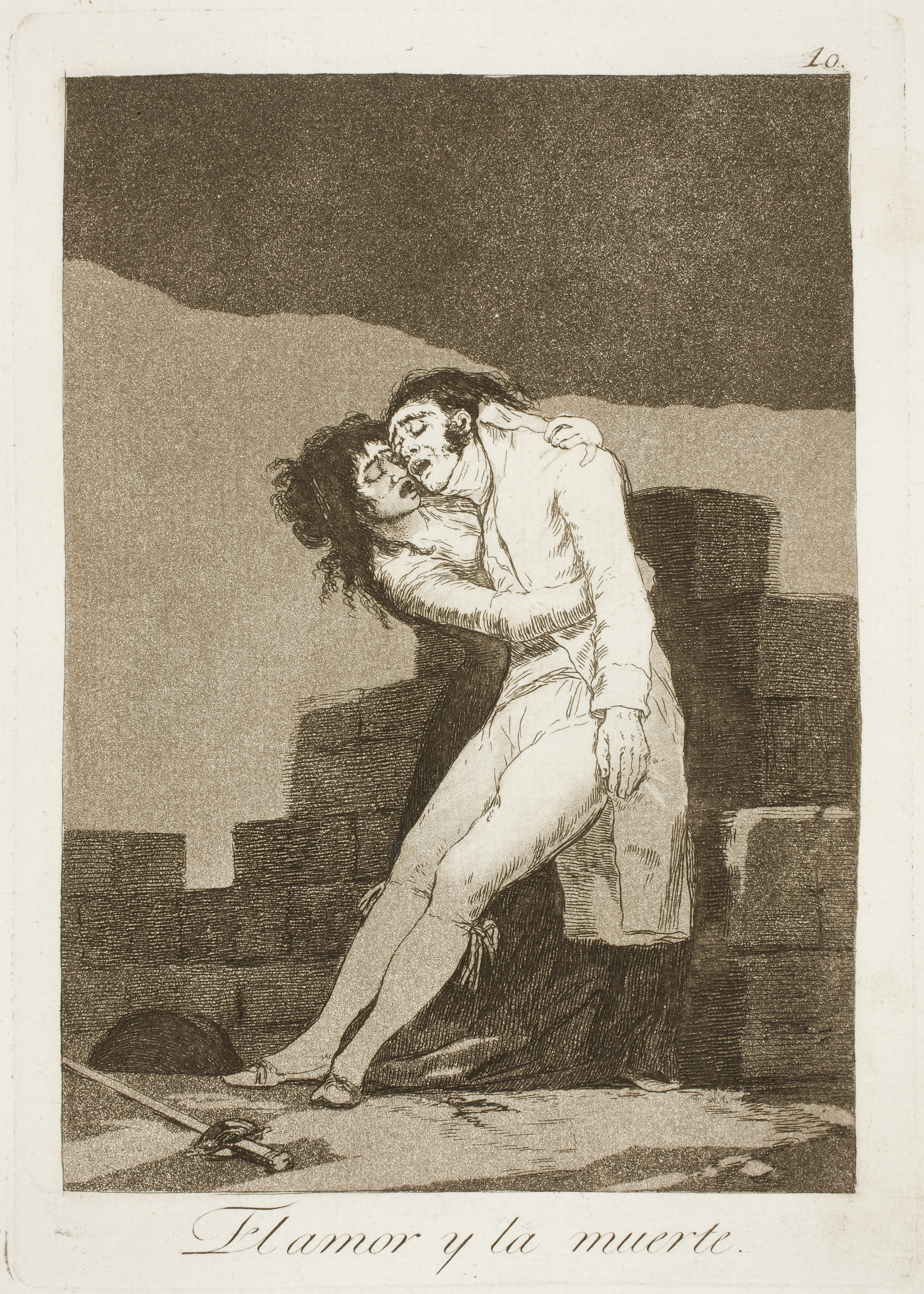
Capricho No. 10: El amor y la muerte (Amore e morte)
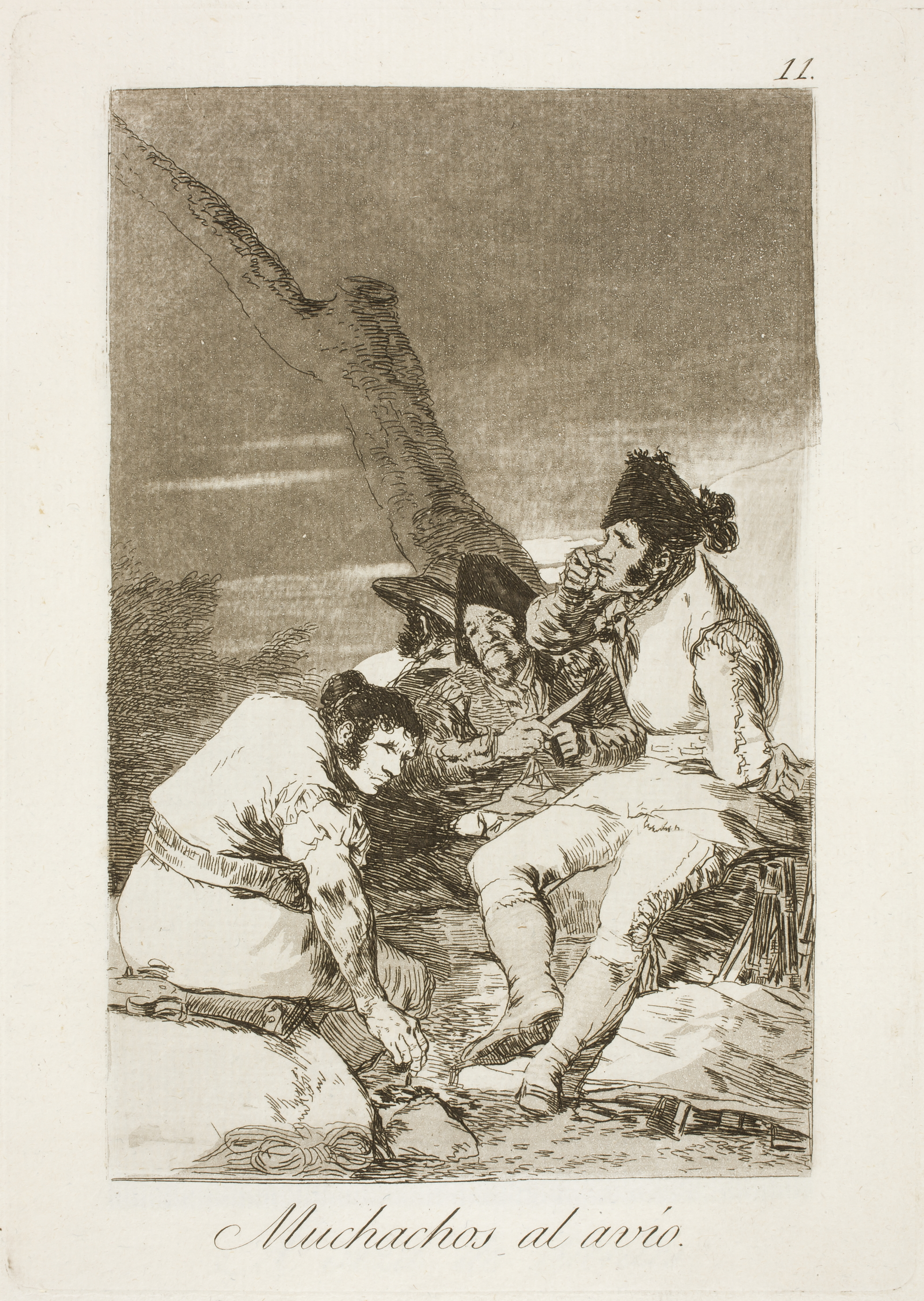
Capricho No. 11: Muchachos al avío (Avanti, ragazzi!)
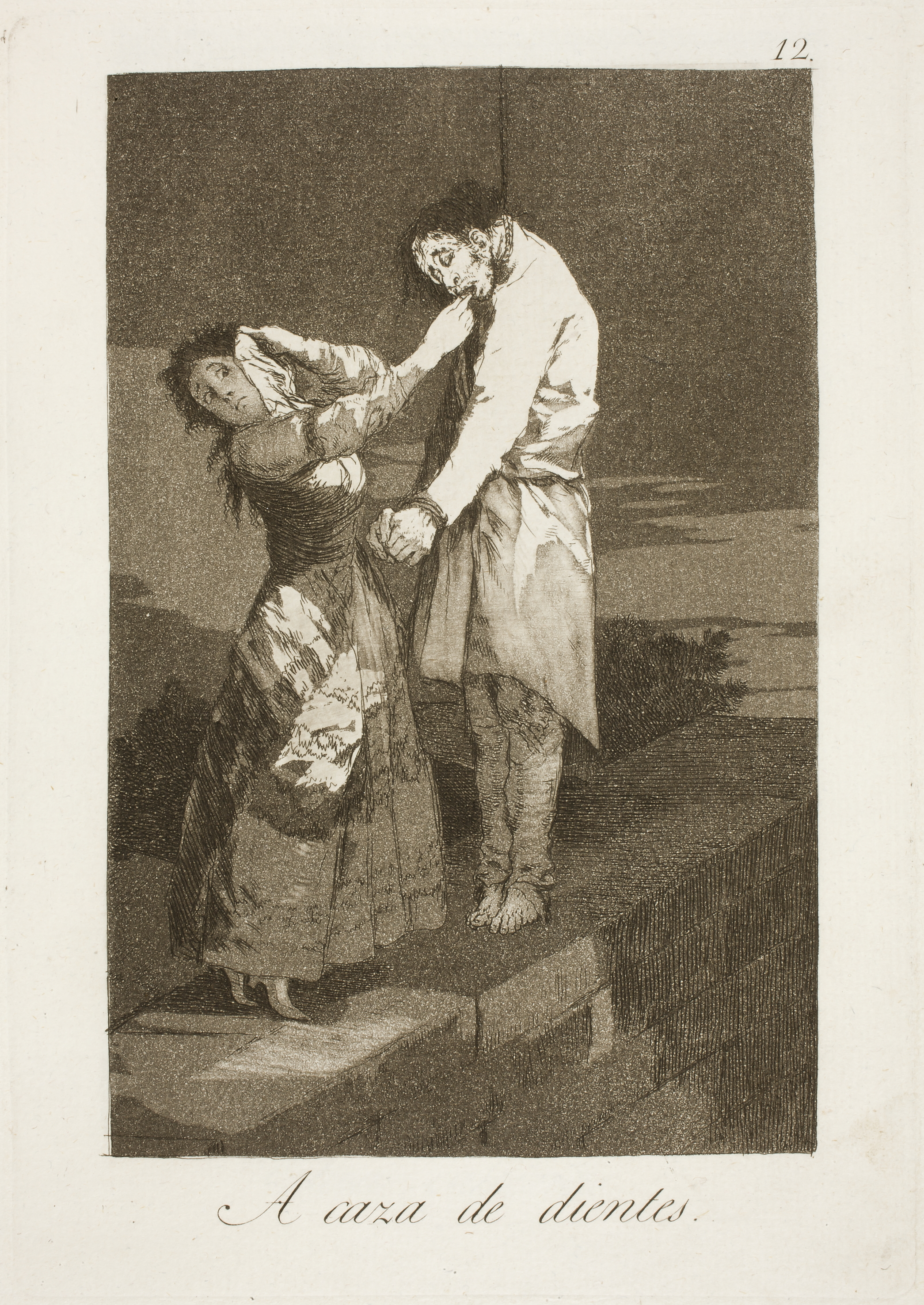
Capricho No. 12: A caza de dientes (A caccia di denti)
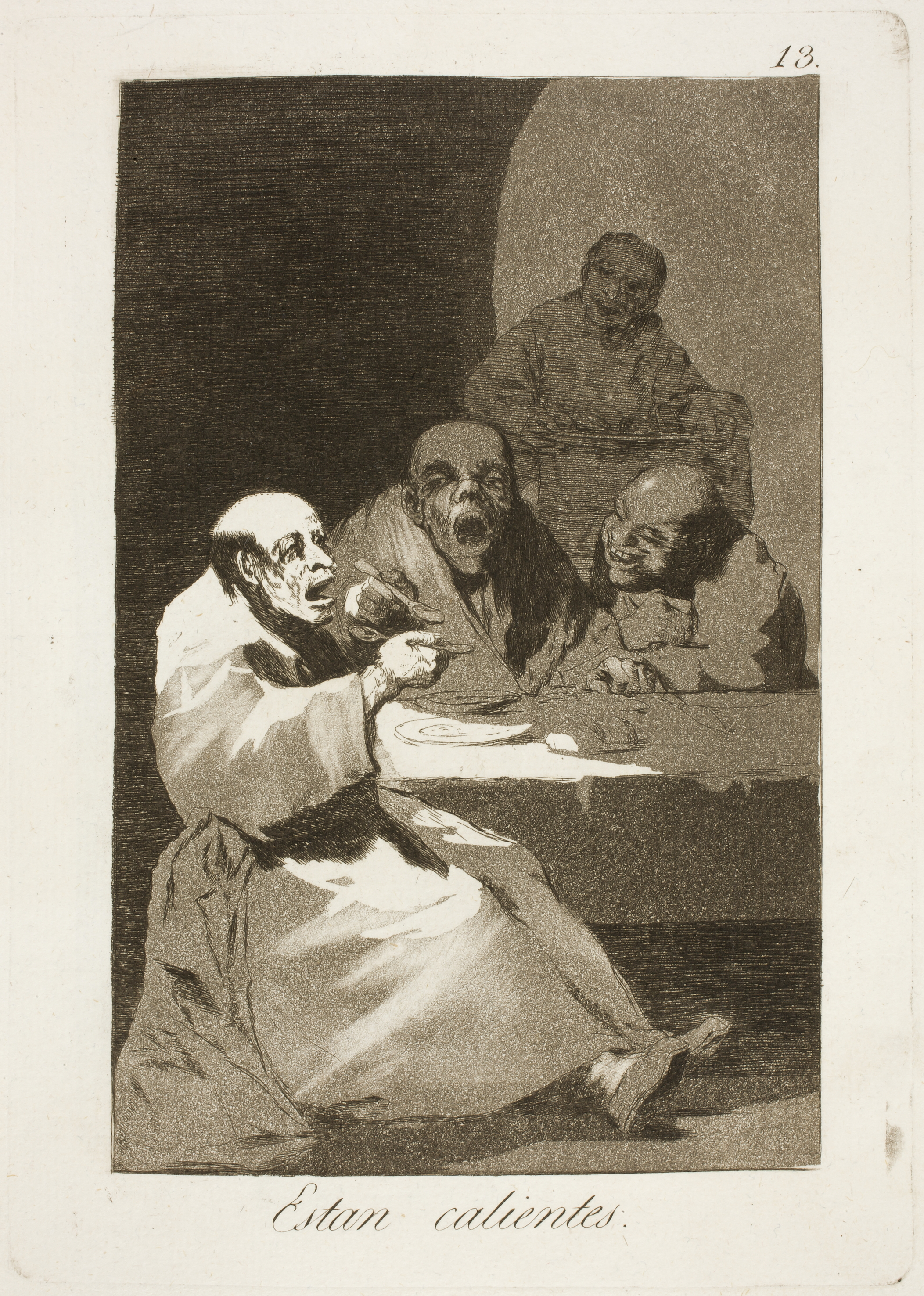
Capricho No. 13: Están calientes (Hanno caldo)
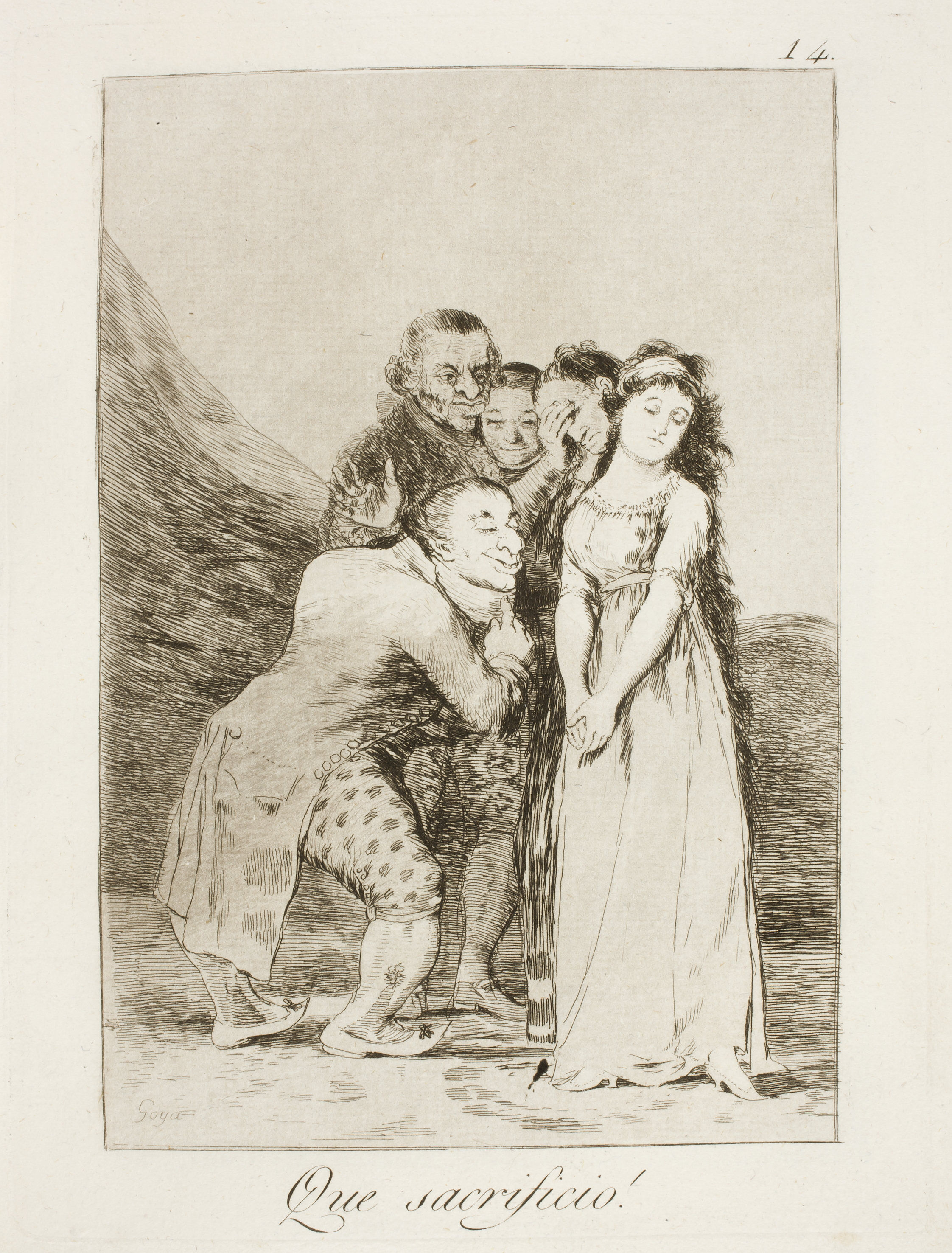
Capricho No. 14: ¡Qué sacrificio! (Che sacrificio!)
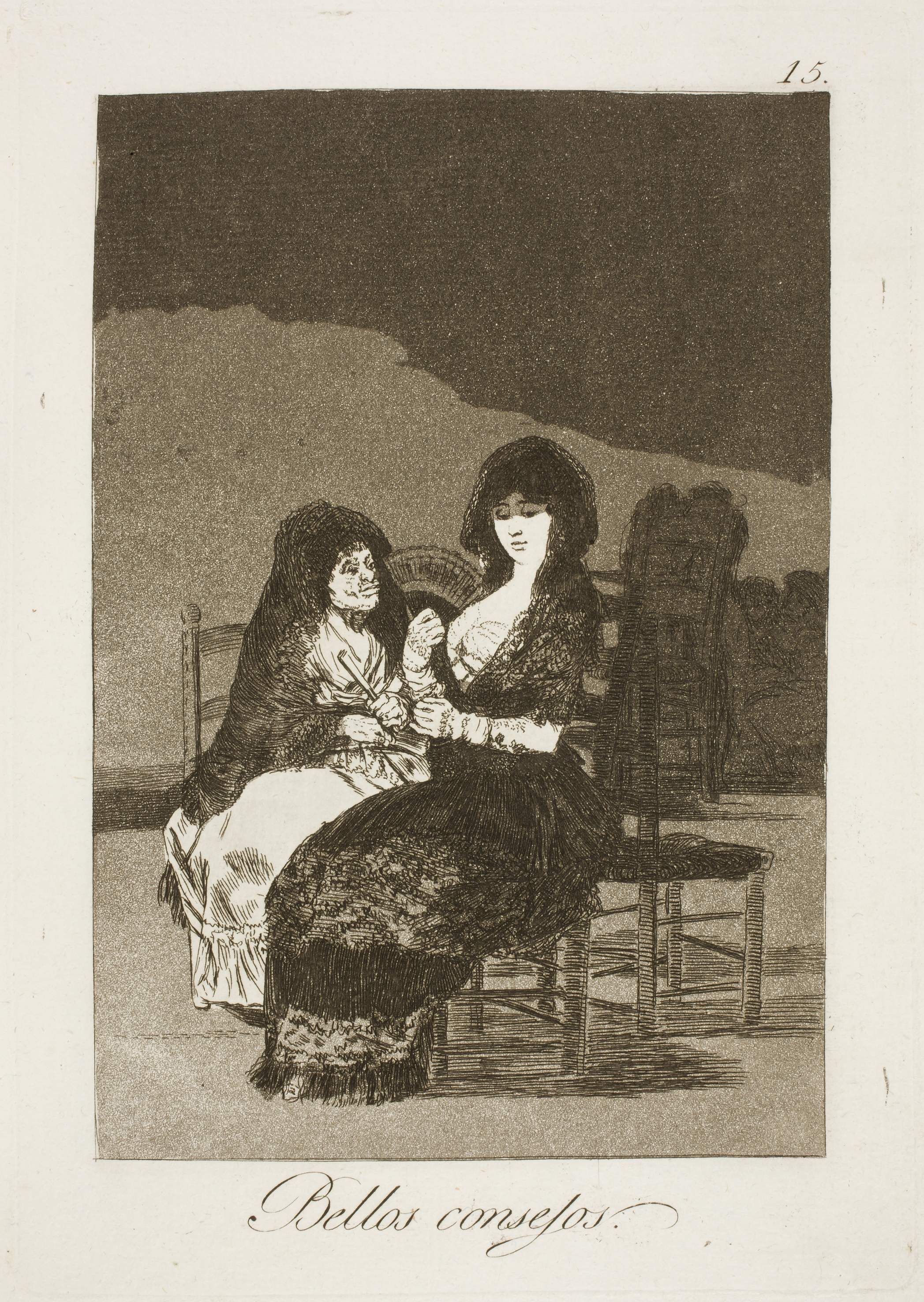
Capricho No. 15: Bellos consejos (Buoni consigli)
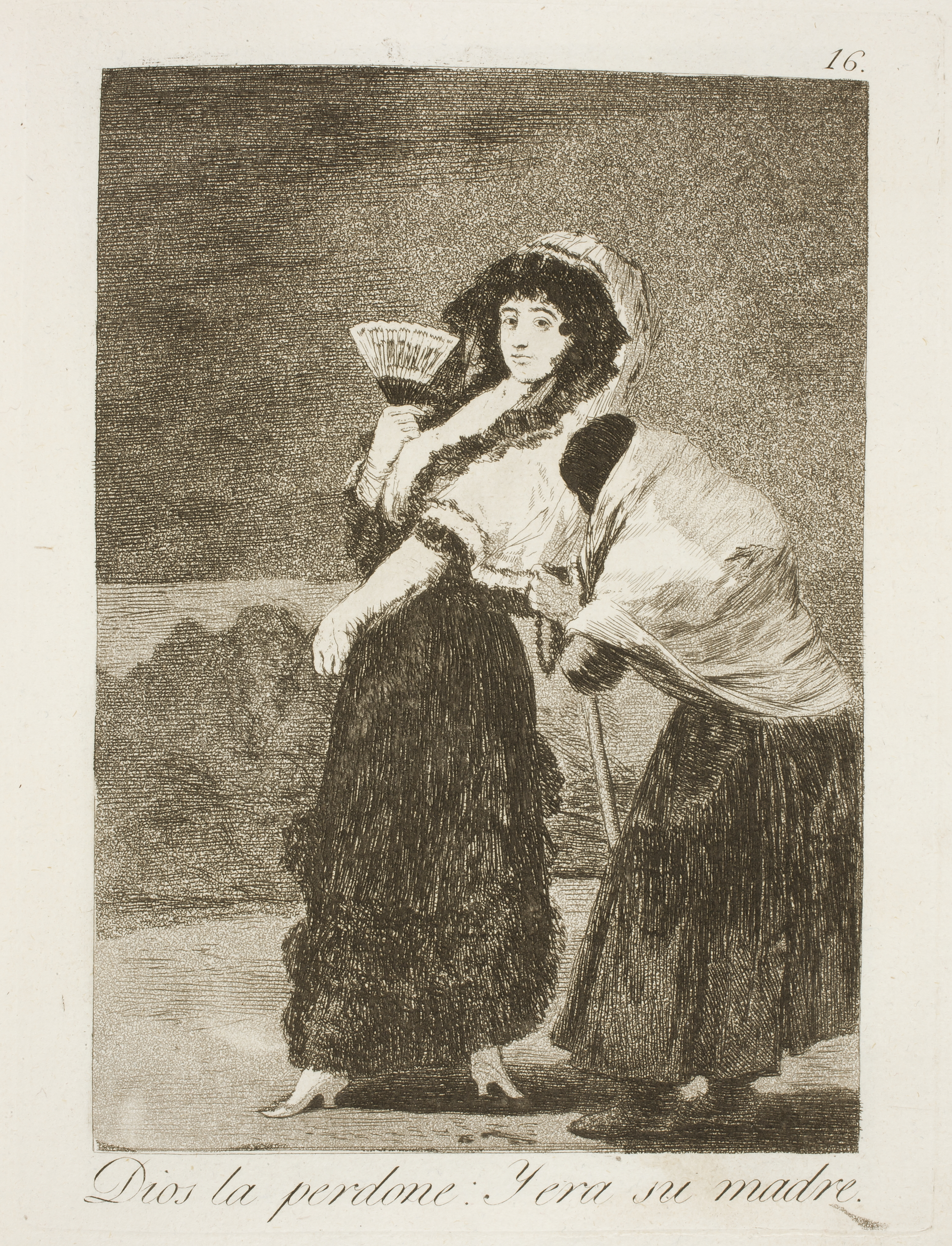
Capricho No. 16: Dios la perdone: y era su madre (Dio la perdoni: ed era sua madre)
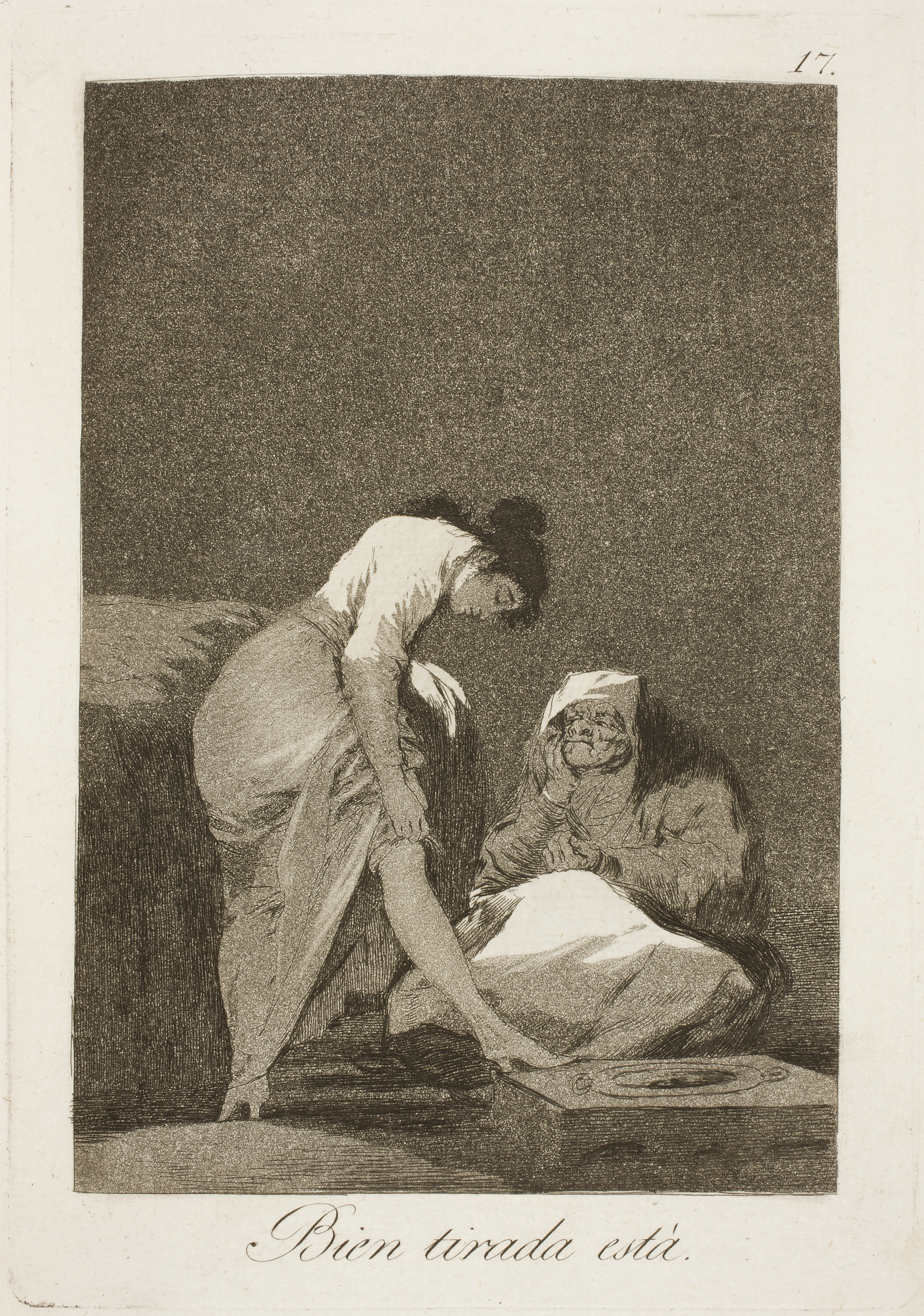
Capricho No. 17: Bien tirada está (È ben tirata)
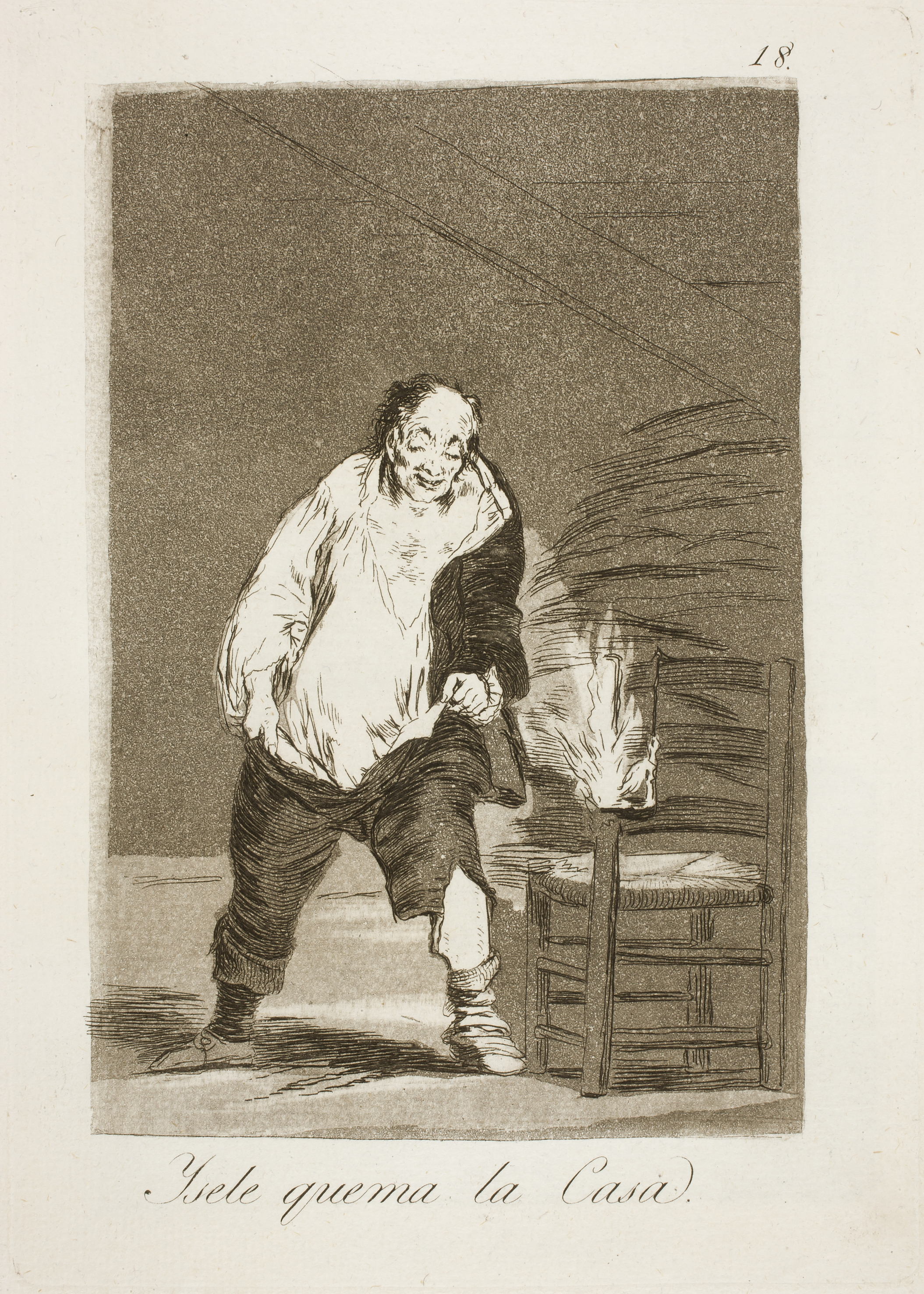
Capricho No. 18: Y se le quema la casa (E gli brucia la casa)
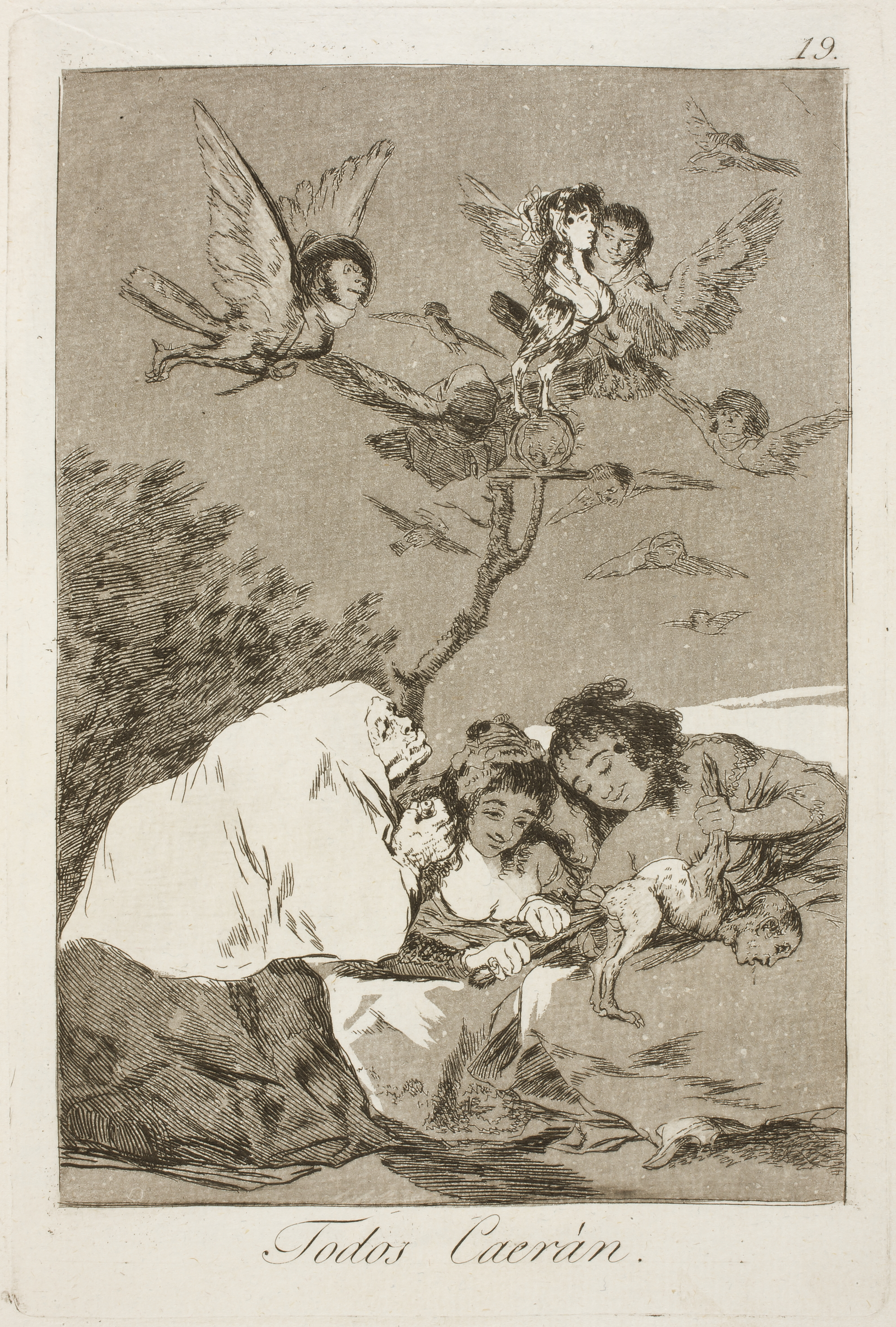
Capricho No. 19: Todos caerán (Tutti cadranno)
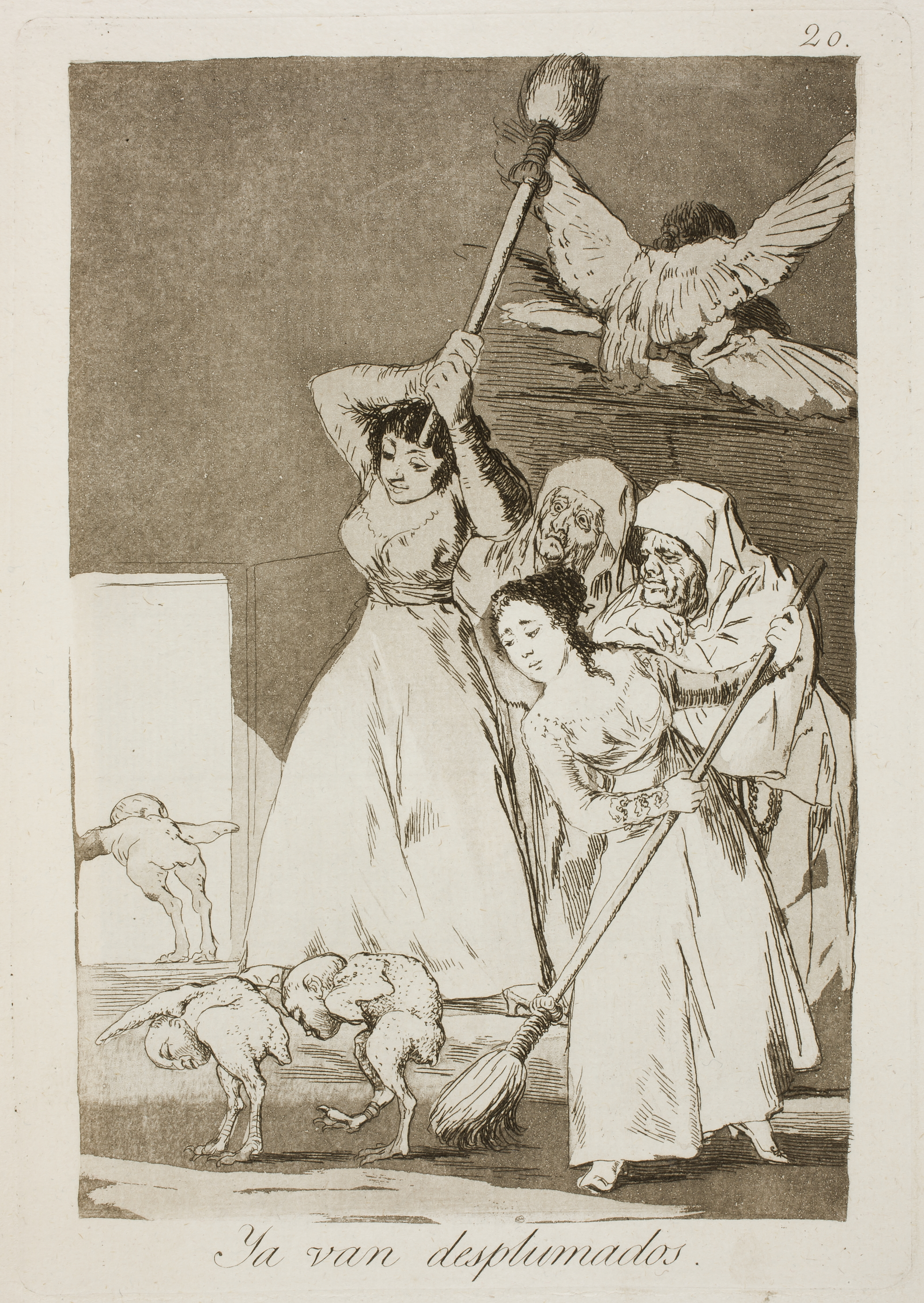
Capricho No. 20: Ya van desplumados (Se ne vanno spennati)
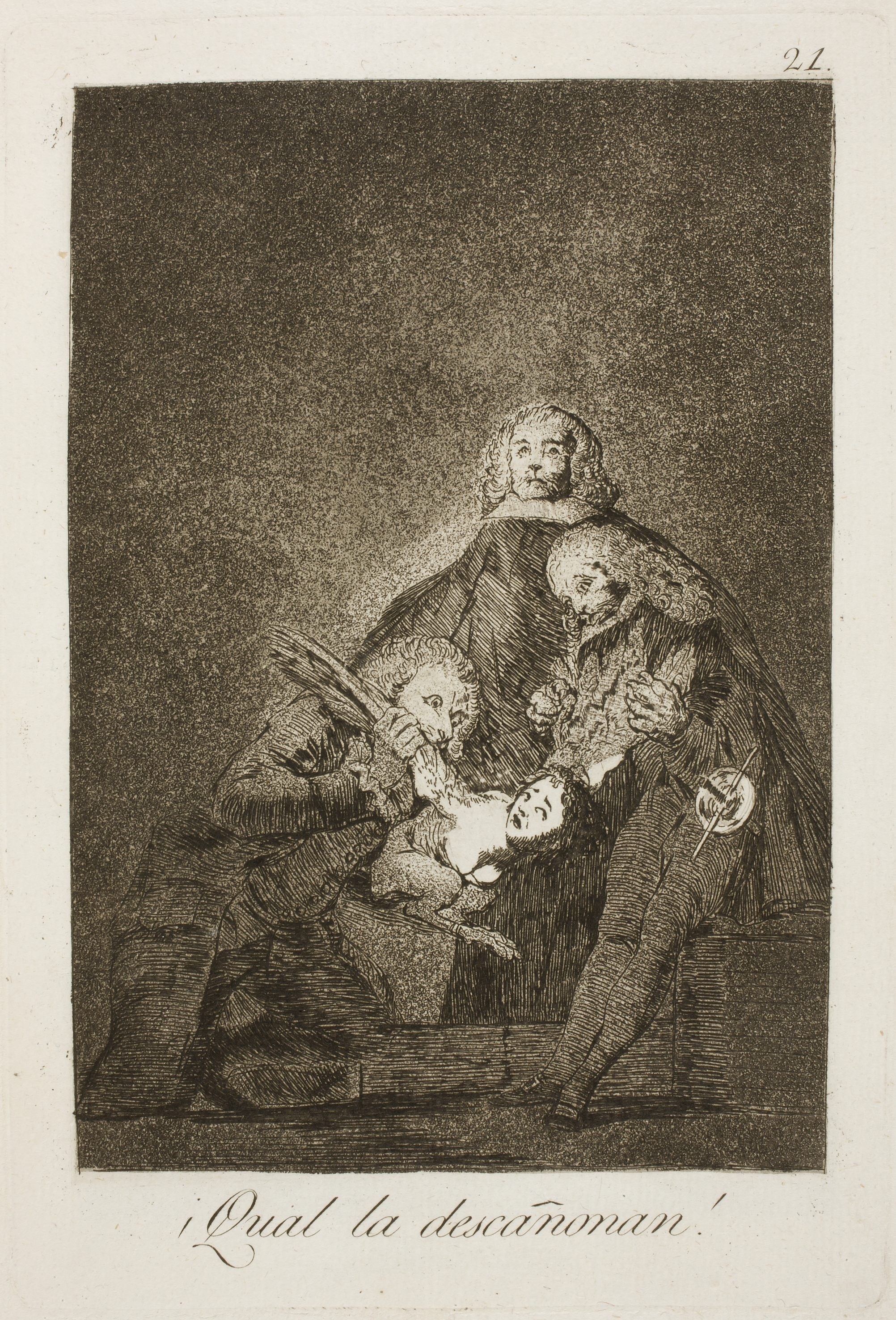
Capricho No. 21: ¡Cual la descañonan! (Come la spennano!)
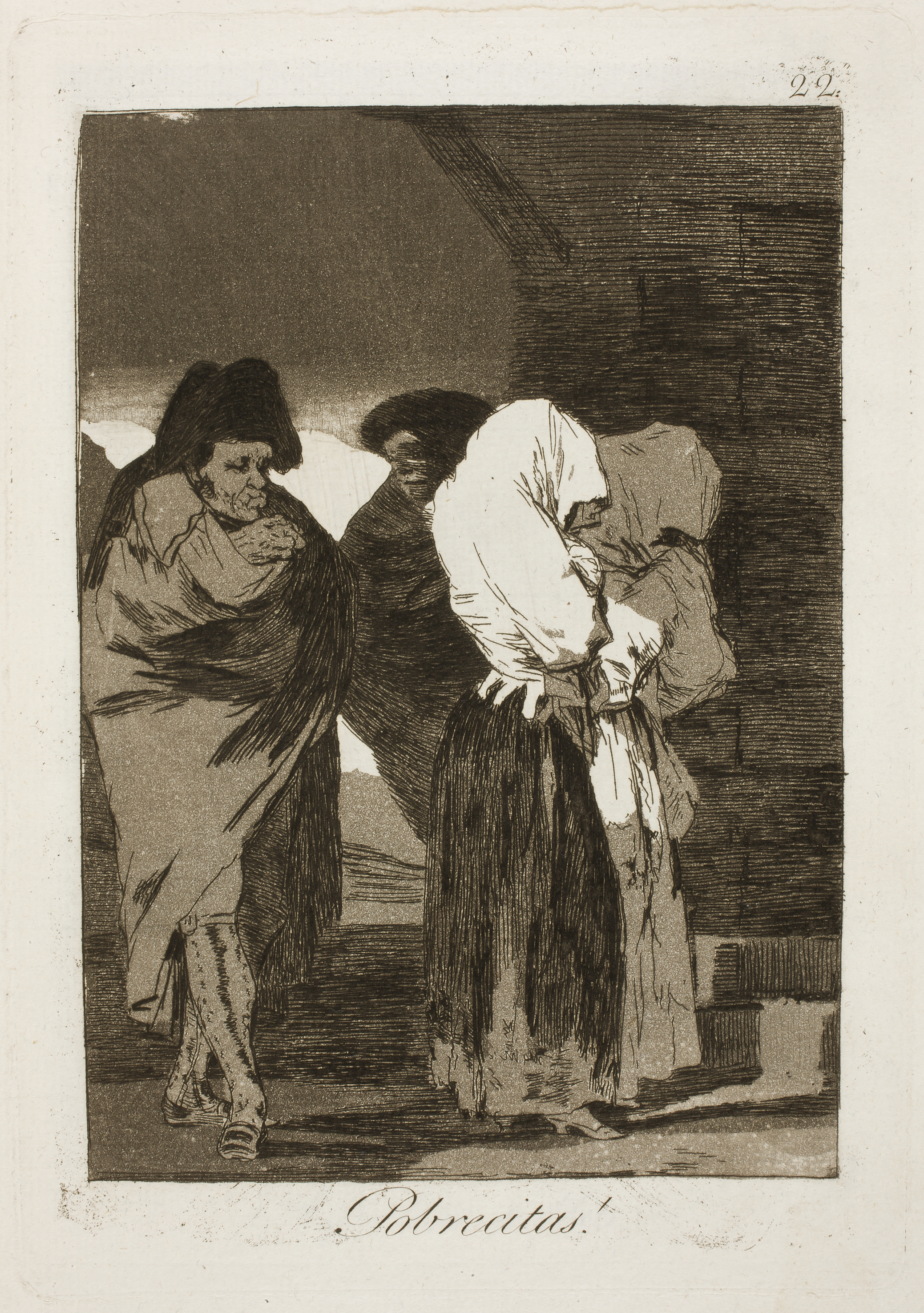
Capricho No. 22: ¡Pobrecitas! (Poverette!)
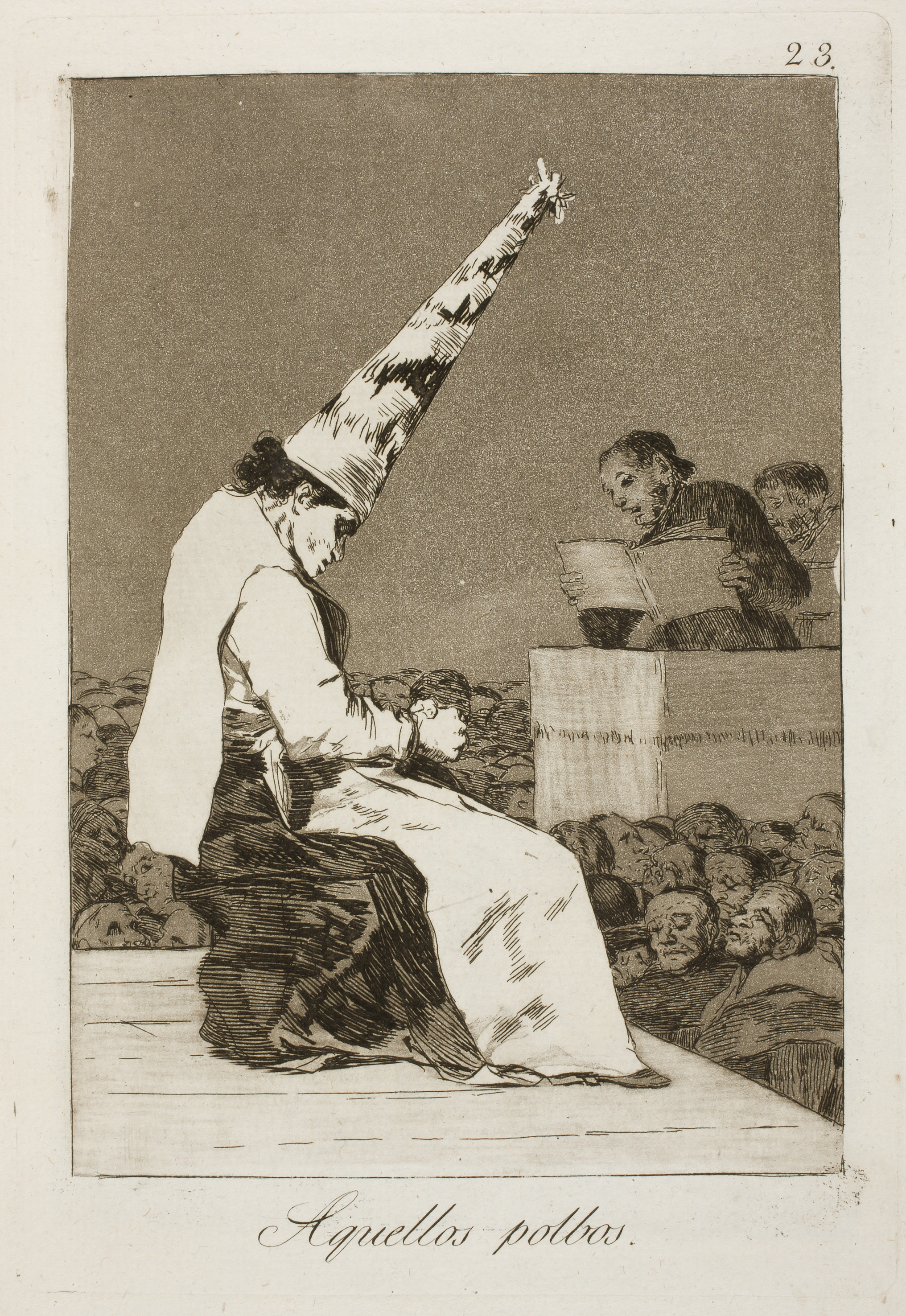
Capricho No. 23: Aquellos polvos (Quella polvere)
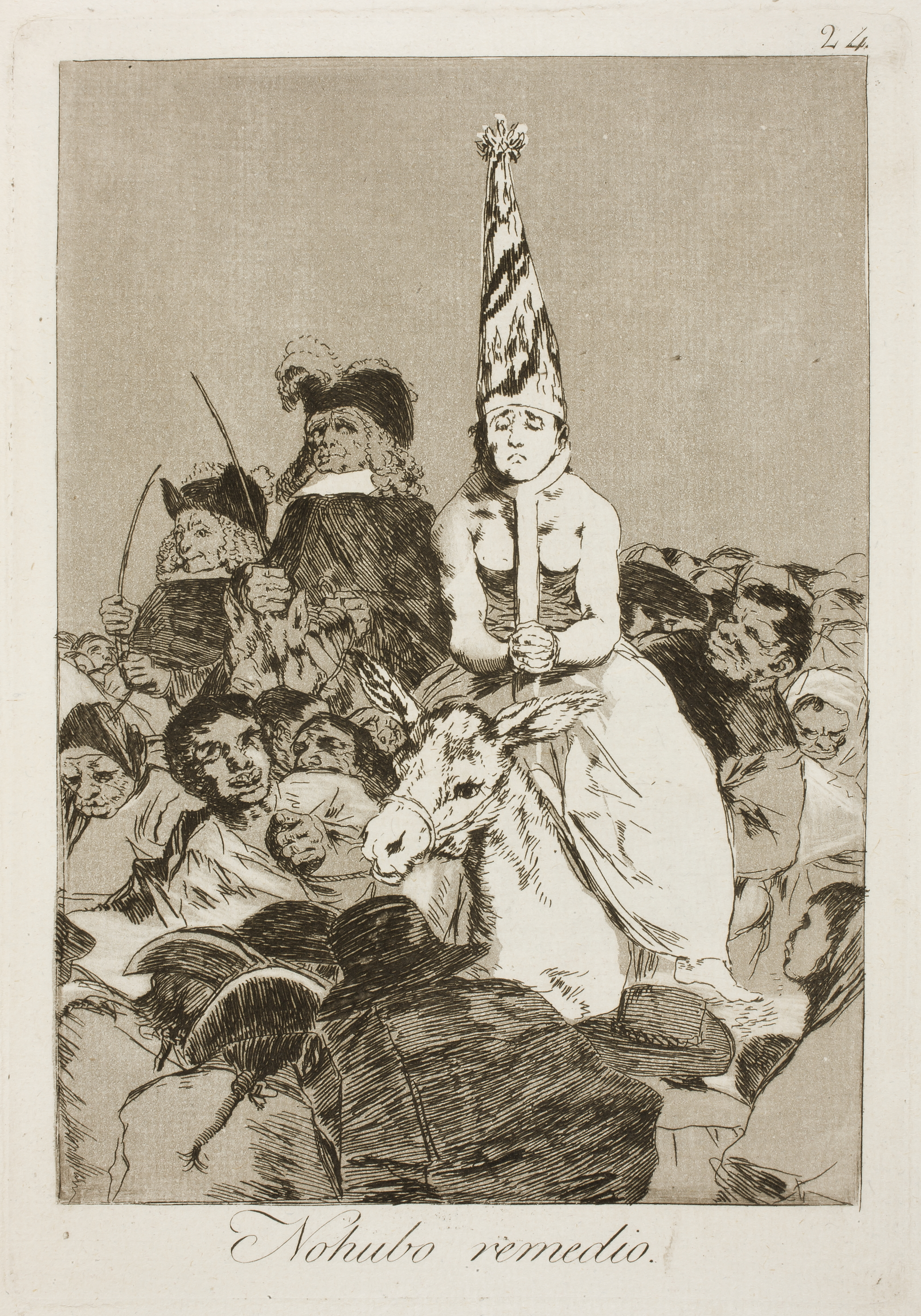
Capricho No. 24: No hubo remedio (Non ci fu rimedio)
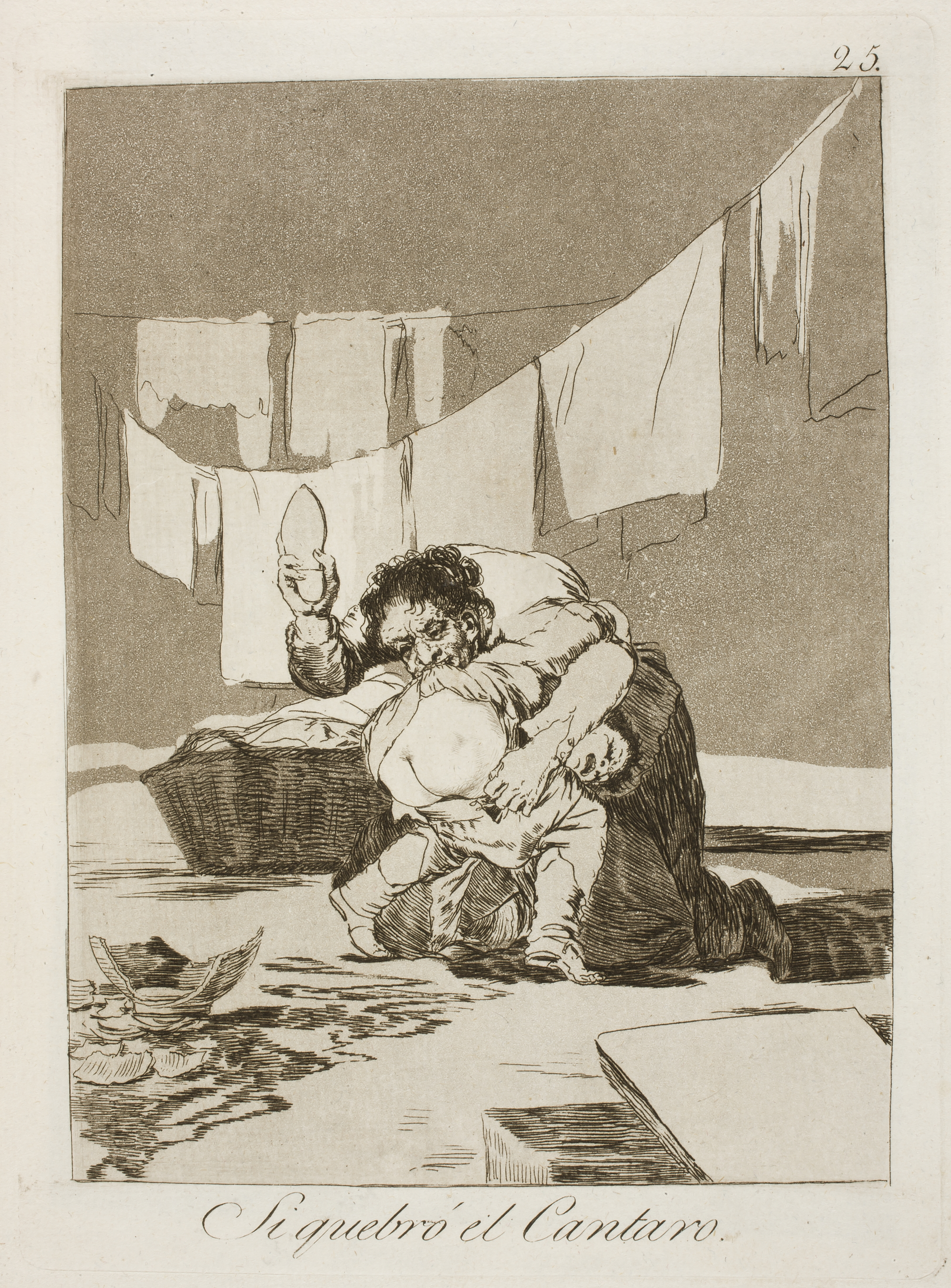
Capricho No. 25: Si quebró el cántaro (Si è rotta la brocca)
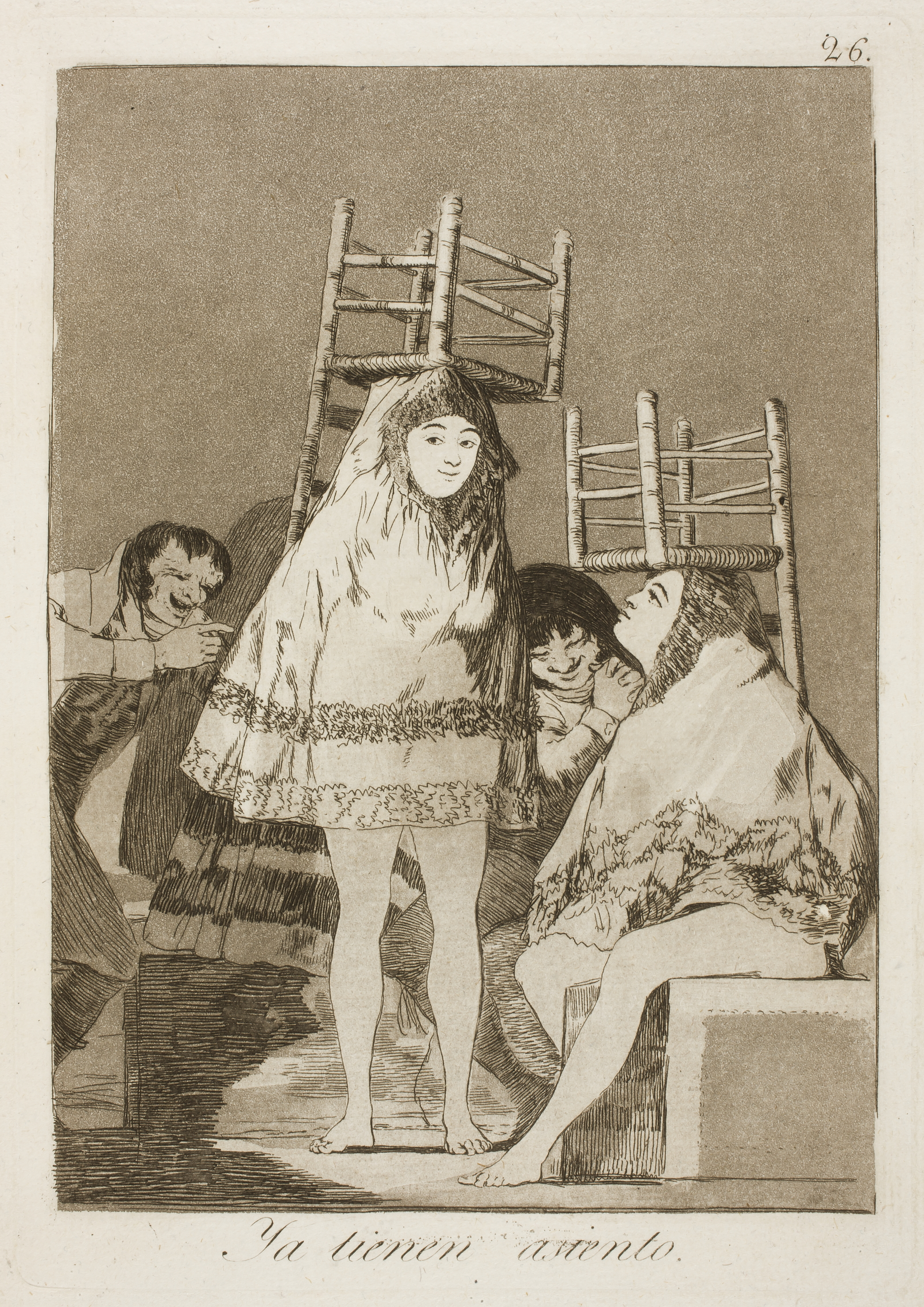
Capricho No. 26: Ya tienen asiento (Ora sono già sistemate)
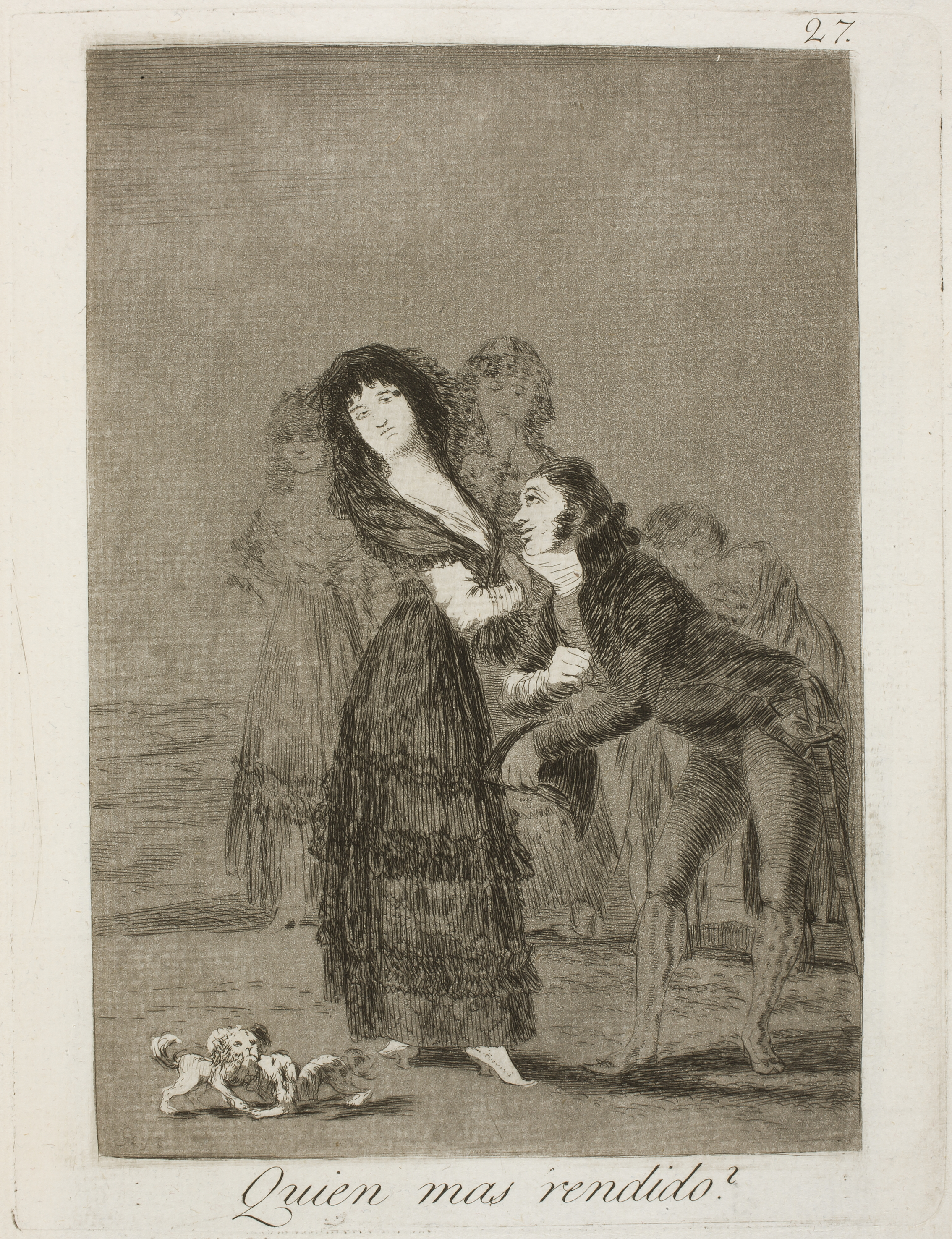
Capricho No. 27: ¿Quién más rendido? (Chi è più remissivo?)
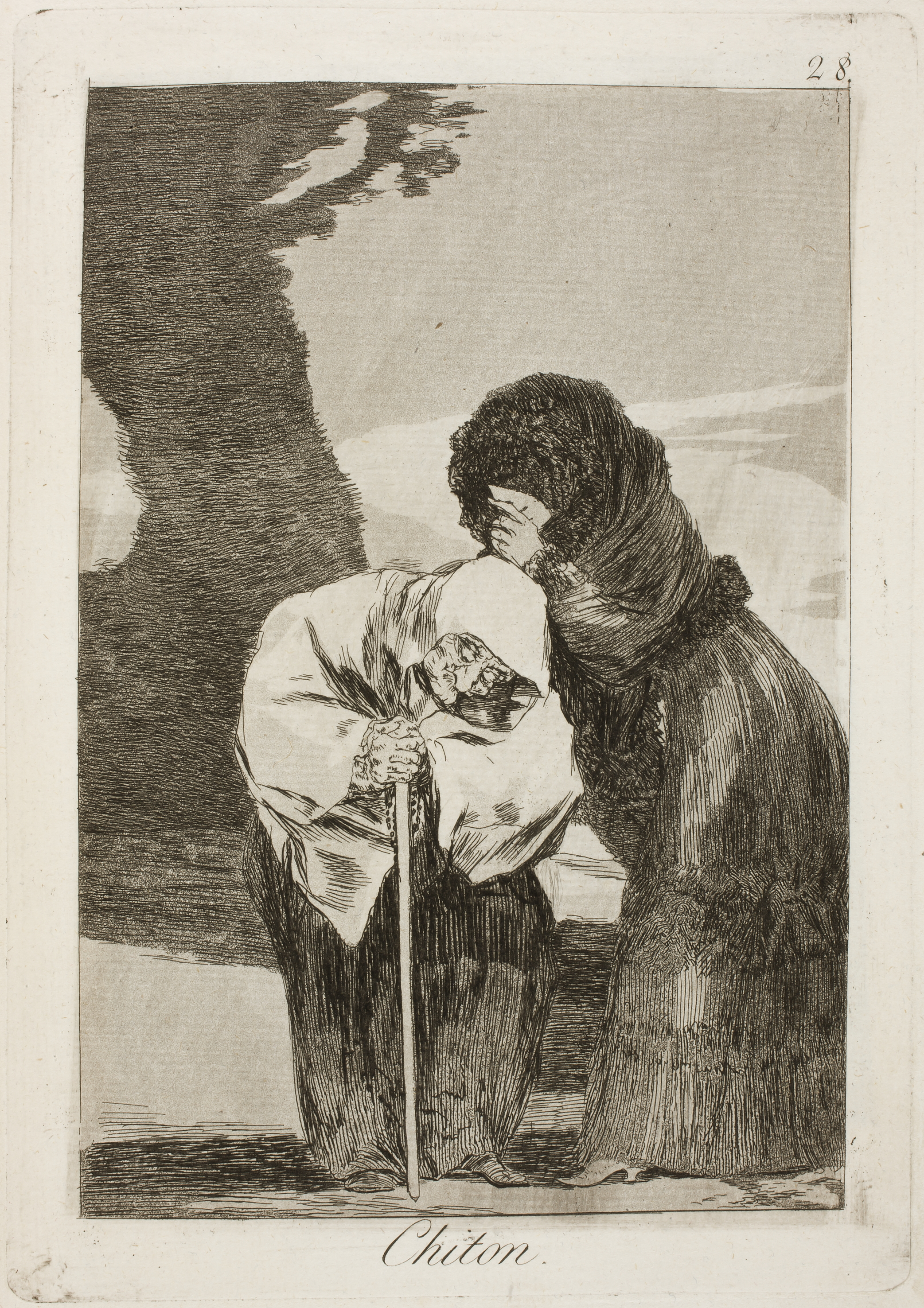
Capricho No. 28: Chitón (Zitta)
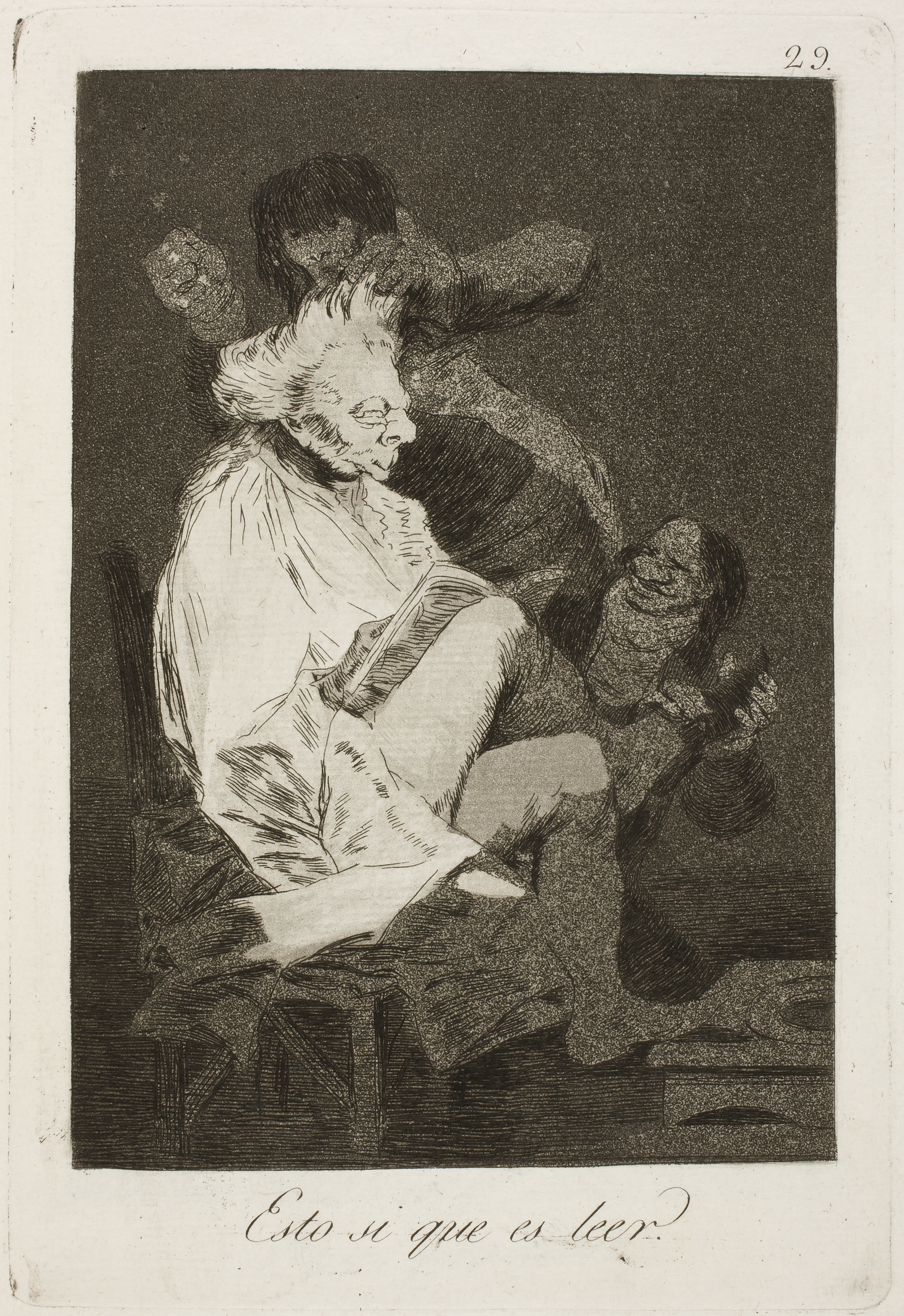
Capricho No. 29: Esto sí que es leer (Questo sì che è leggere)
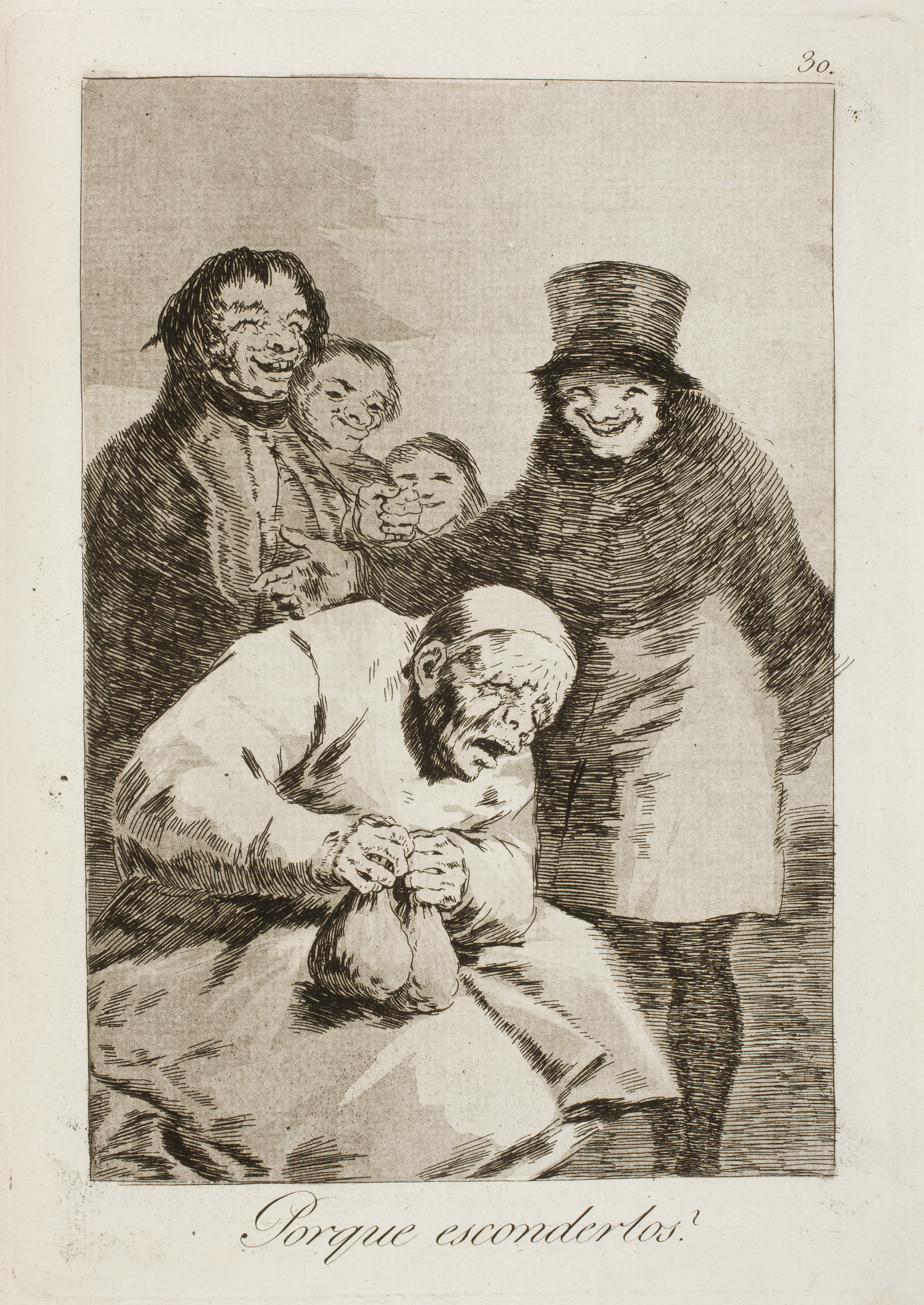
Capricho No. 30: ¿Por qué esconderlos? (Perché nasconderli?)
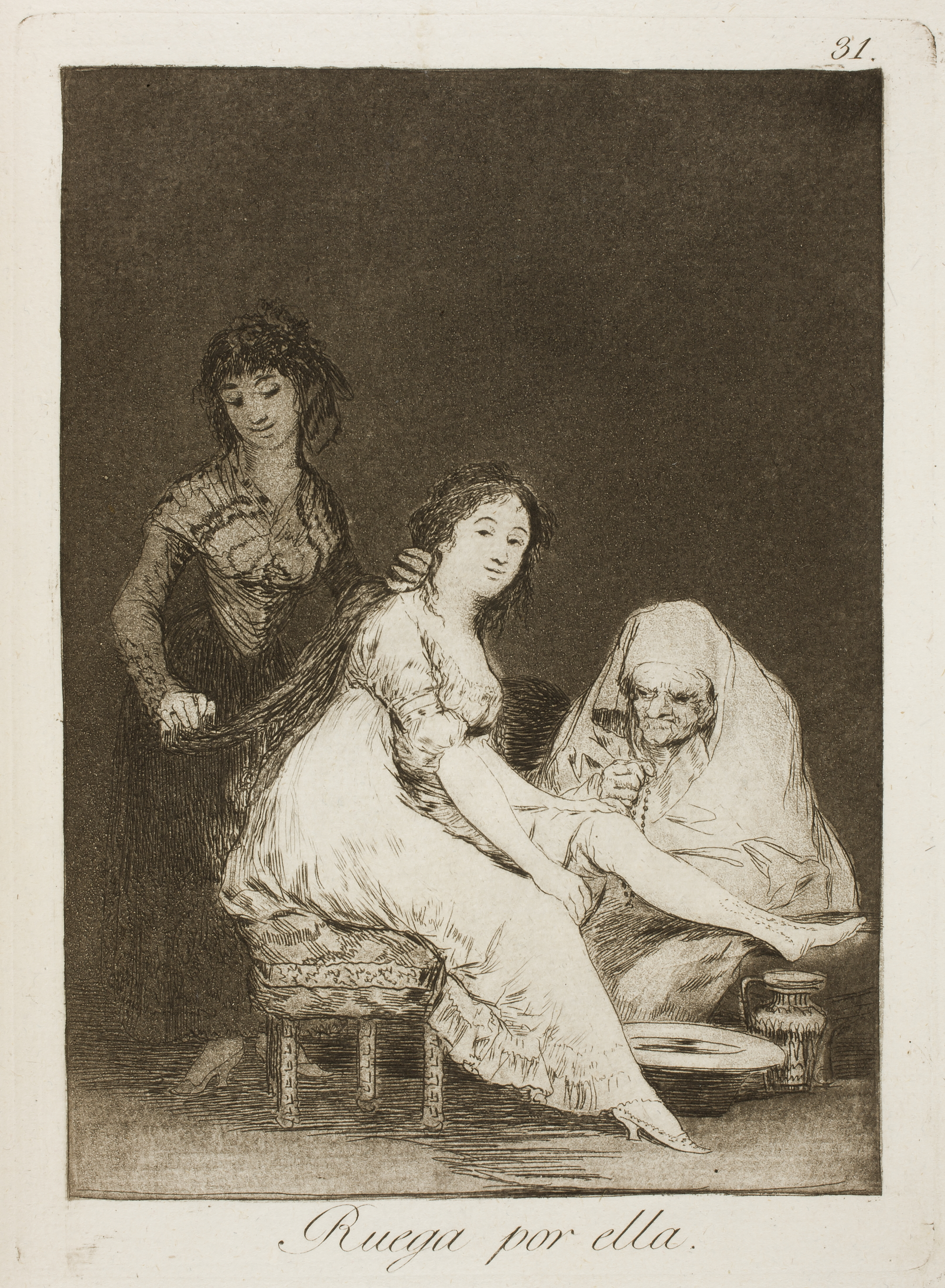
Capricho No. 31: Ruega por ella (Prega per lei)
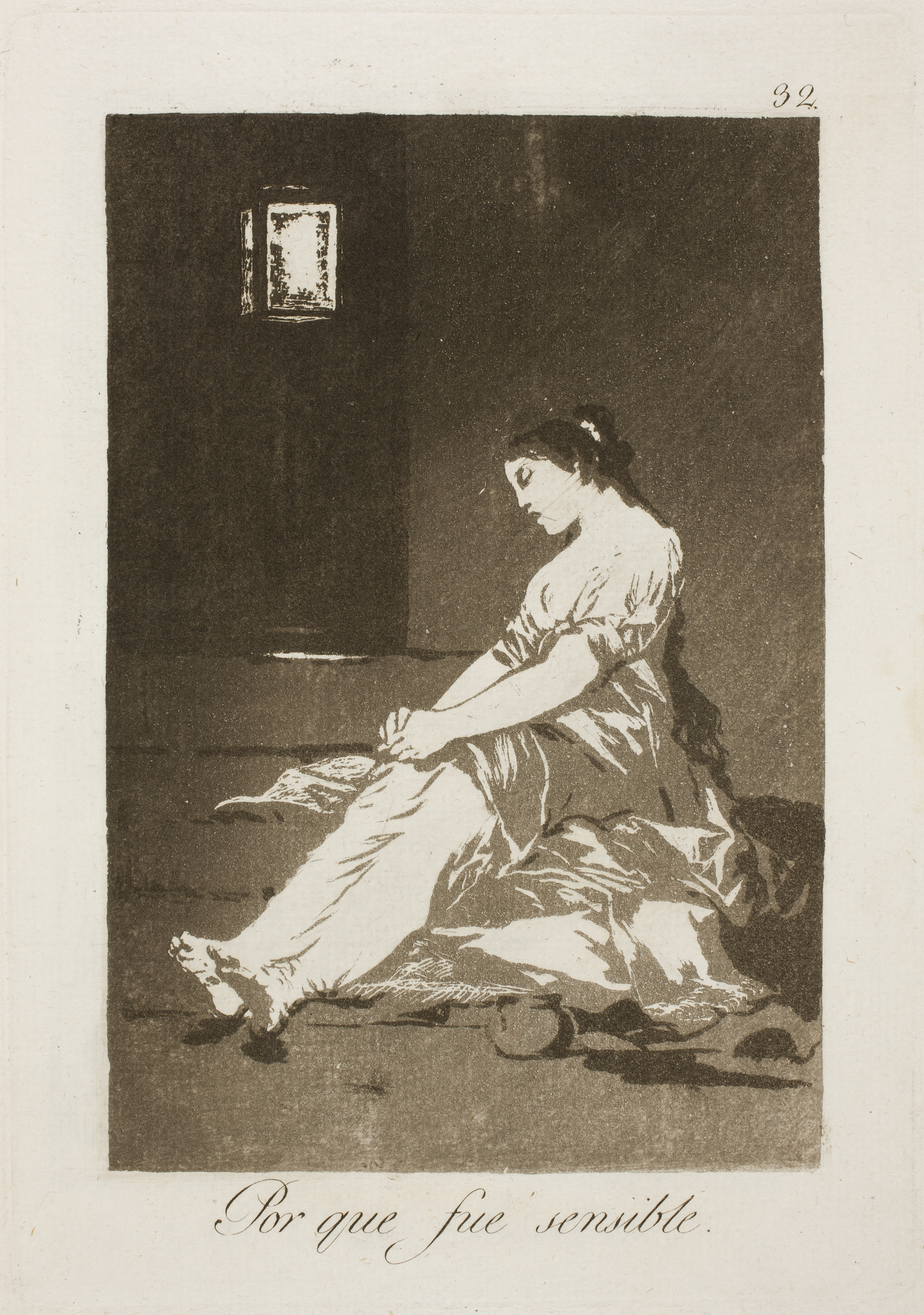
Capricho No. 32: Porque fue sensible (Perché fu sensibile)
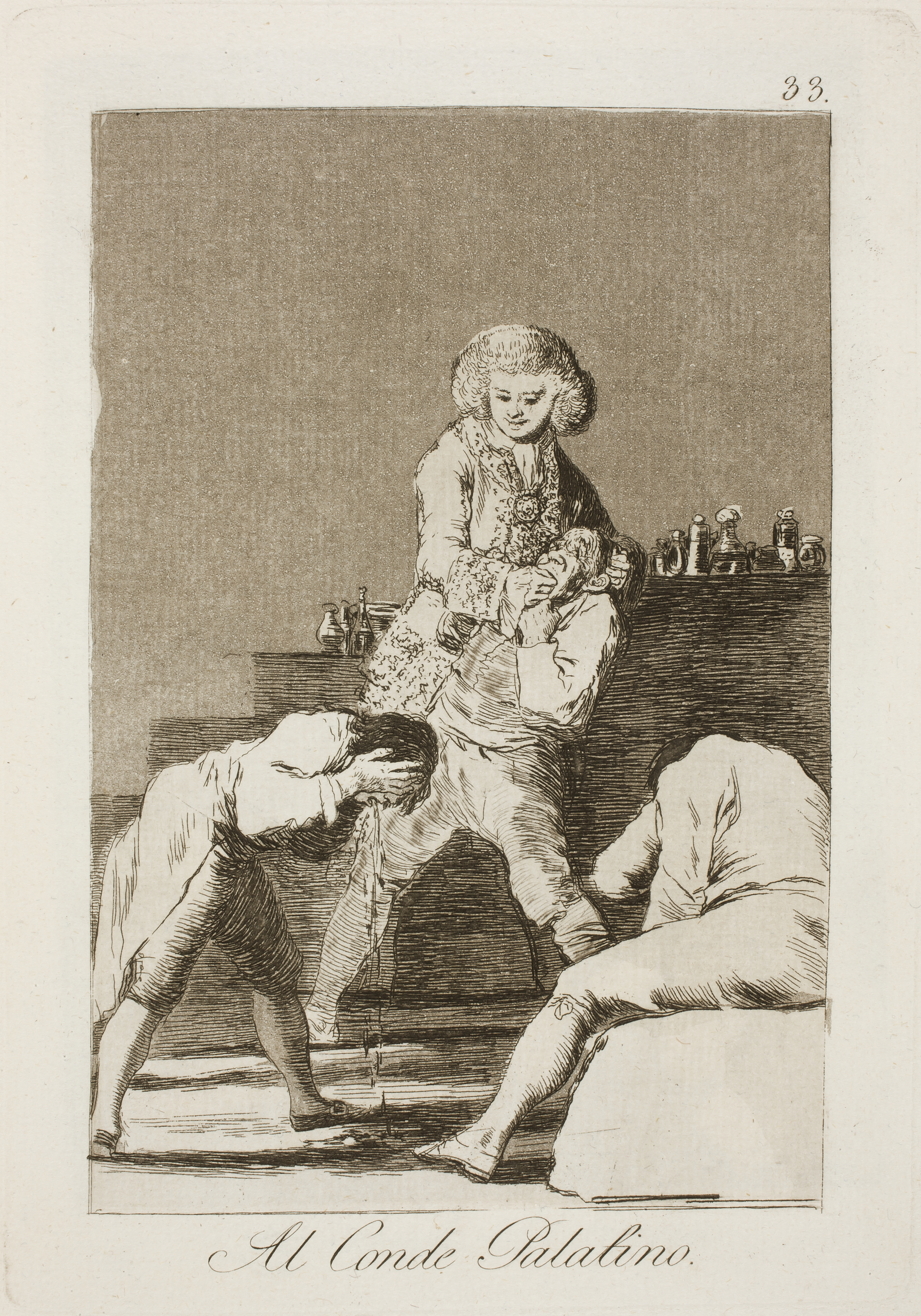
Capricho No. 33: Al conde palatino (Al conte palatino)
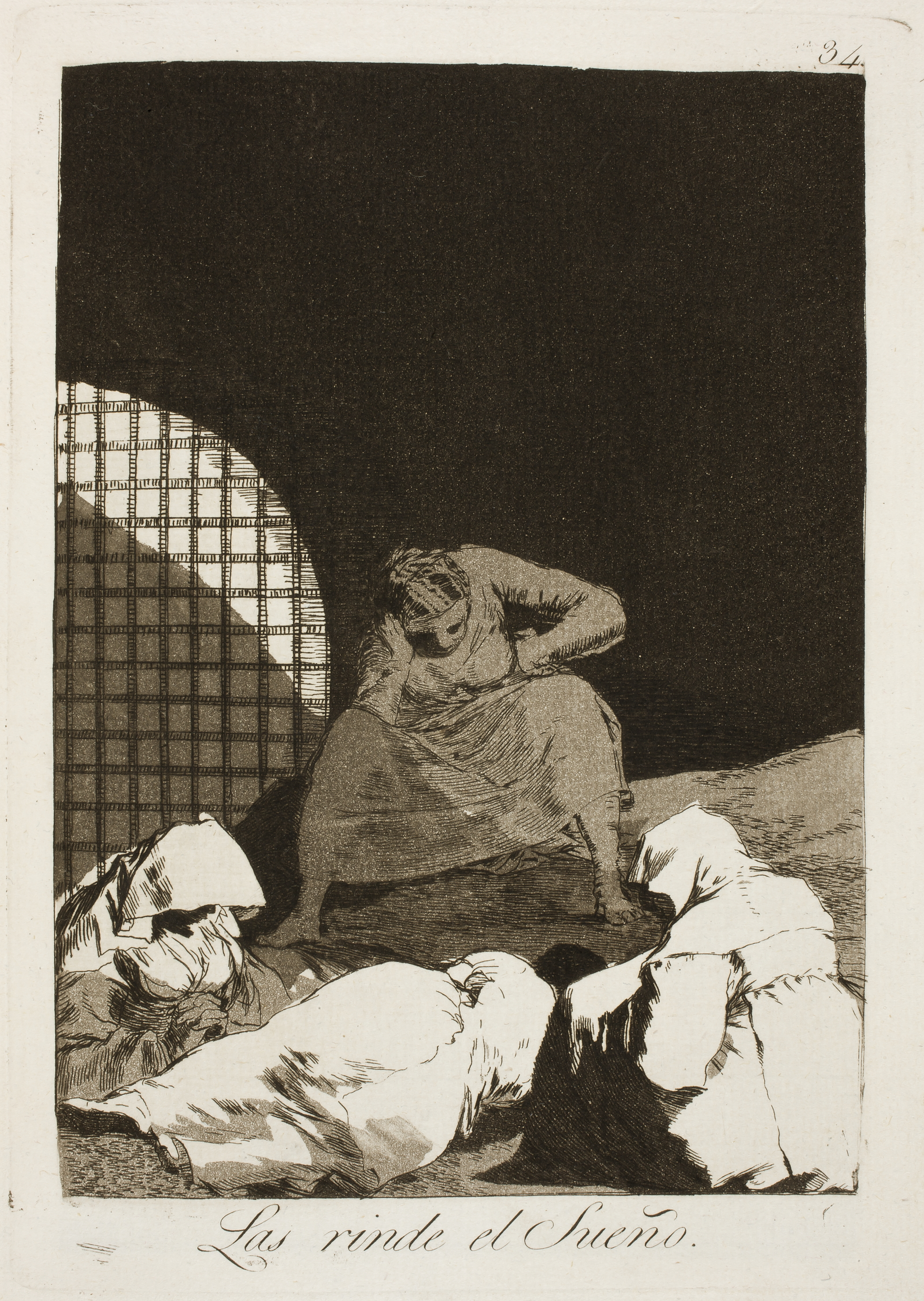
Capricho No. 34: Las rinde el sueño (Le vince il sonno)
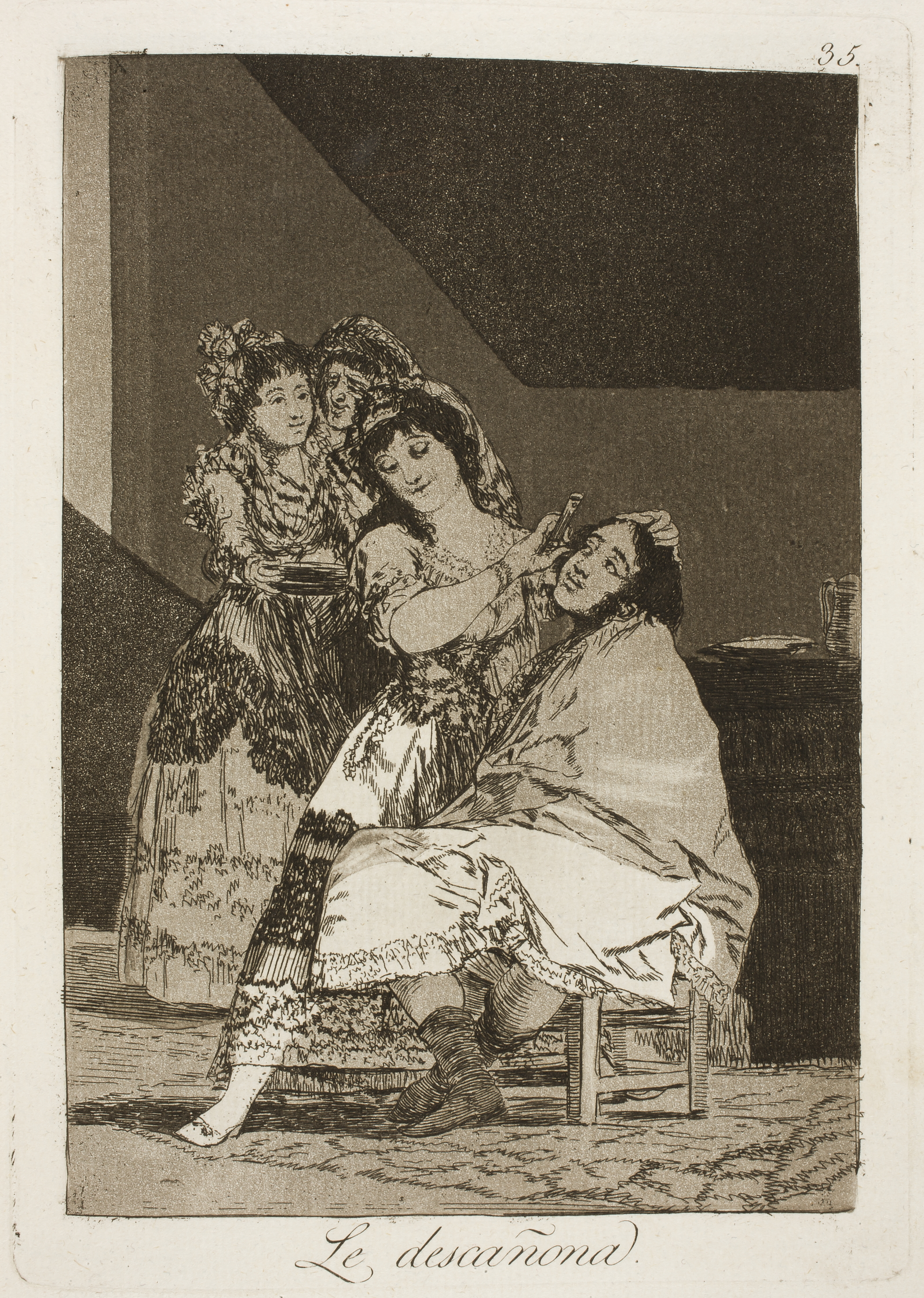
Capricho No. 35: Le descañona (Lo sta spennando)
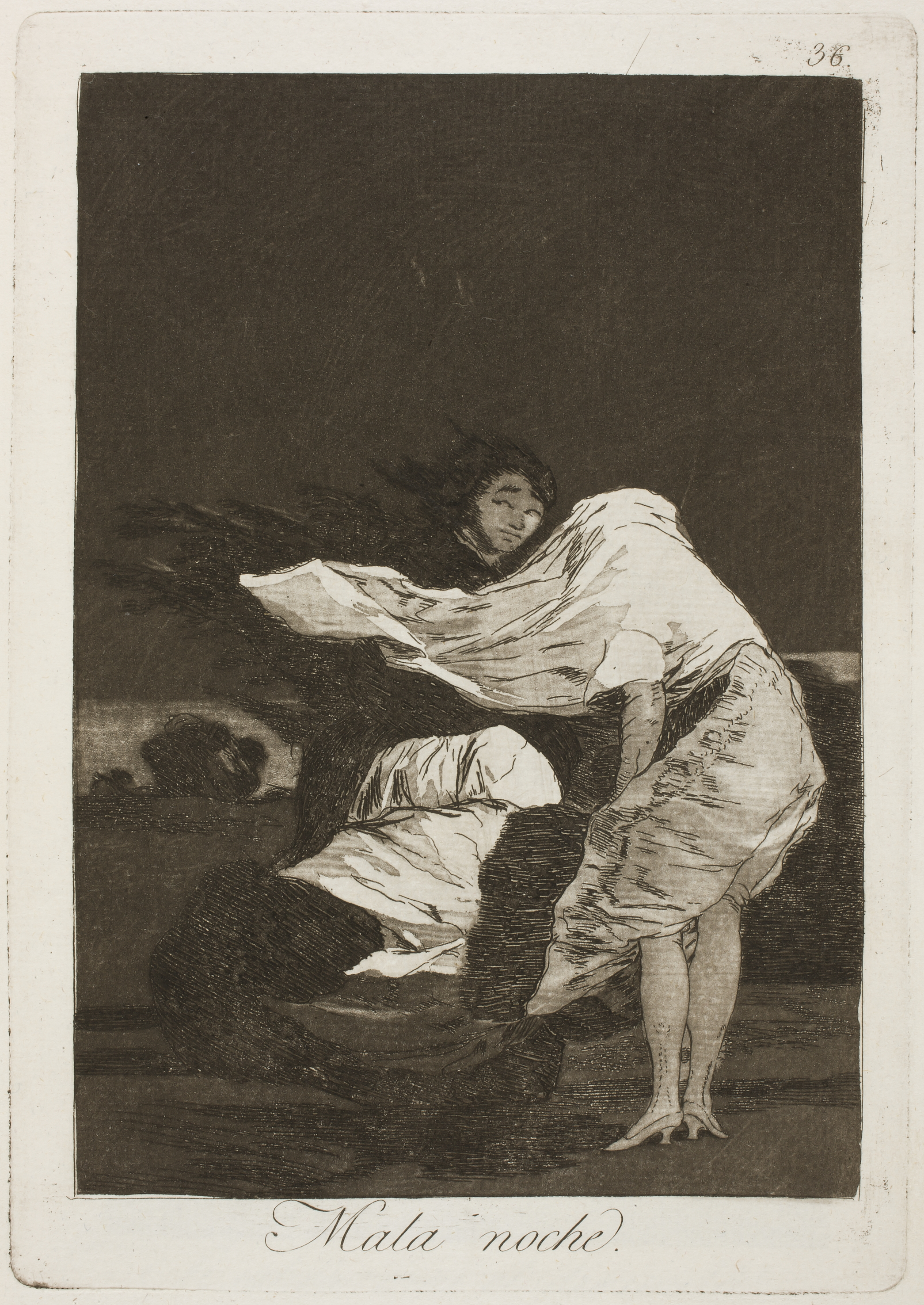
Capricho No. 36: Mala noche (Una nottataccia)
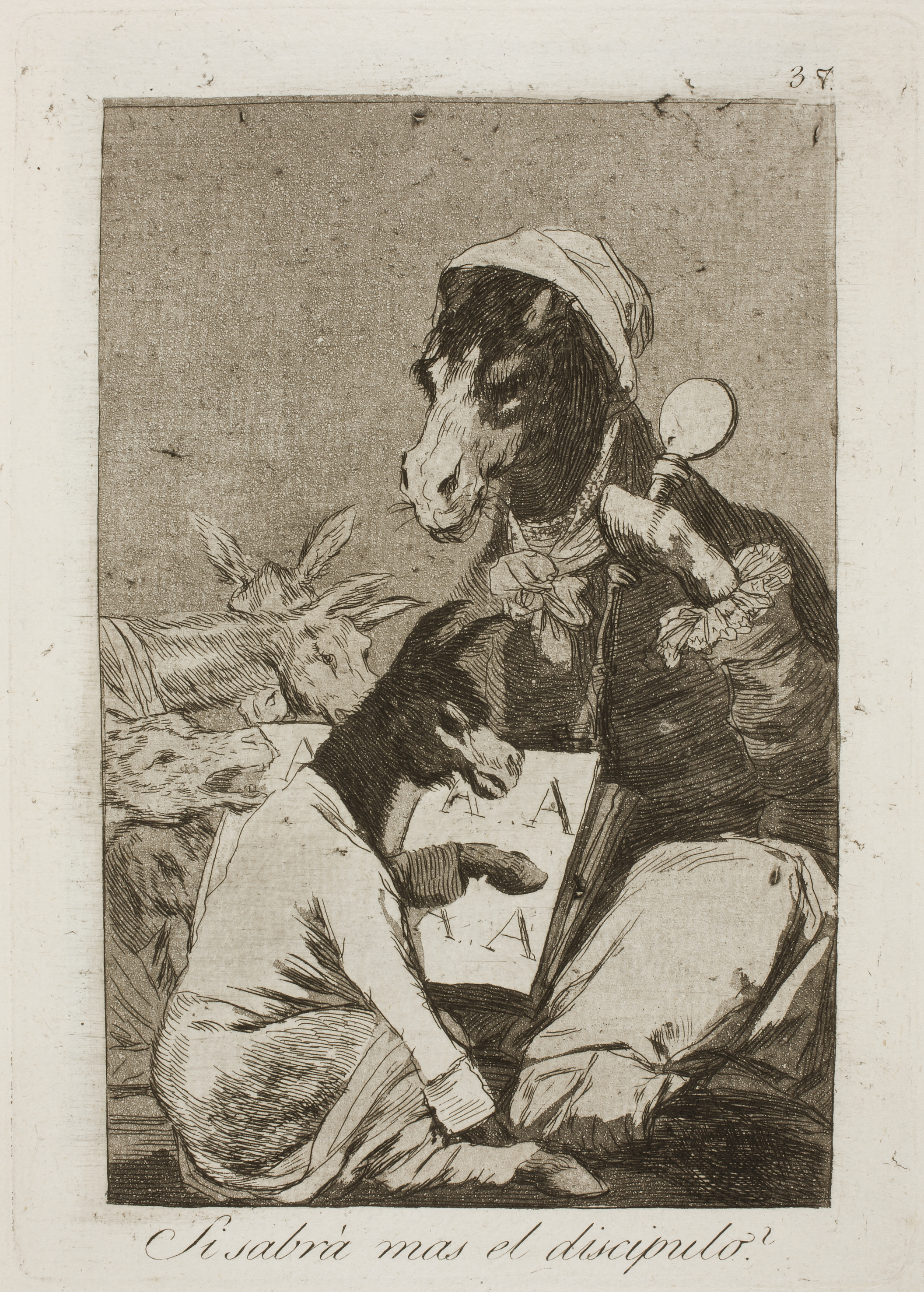
Capricho No. 37: ¿Si sabra más el discípulo? (Non ne saprà di più il discepolo?)
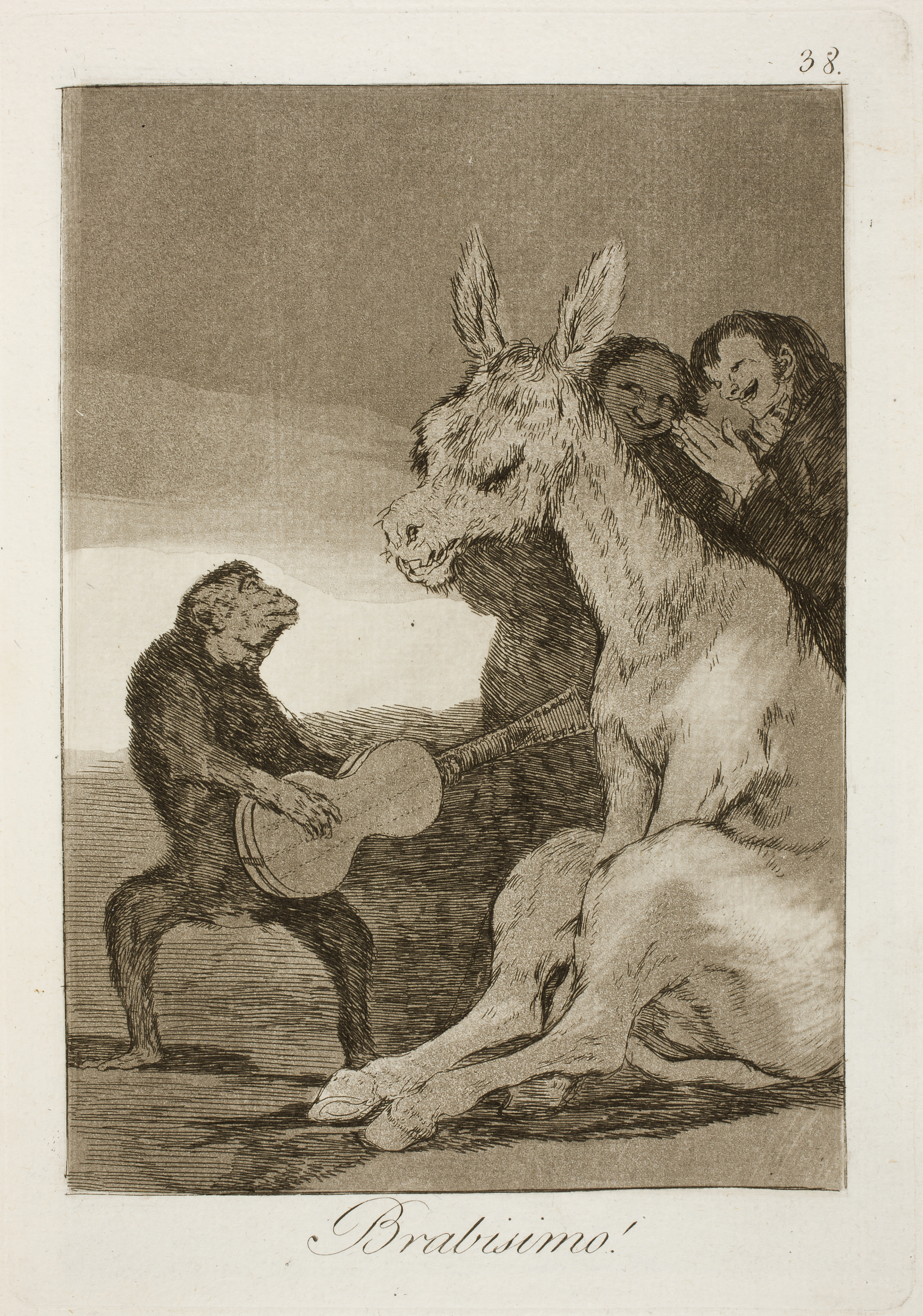
Capricho No. 38: ¡Bravísimo! (Bravissimo!)
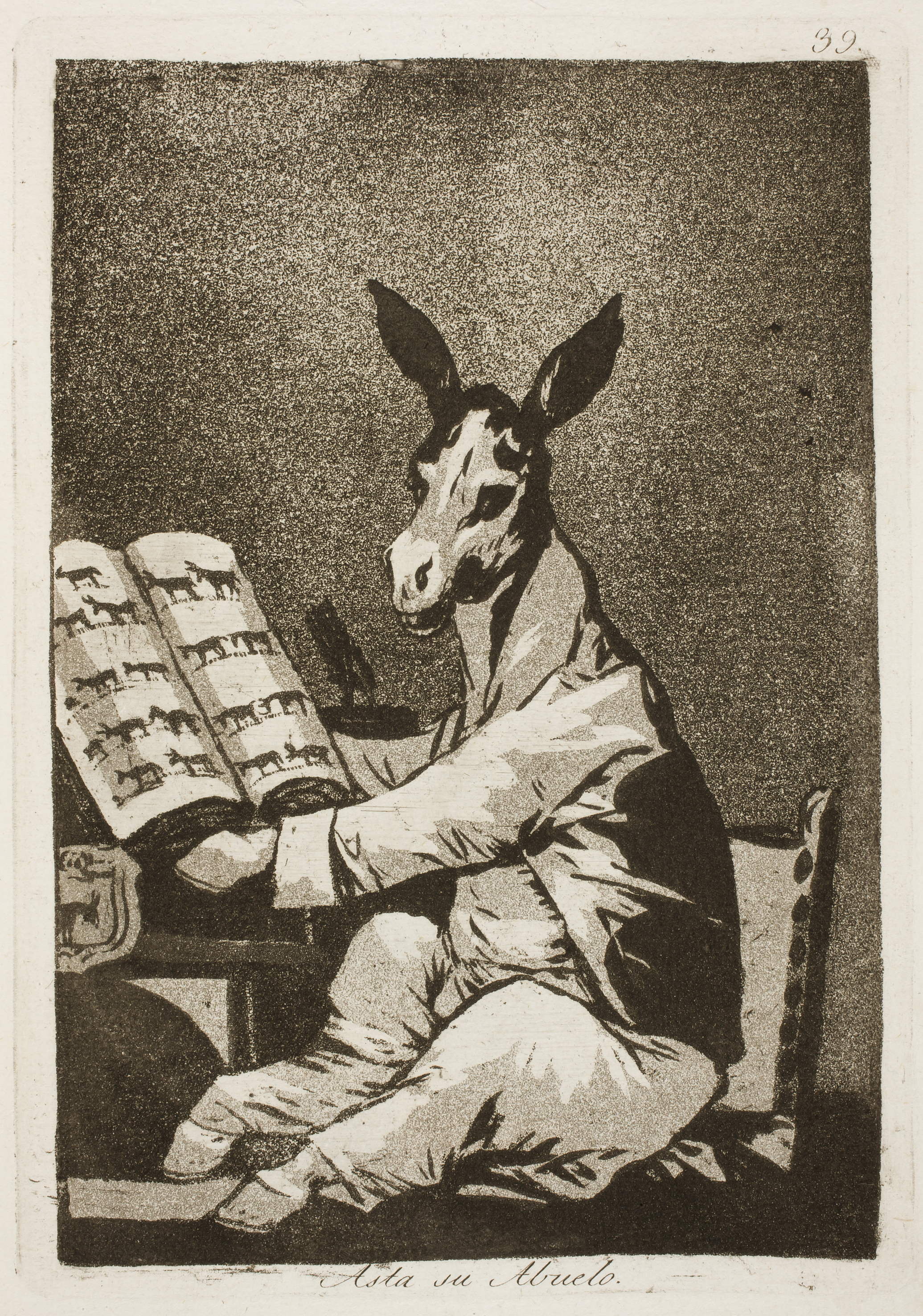
Capricho No. 39: Hasta su abuelo (Perfino suo nonno)
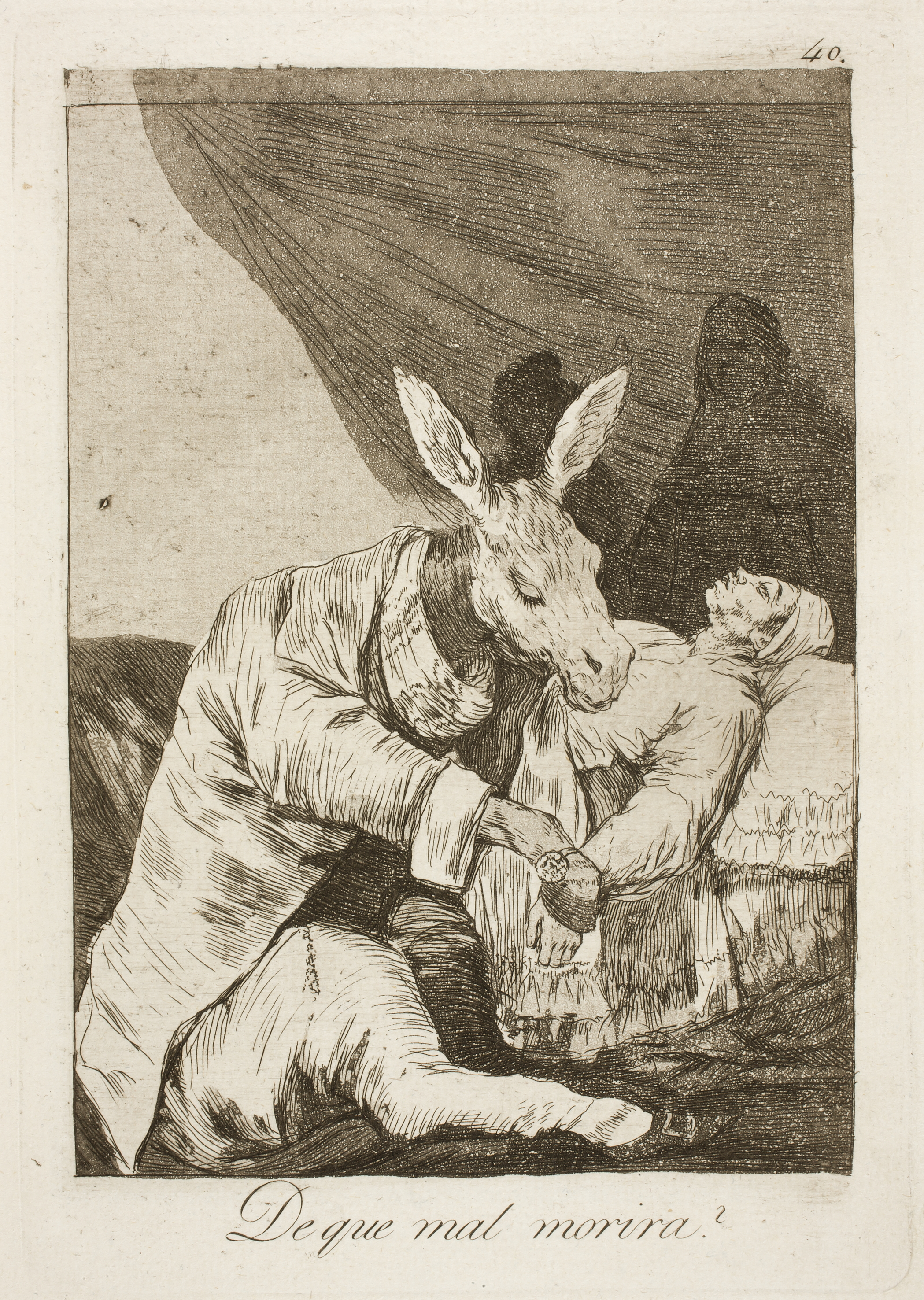
Capricho No. 40: ¿De qué mal morirá? (Di che male morirà?)
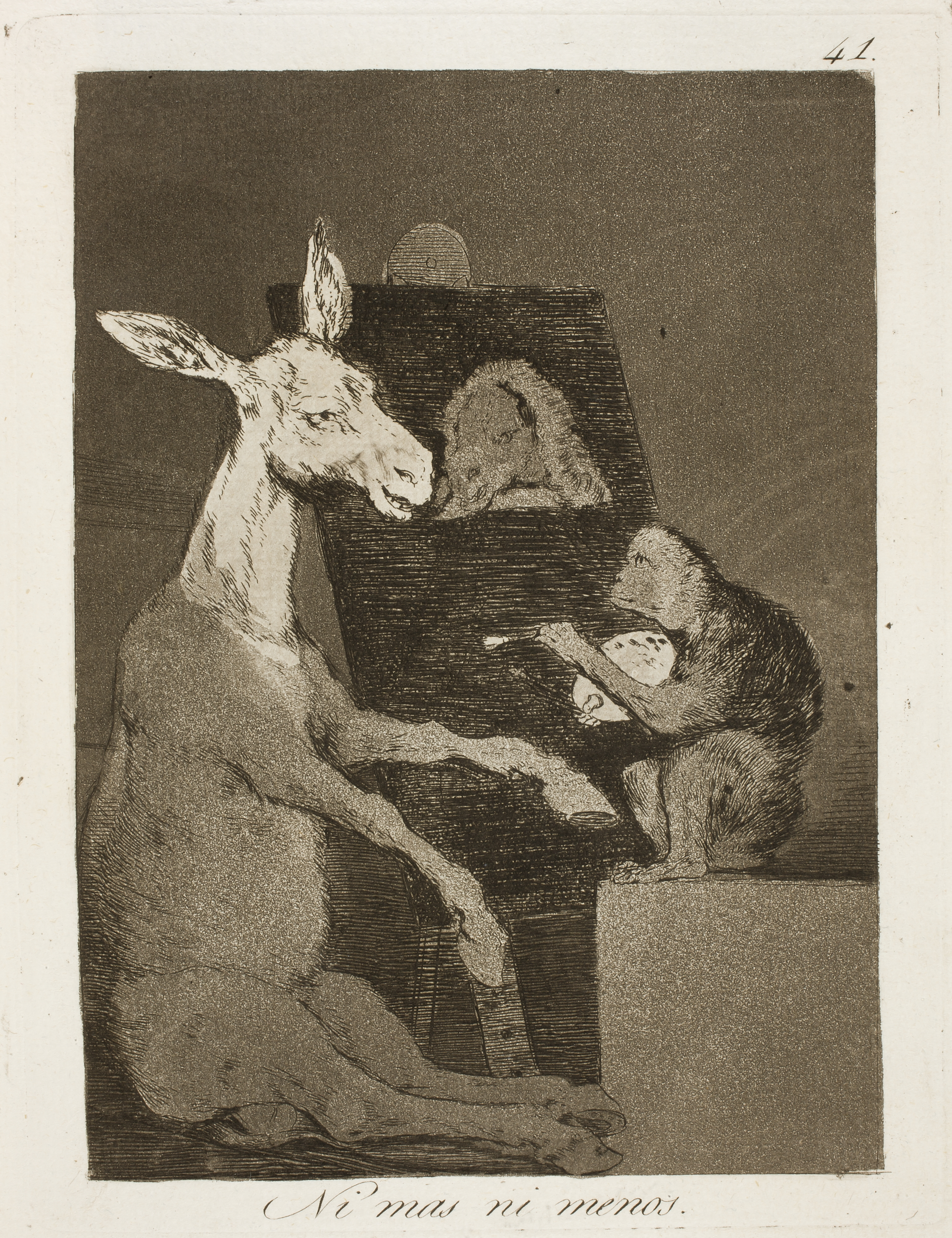
Capricho No. 41: Ni más ni menos (Né più, né meno)
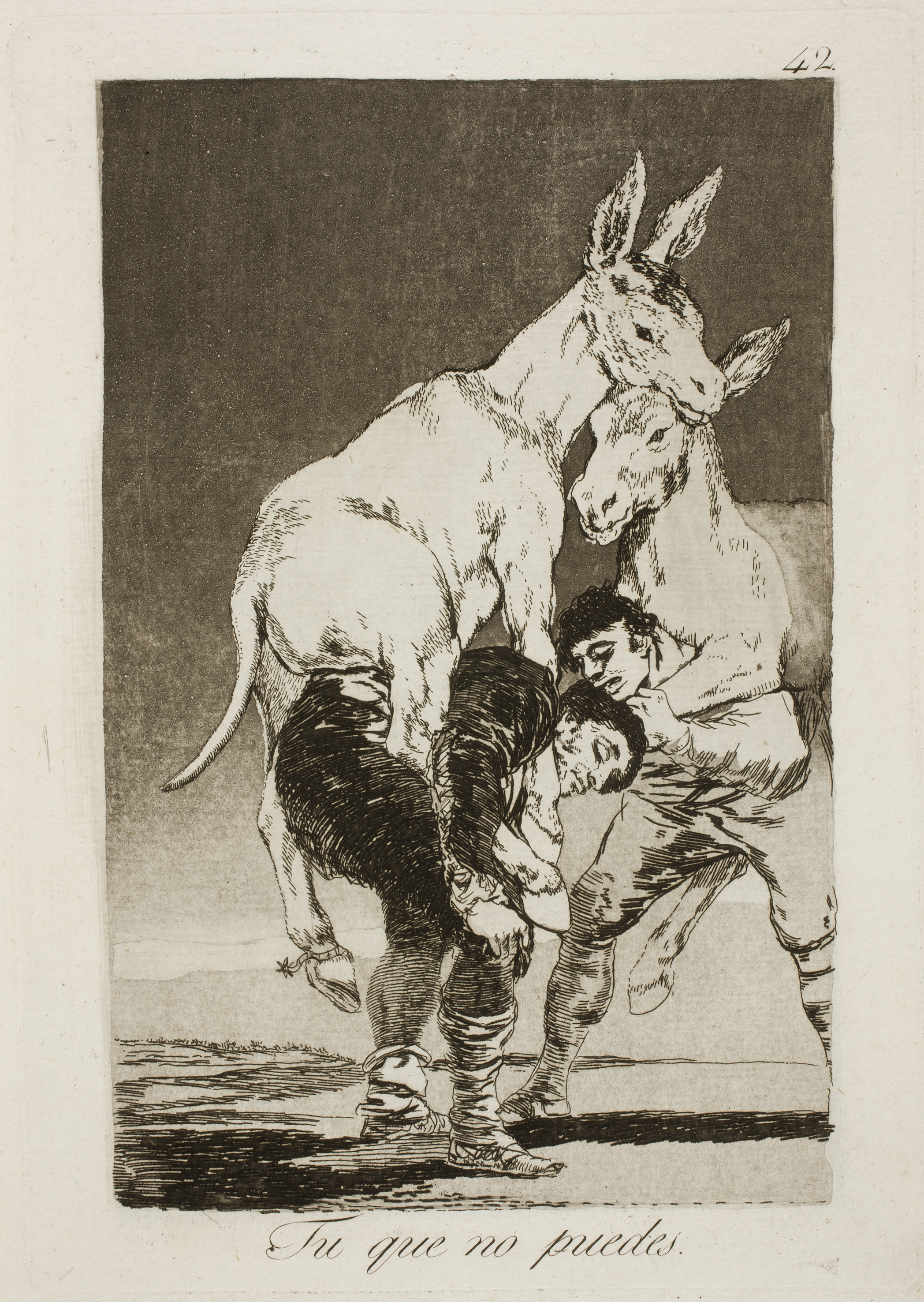
Capricho No. 42: Tú que no puedes (Tu che non puoi)
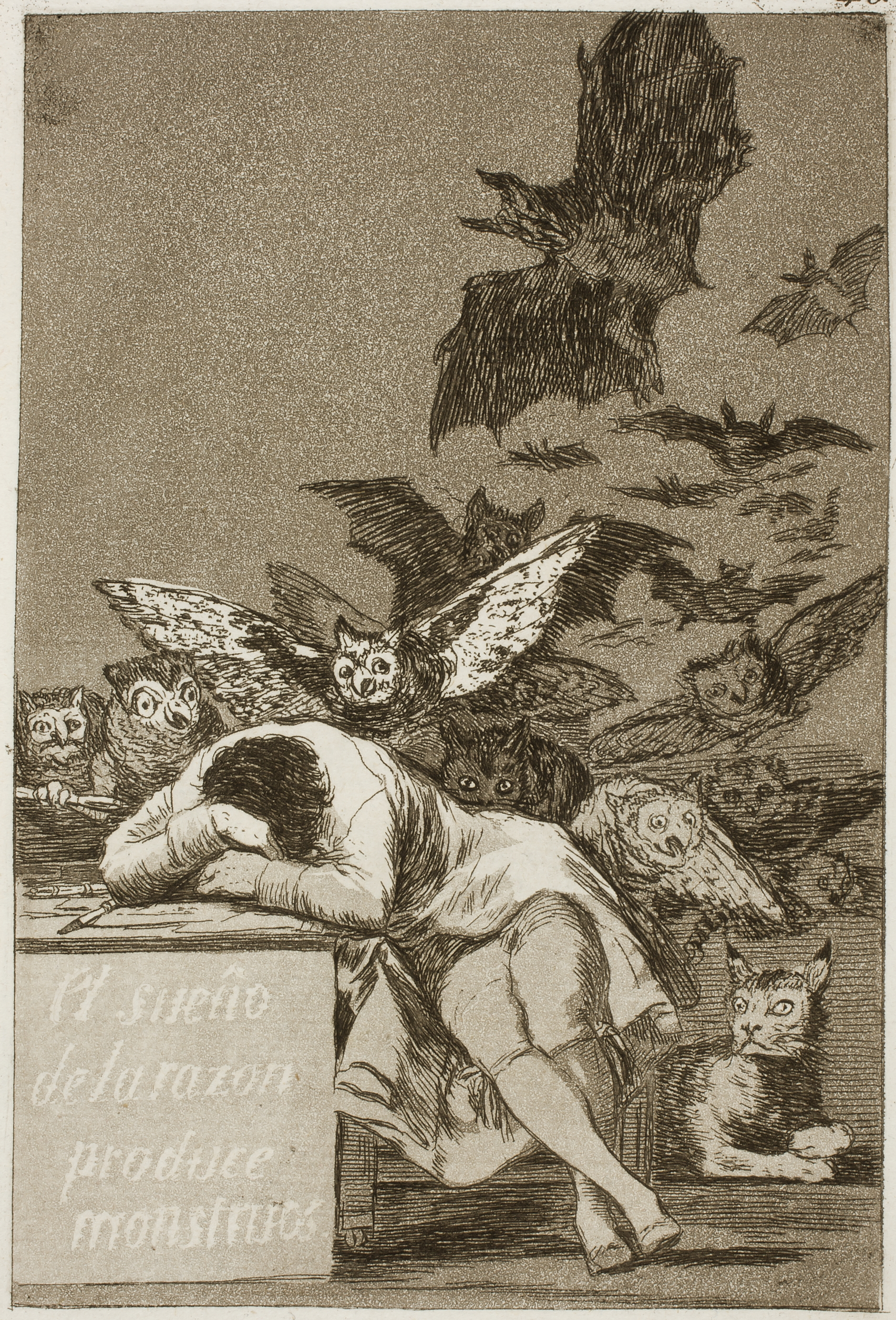
Capricho No. 43: El sueño de la razón produce monstruos (Il sonno della ragione genera mostri)
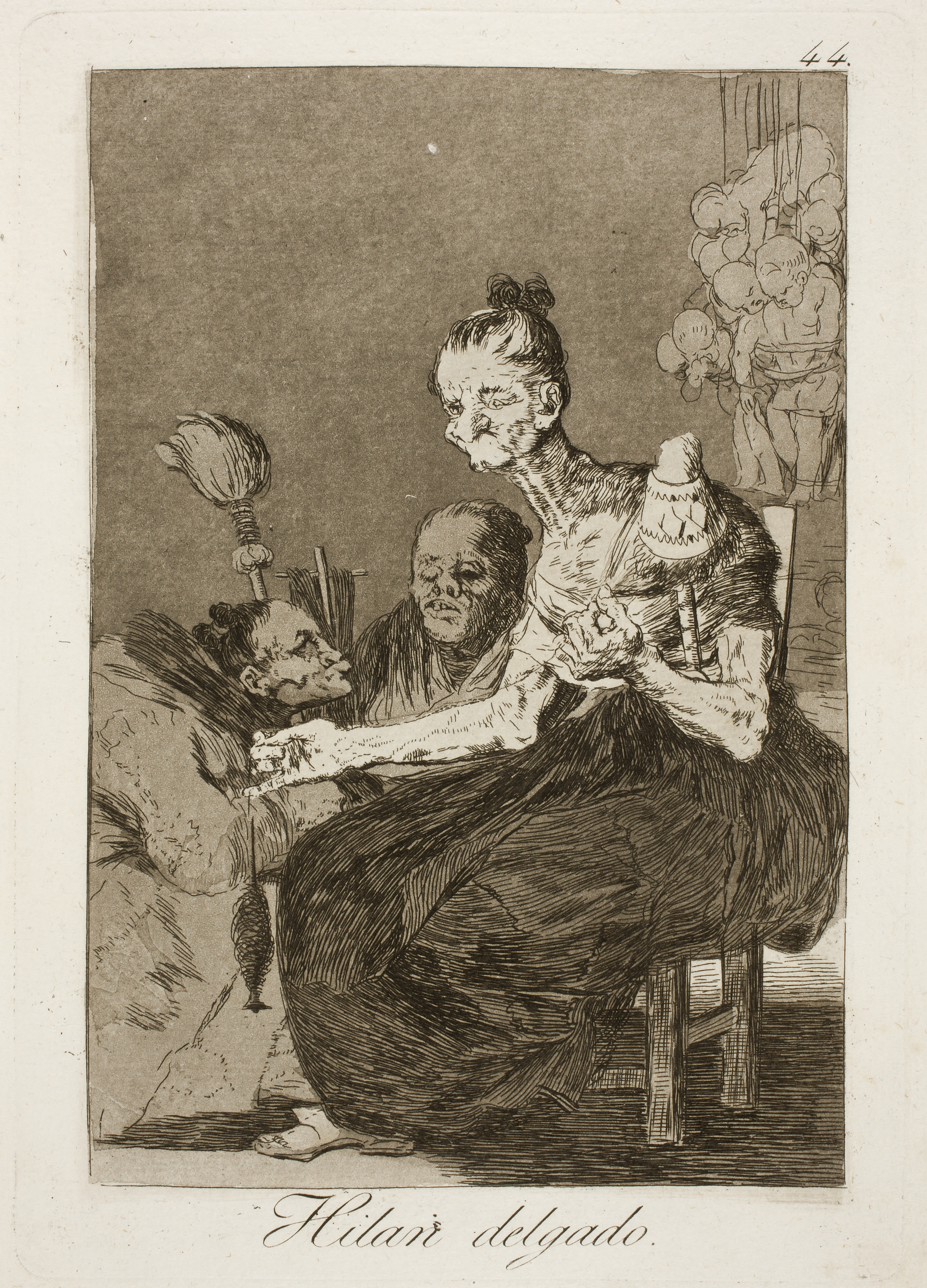
Capricho No. 44: Hilan delgado (Procedono con cautela)
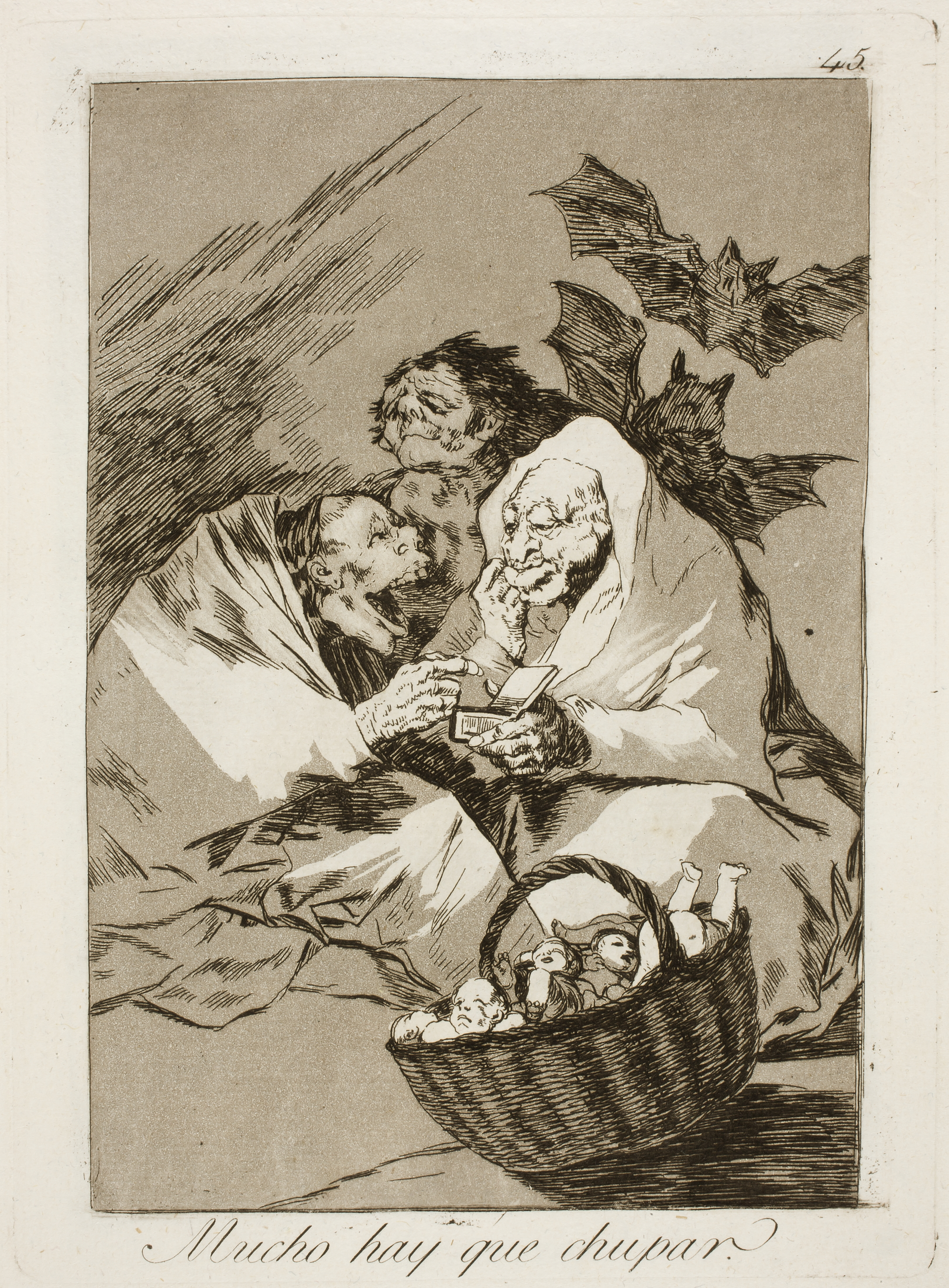
Capricho No. 45: Mucho hay que chupar (C'è molto da succhiare)
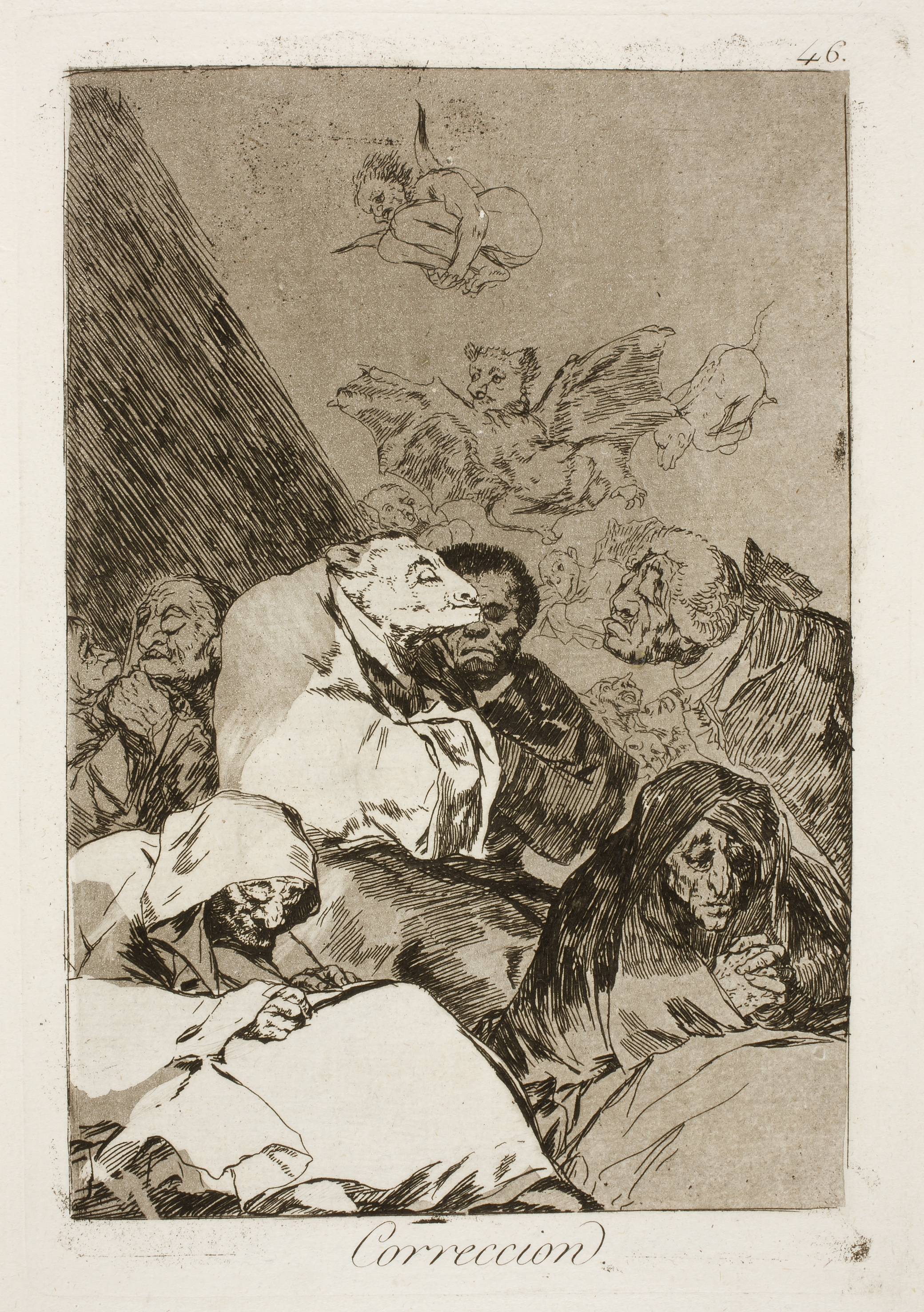
Capricho No. 46: Corrección (Correzione)
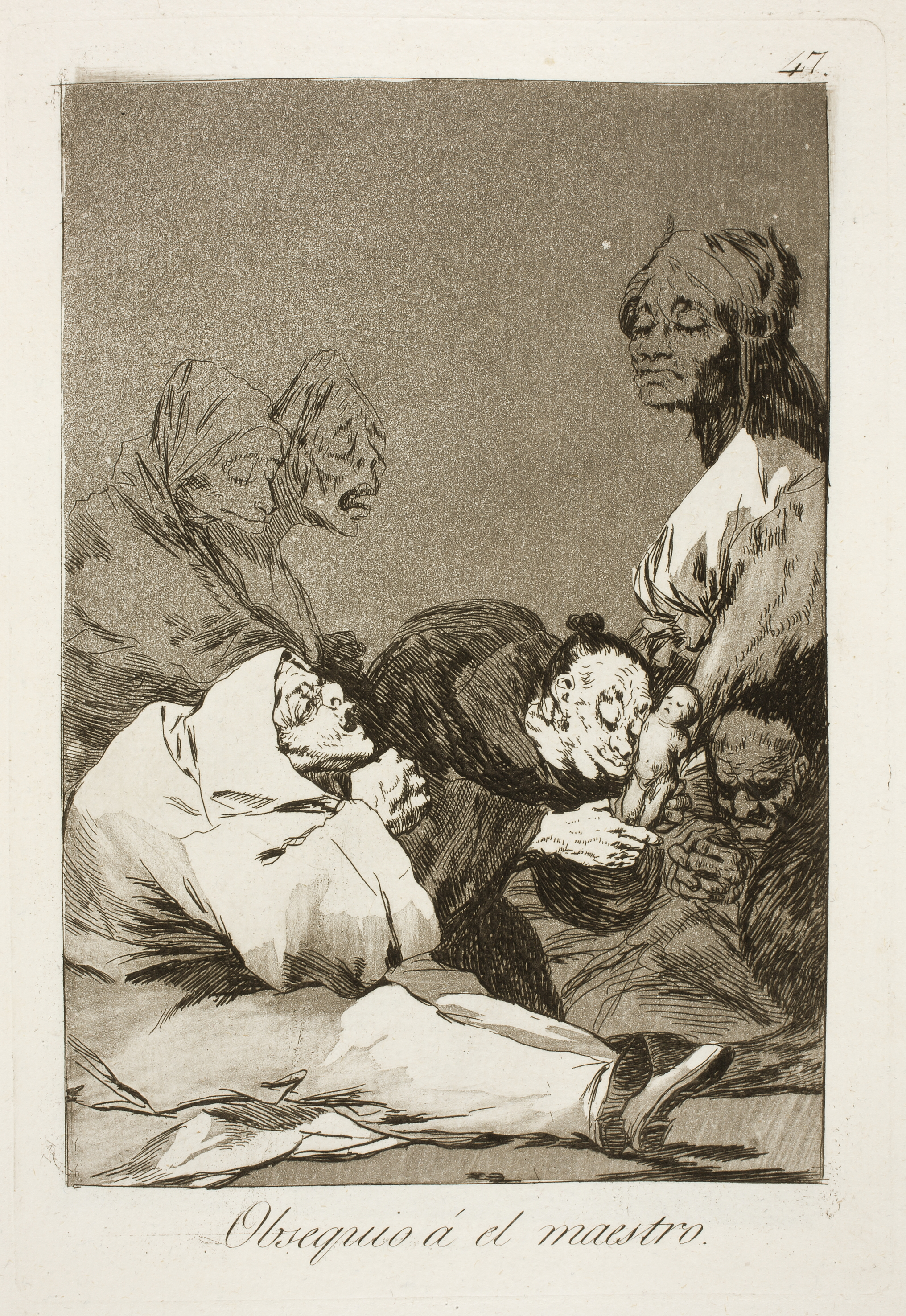
Capricho No. 47: Obsequio al maestro (Ossequio al maestro)
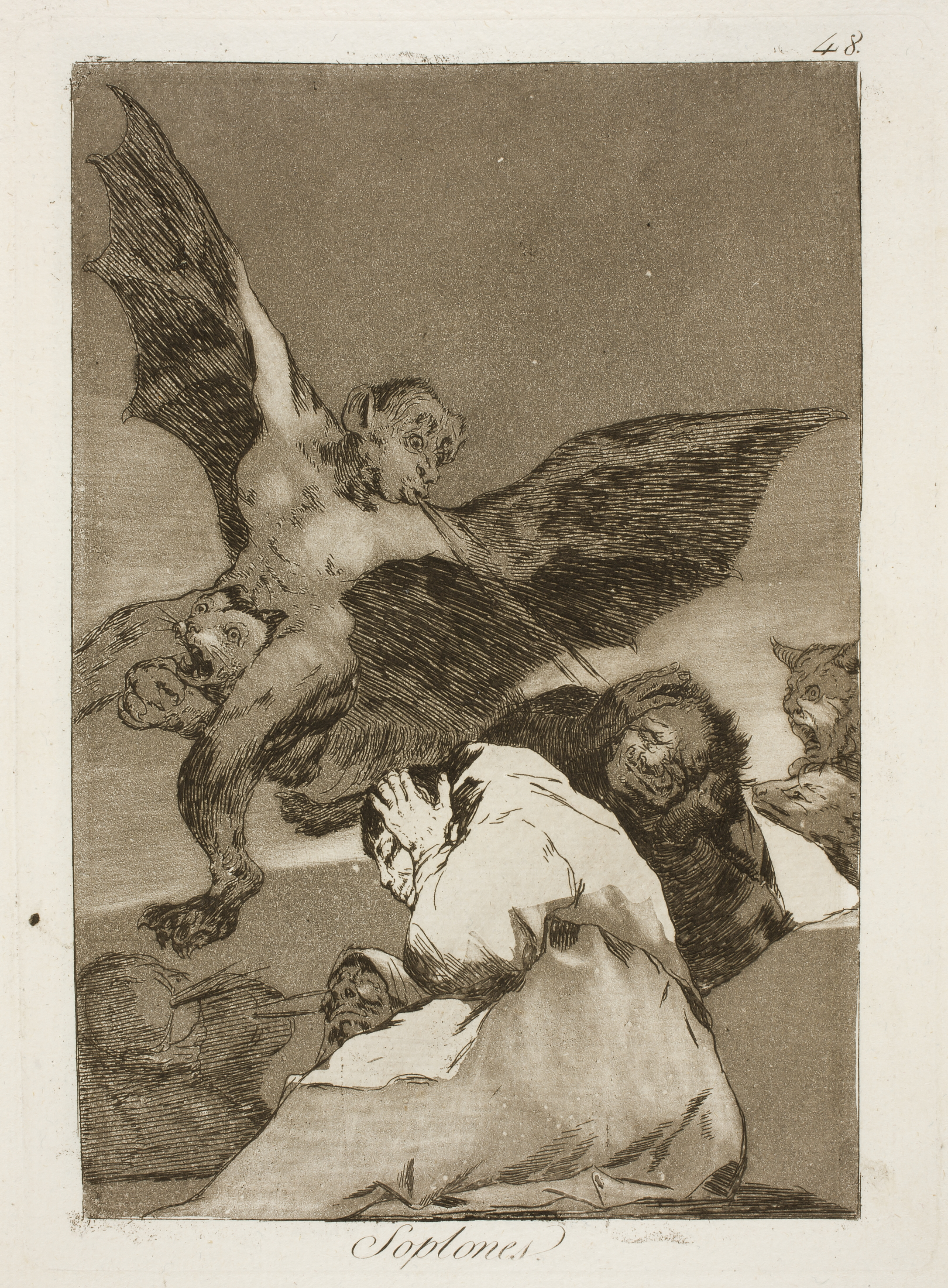
Capricho No. 48: Soplones (Spioni)
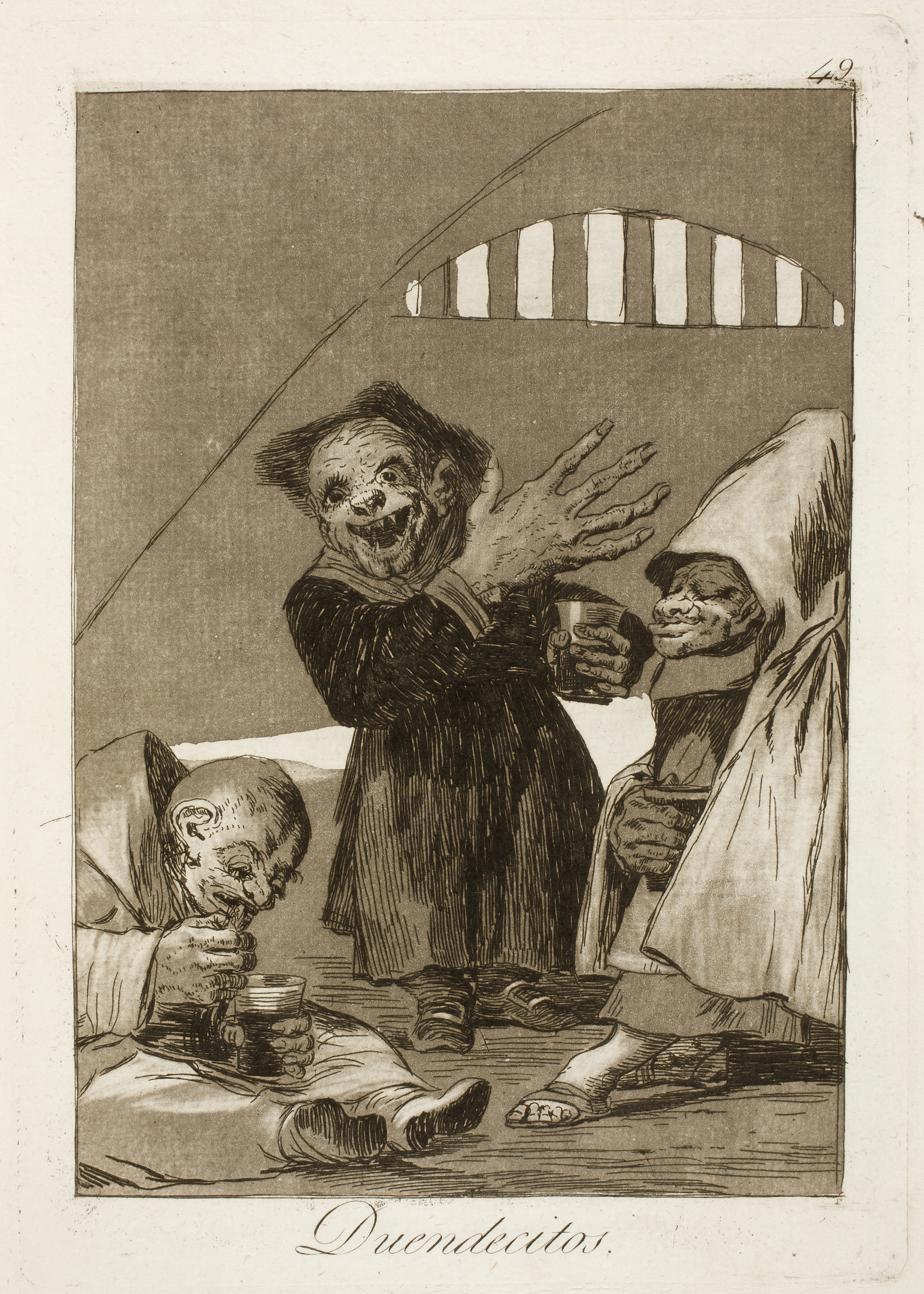
Capricho No. 49: Duendecitos (Spiritelli)
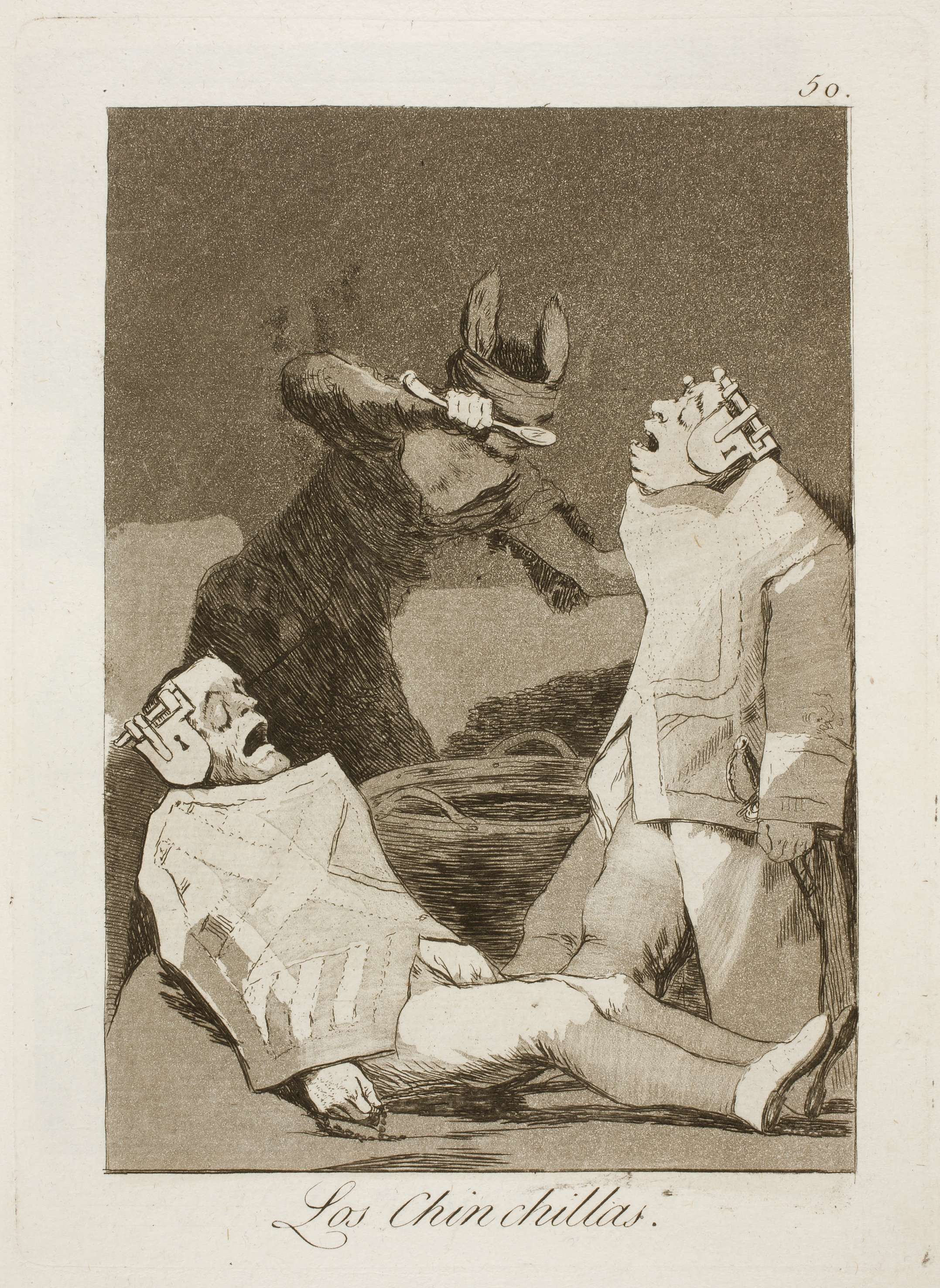
Capricho No. 50: Los Chinchillas (Cincillà)
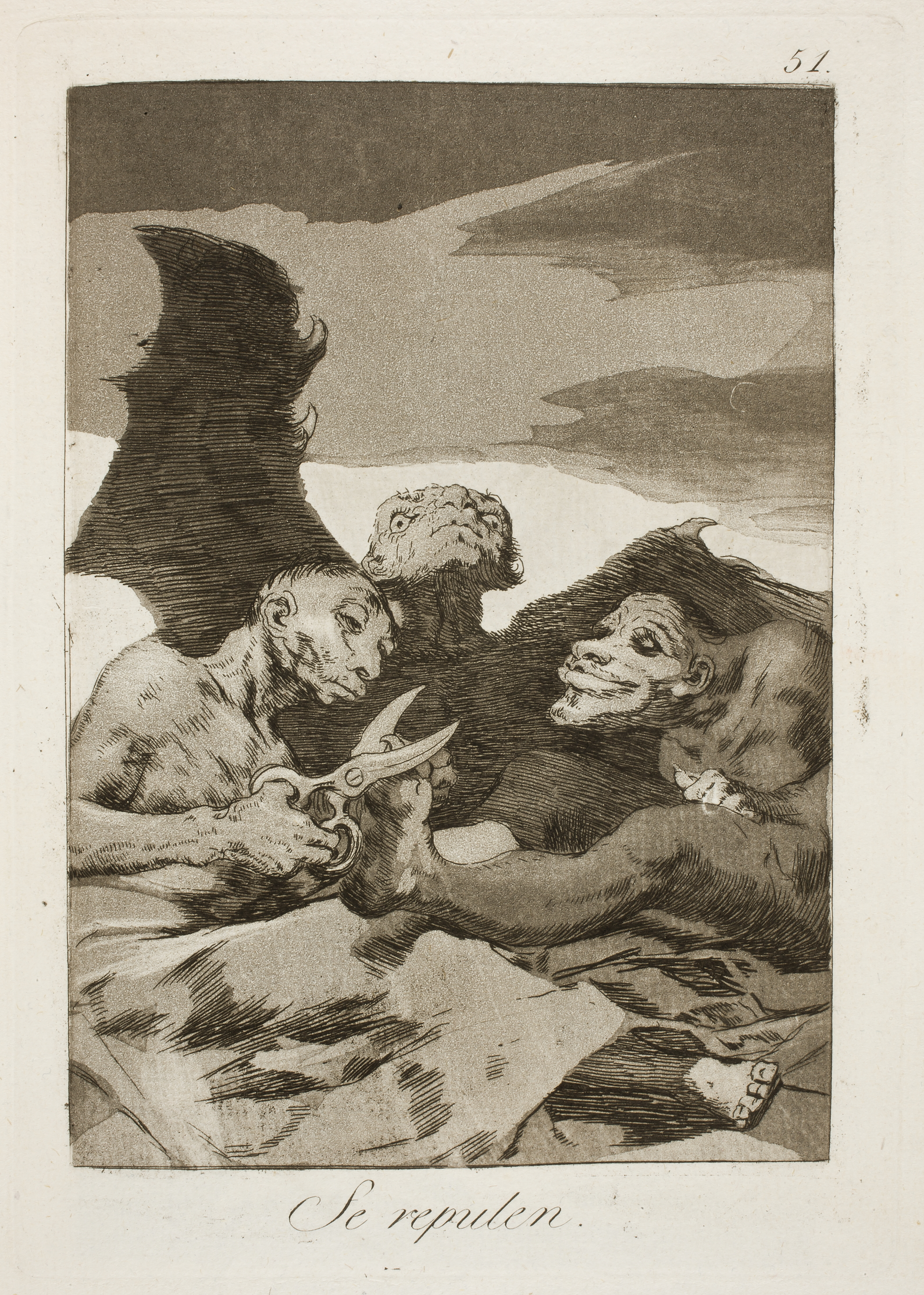
Capricho No. 51: Se repulen (Si agghindano)
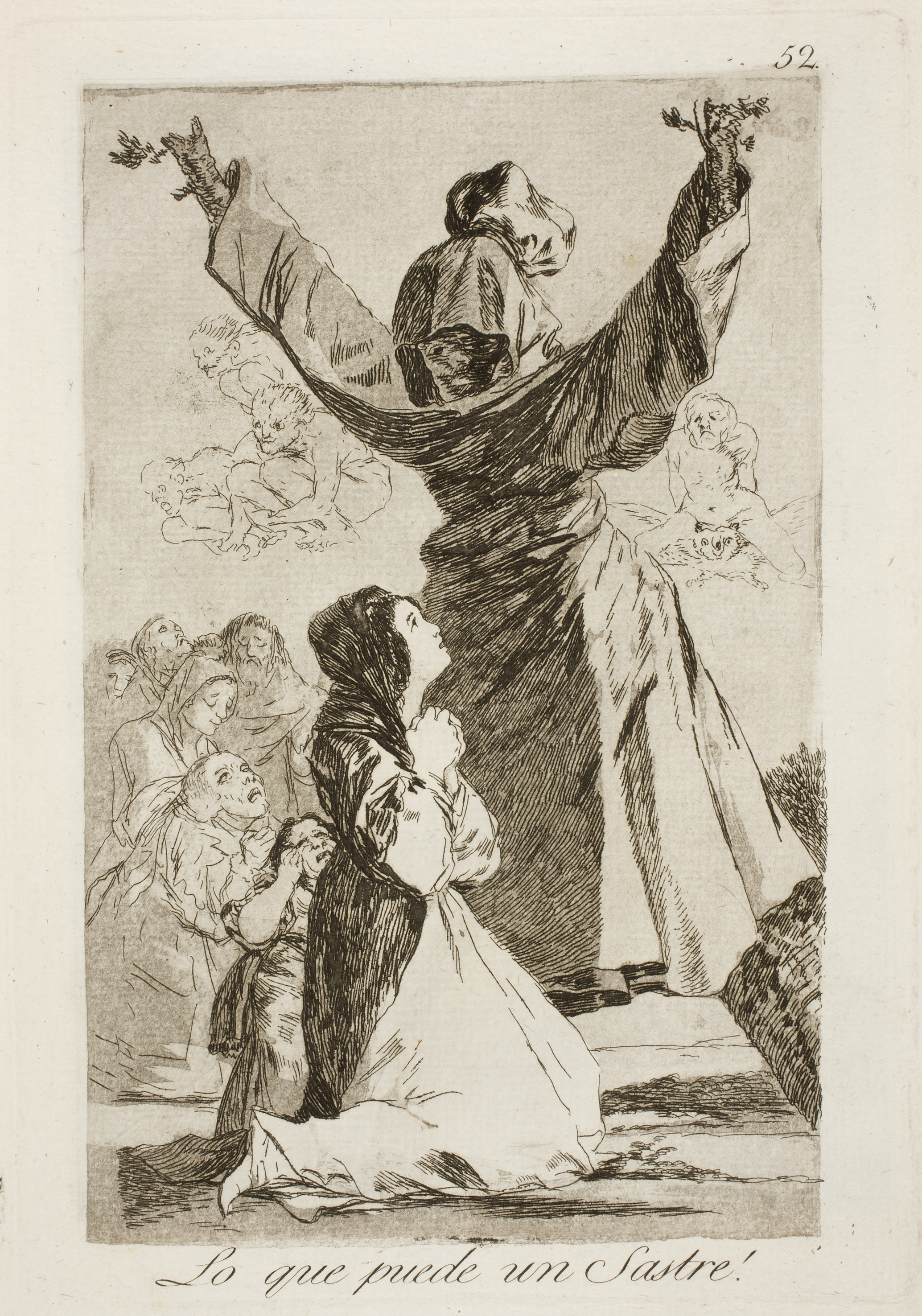
Capricho No. 52: ¡Lo que puede un sastre! (Cosa non può un sarto!)
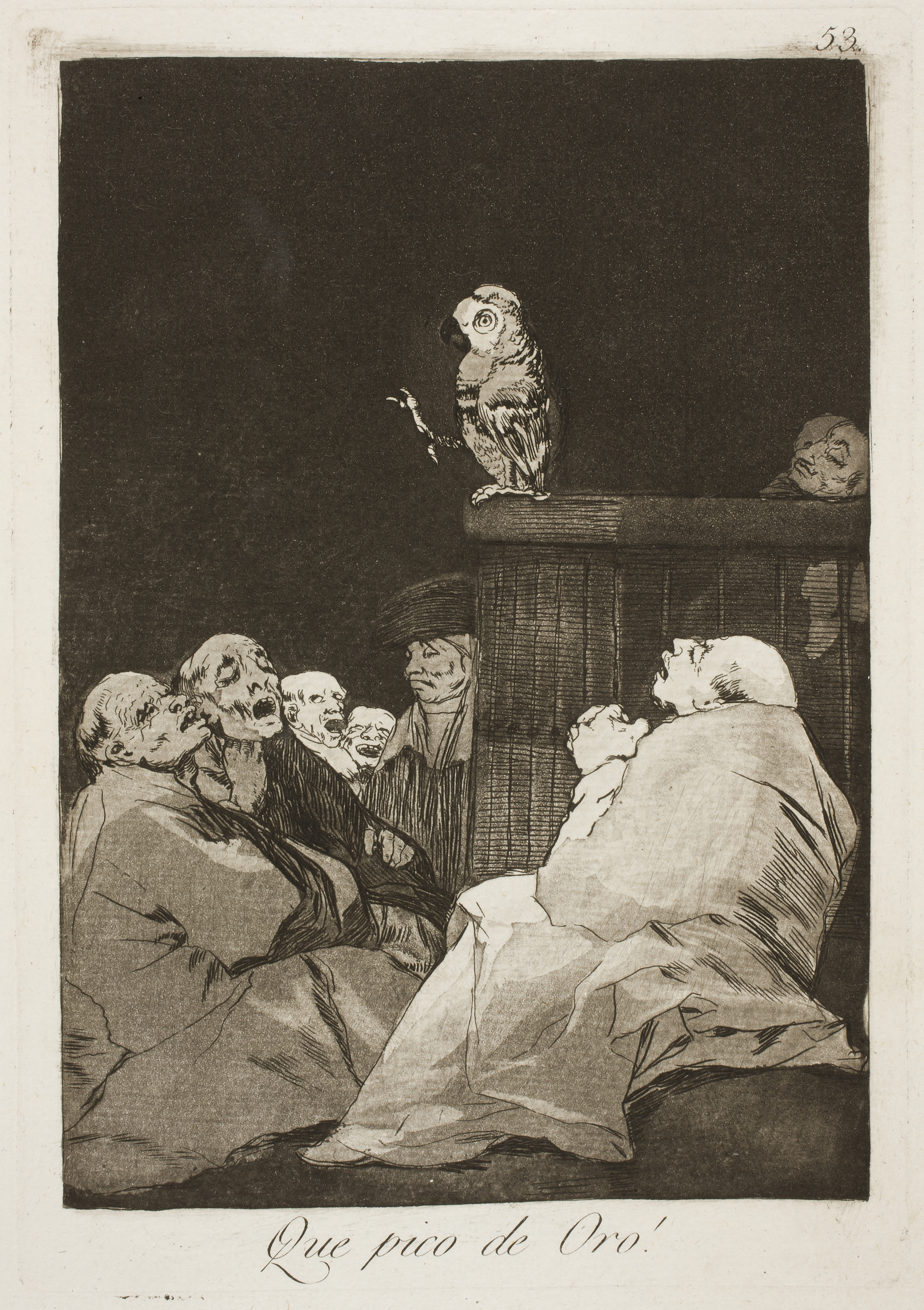
Capricho No. 53: ¡Que pico de oro! (Che oratore!)
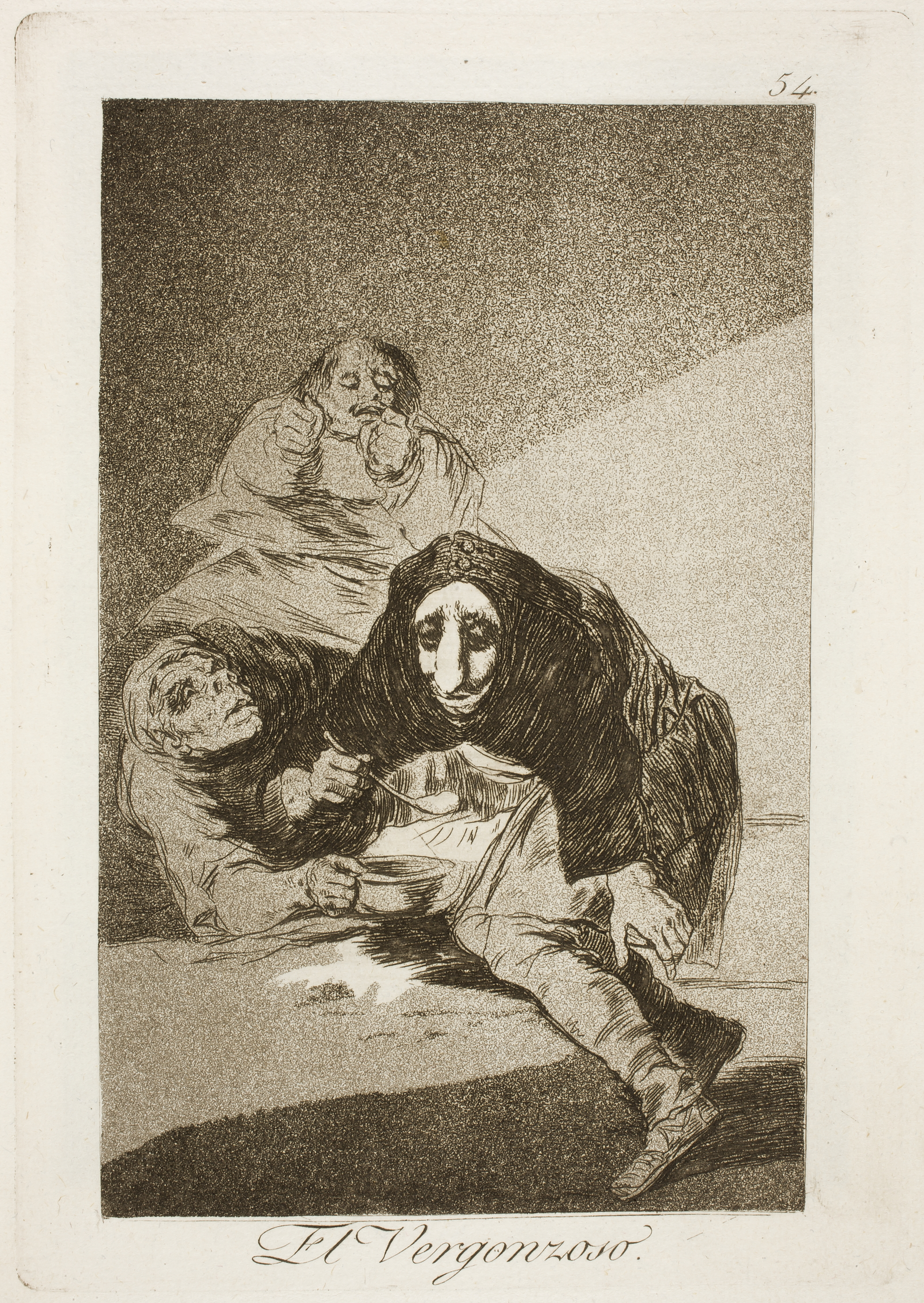
Capricho No. 54: El vergonzoso (Il vergognoso)
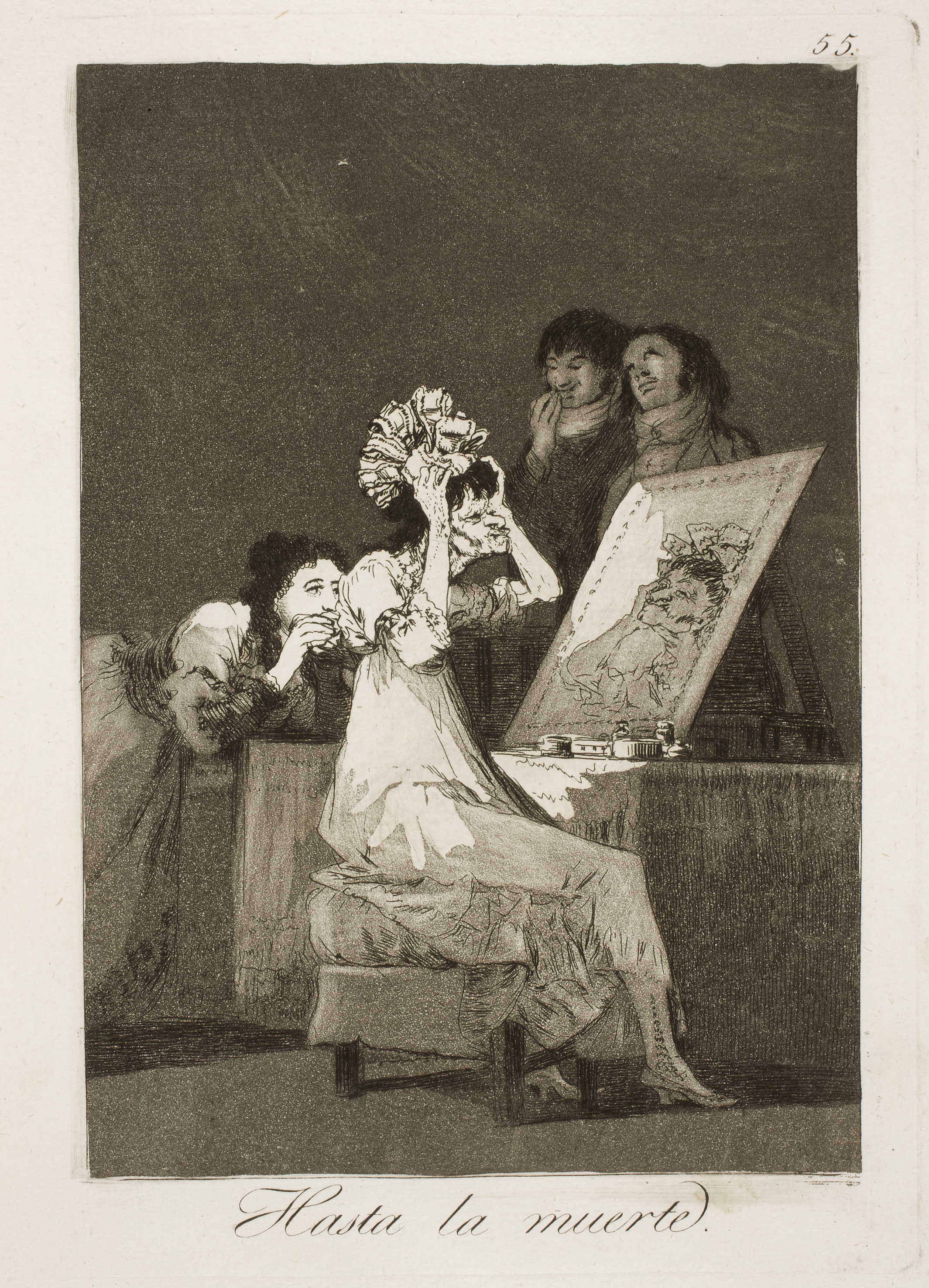
Capricho No. 55: Hasta la muerte (Fino alla morte!)
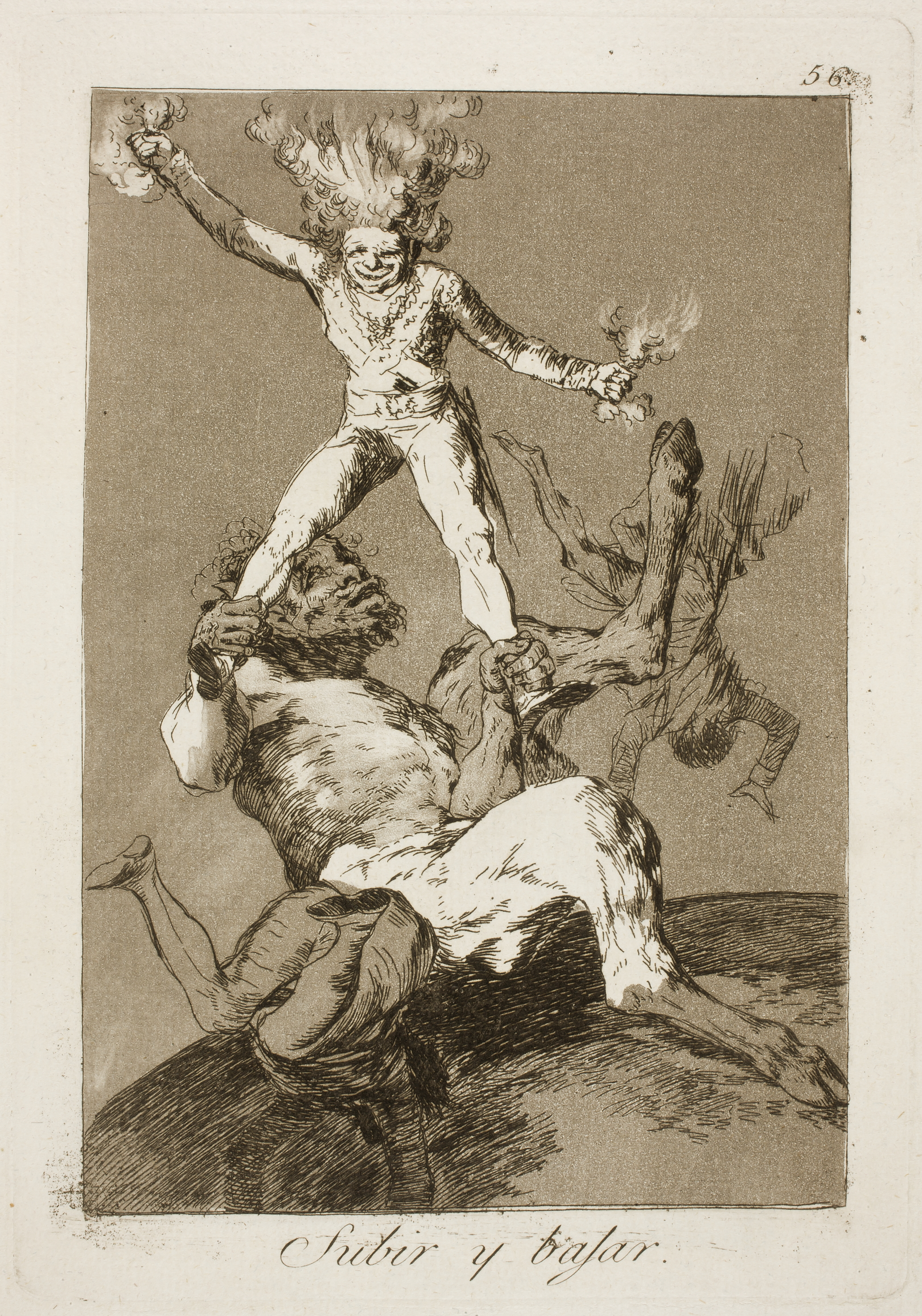
Capricho No. 56: Subir y bajar (Salire e scendere)
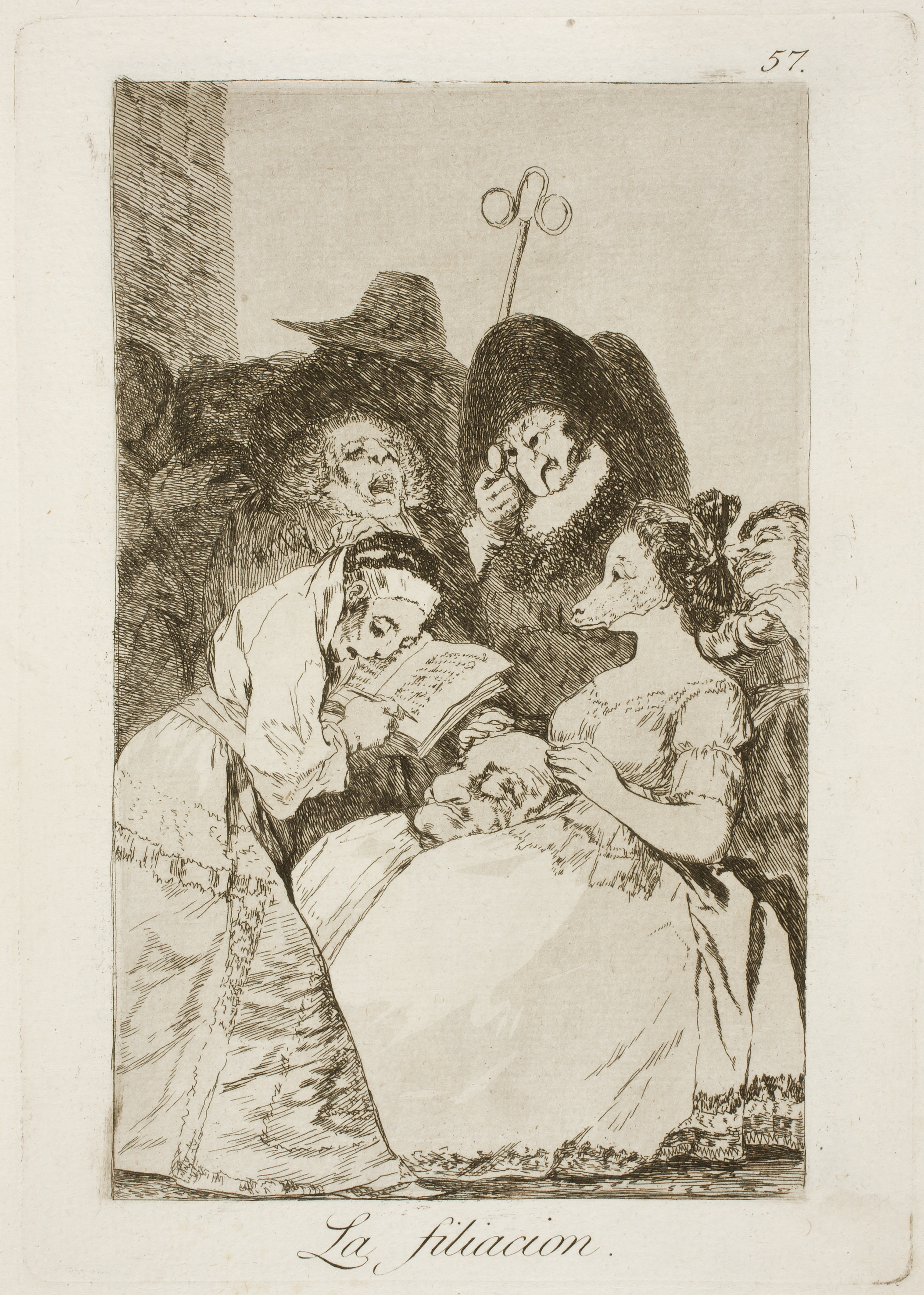
Capricho No. 57: La filiación (La fillazione)
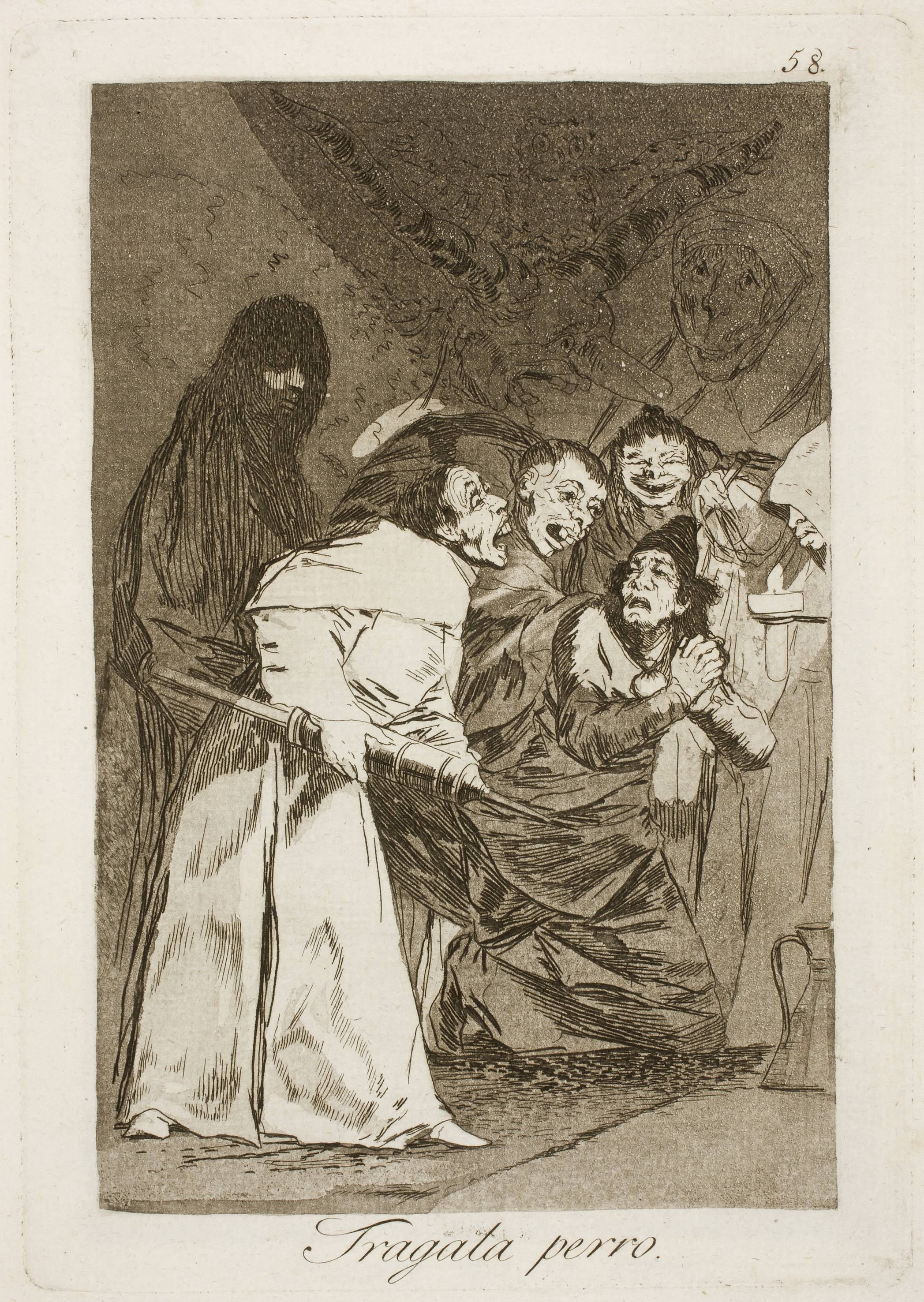
Capricho No. 58: Trágala, perro (Ingoiala, cane!)
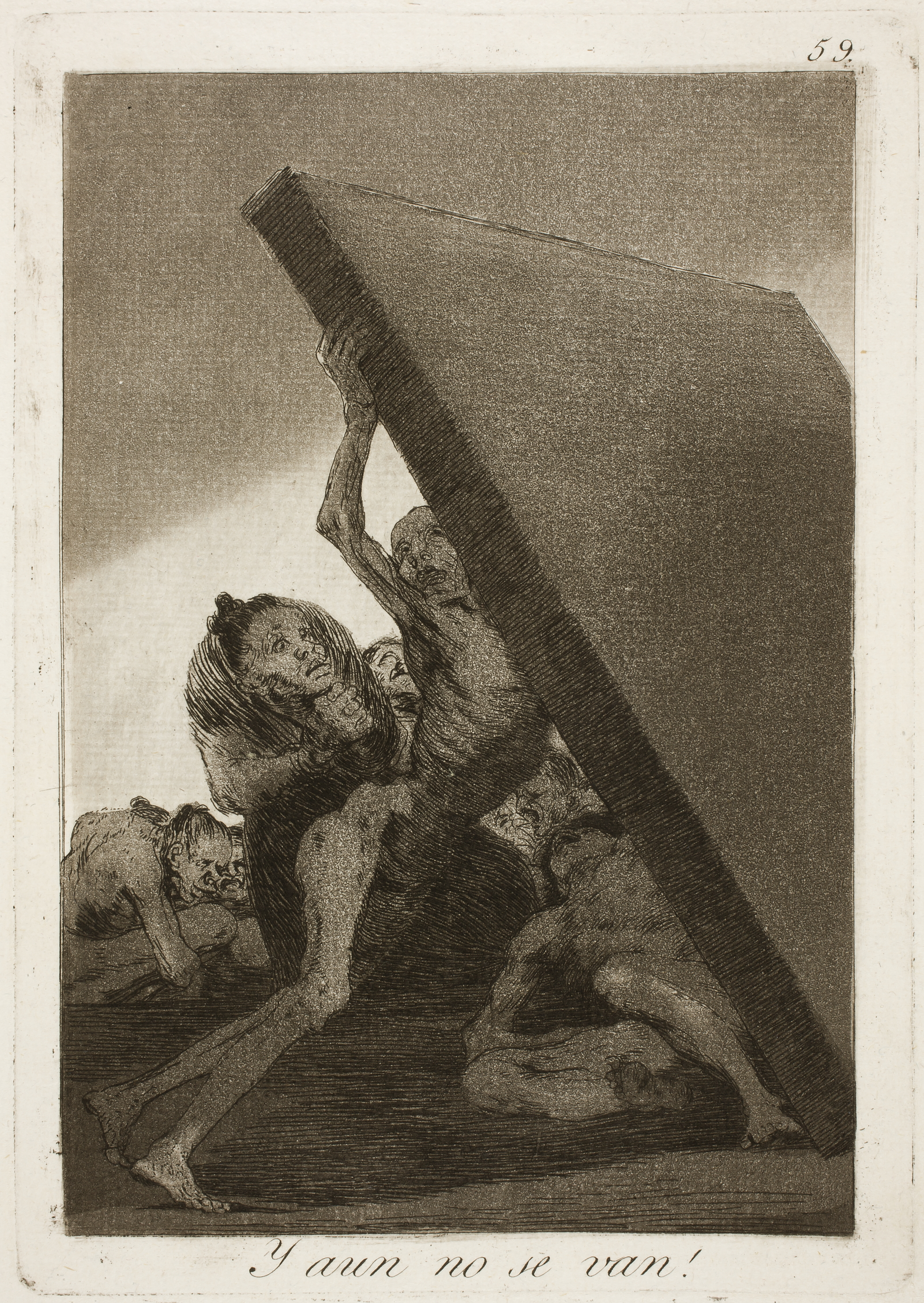
Capricho No. 59: ¡Y aún no se van! (E ancora non se ne vanno!)
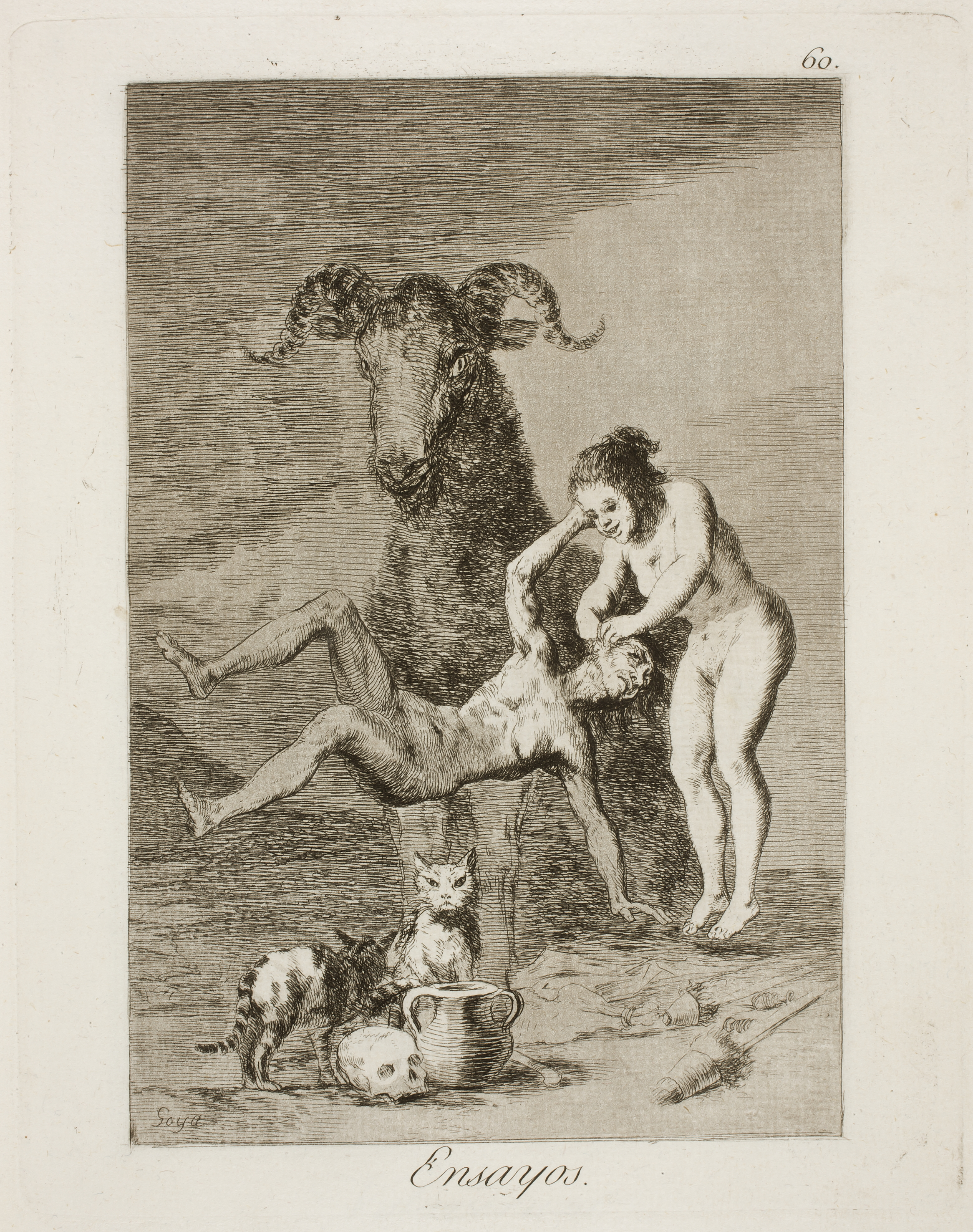
Capricho No. 60: Ensayos (Tentativi)
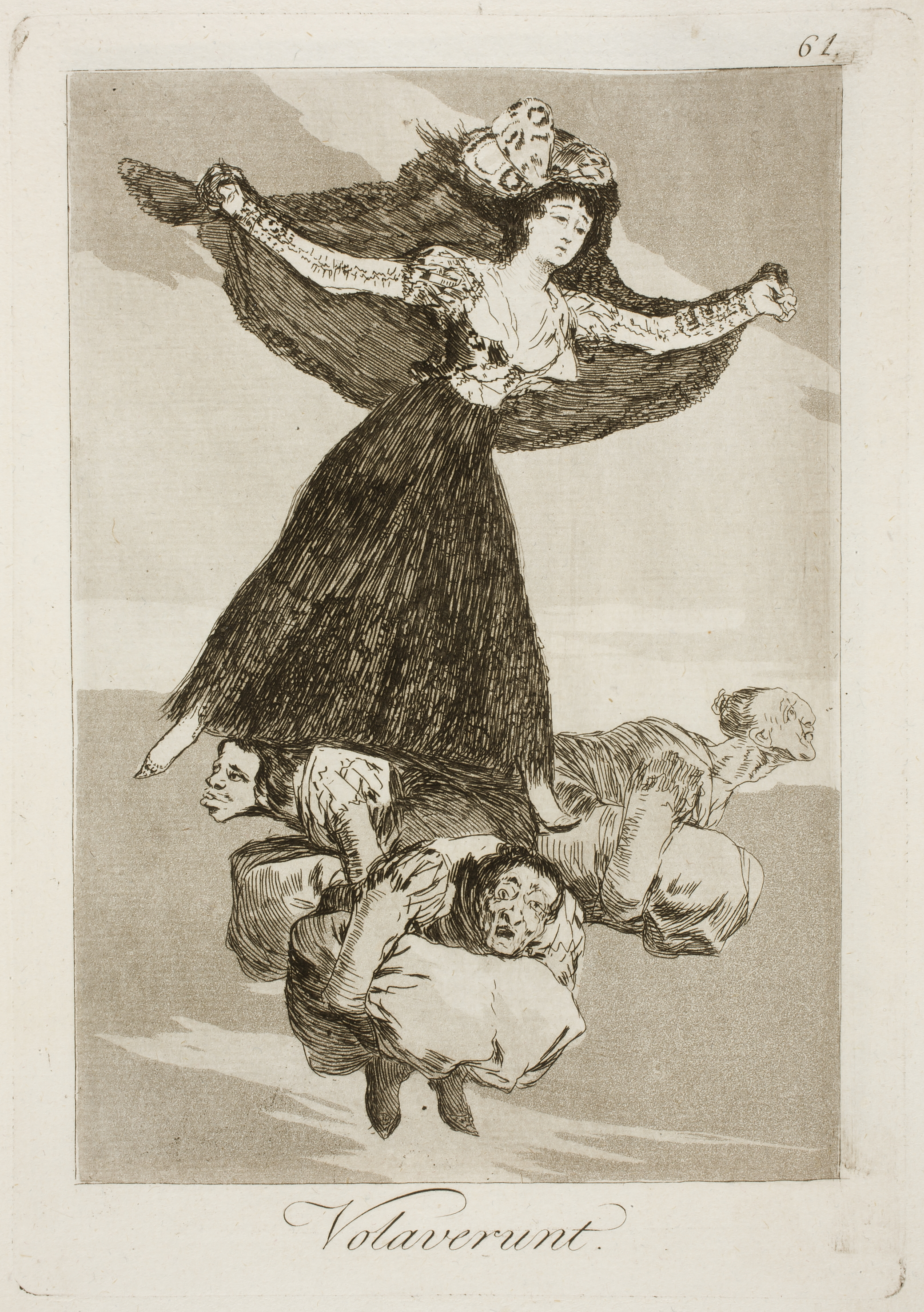
Capricho No. 61: Volavérunt (Sono volati via)
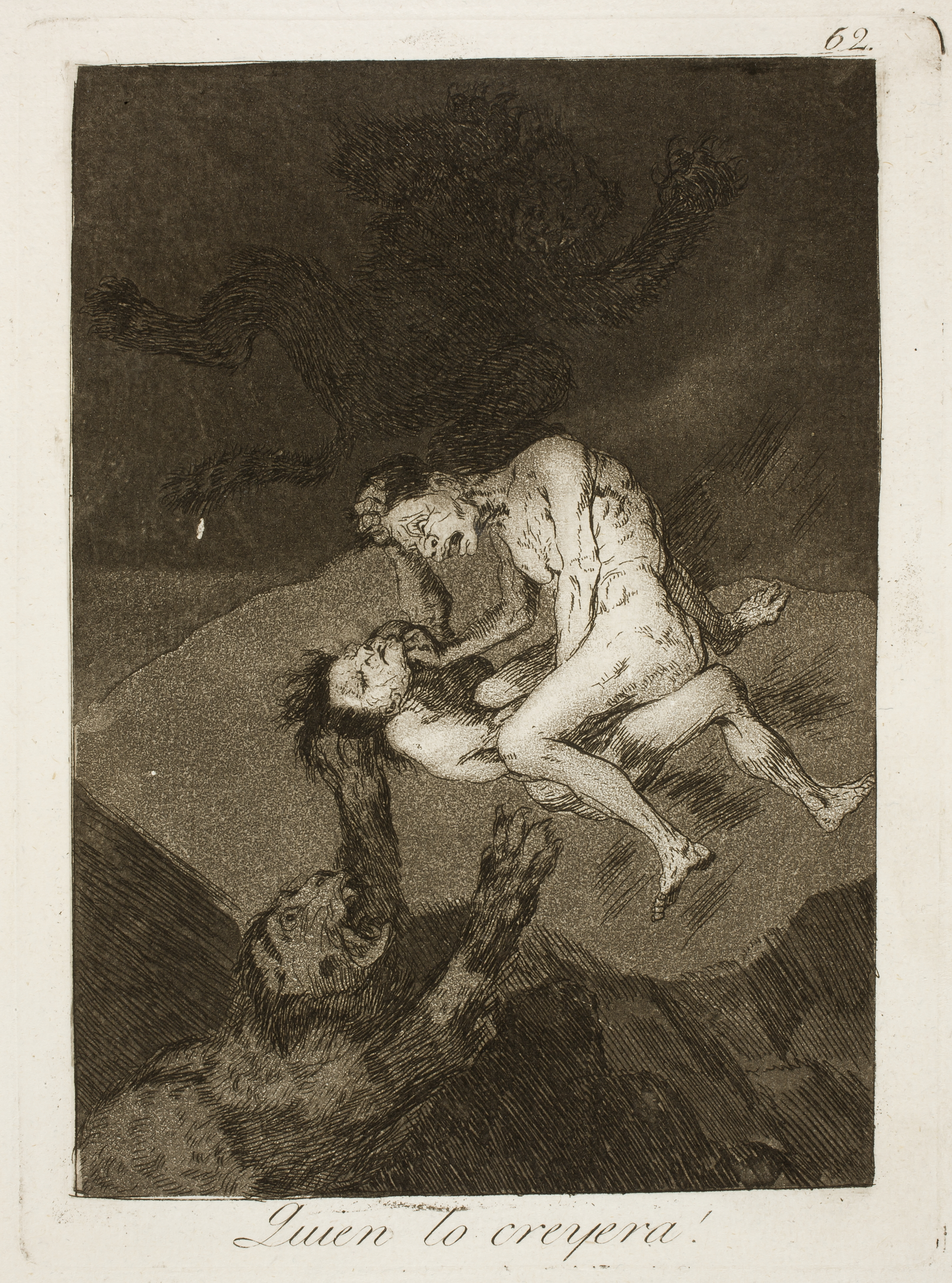
Capricho No. 62: ¡Quién lo creyera! (Chi l'avrebbe mai pensato!)
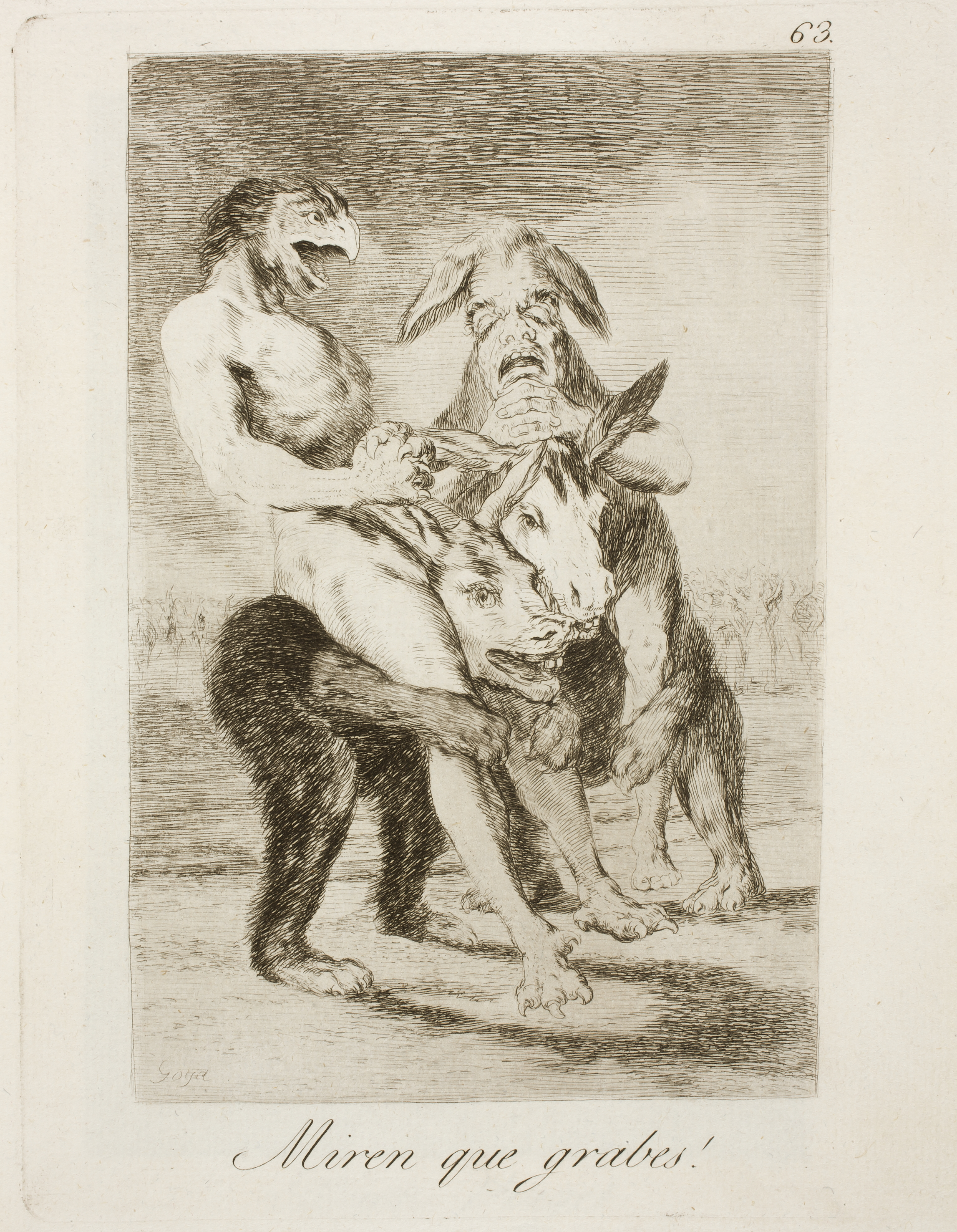
Capricho No. 63: ¡Miren que graves! (Ammirate la loro serietà!)
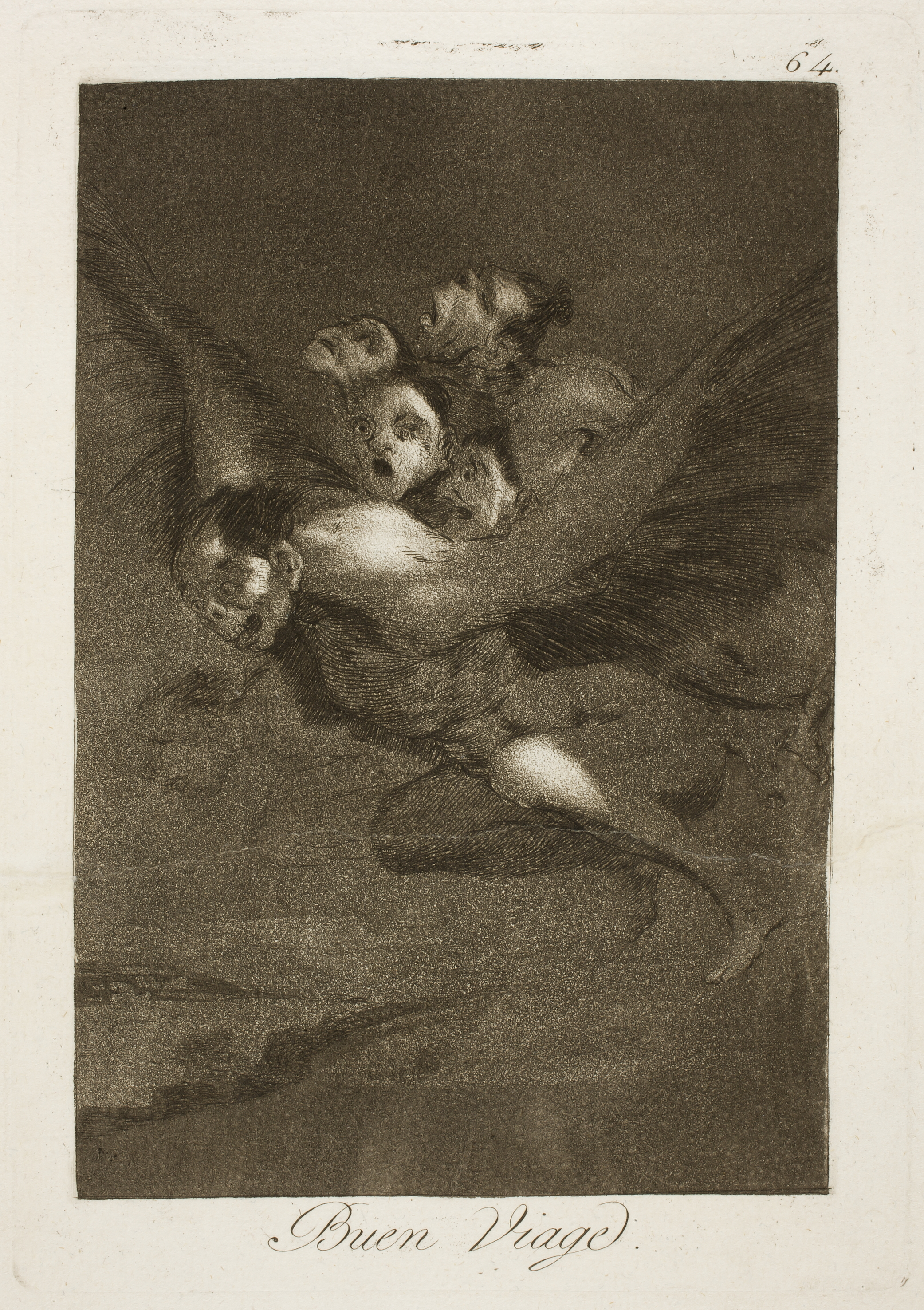
Capricho No. 64: Buen viaje (Buon viaggio)
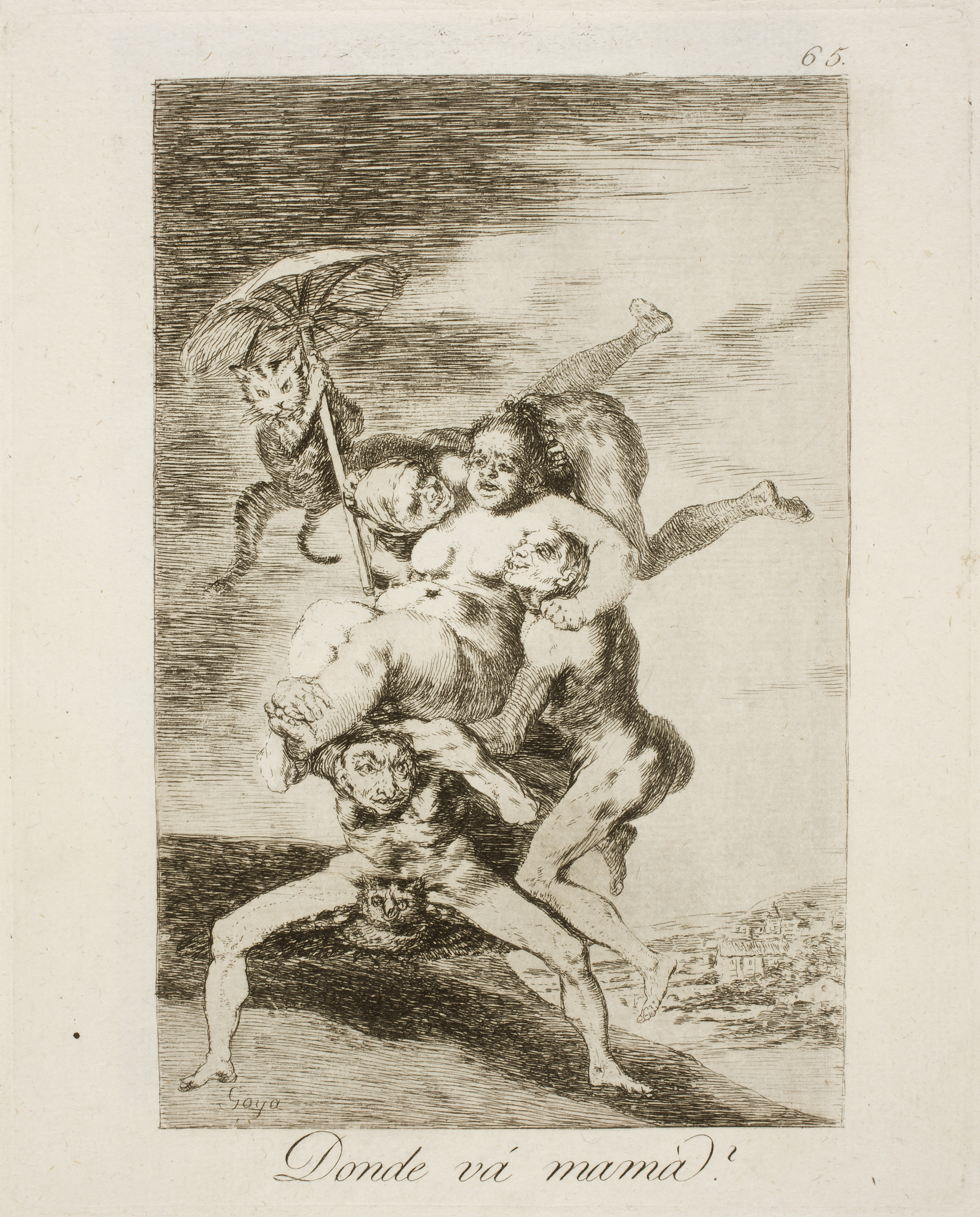
Capricho No. 65: ¿Dónde va mamá? (Dove sta andando mamma?)
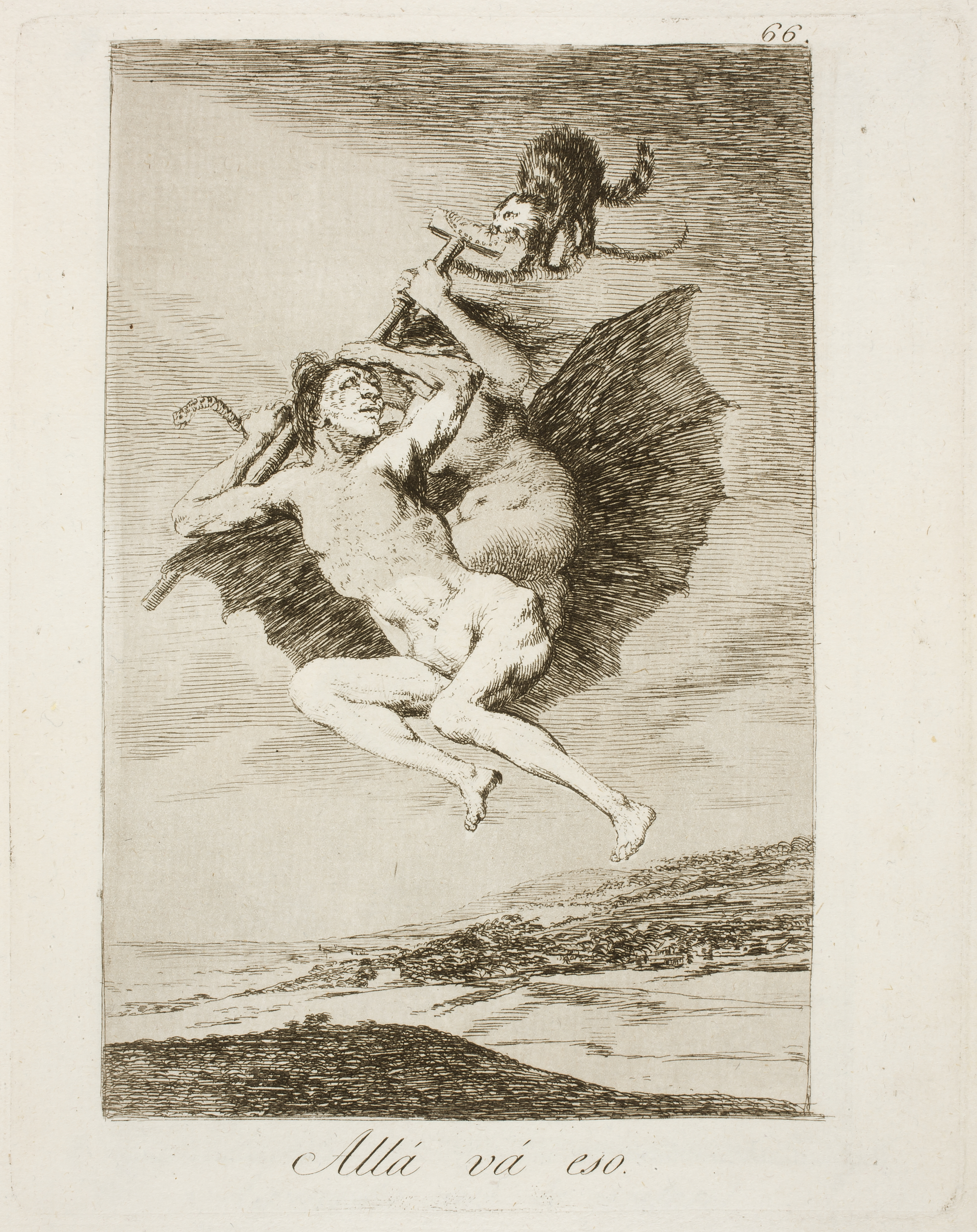
Capricho No. 66: Allá va eso (Così van le cose)
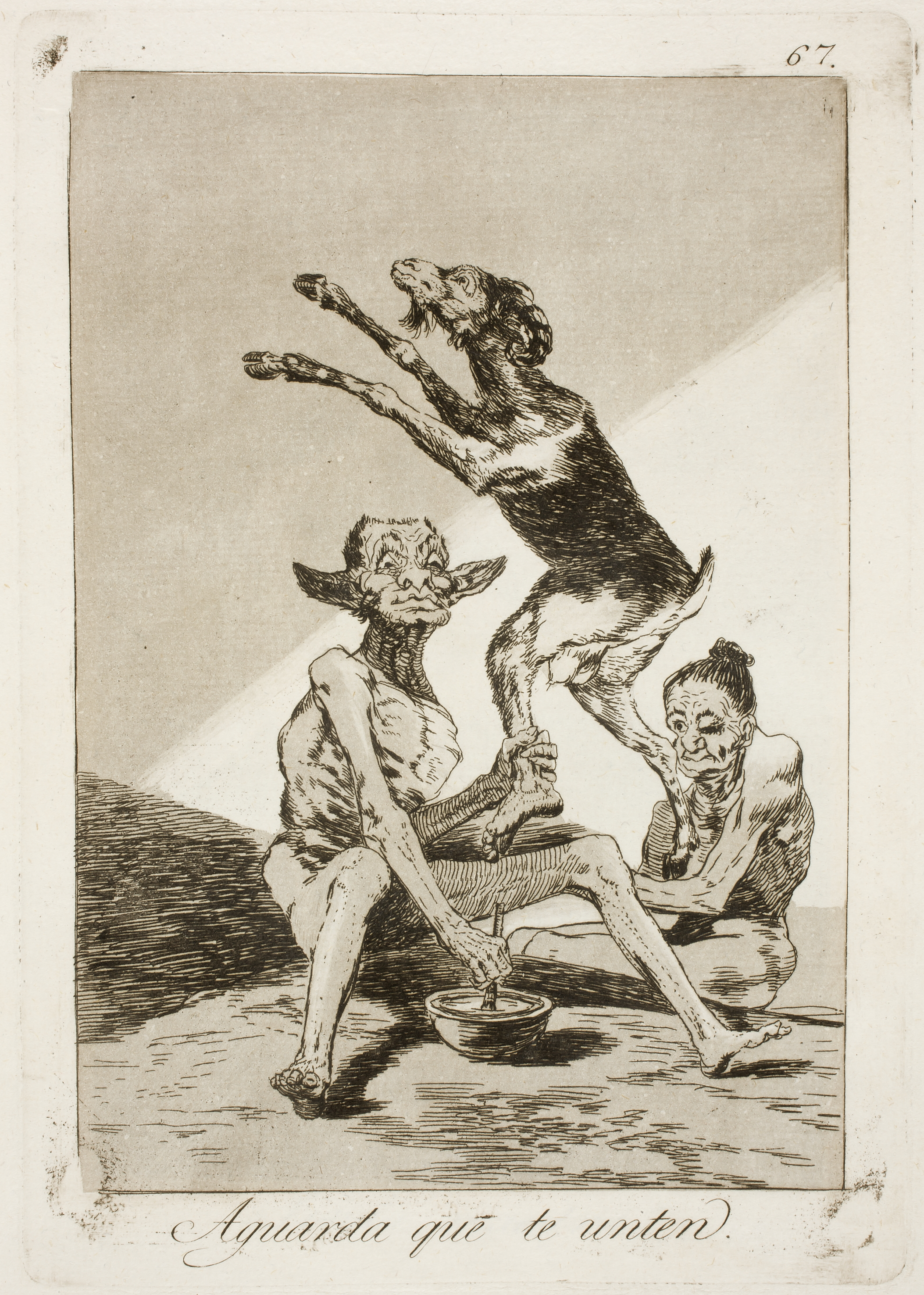
Capricho No. 67: Aguarda que te unten (Attento che ti ungono)
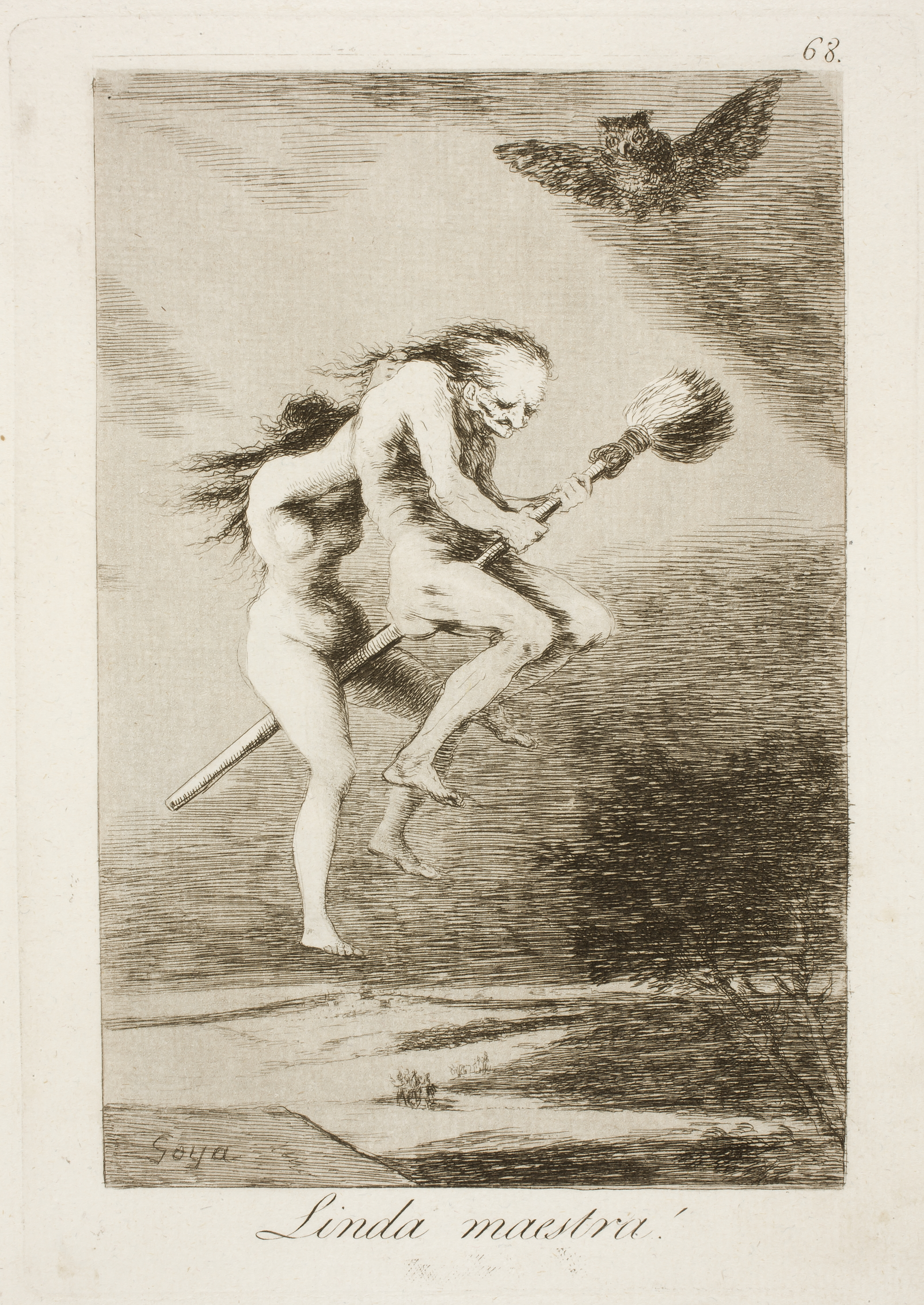
Capricho No. 68: Linda maestra (Bella maestra)
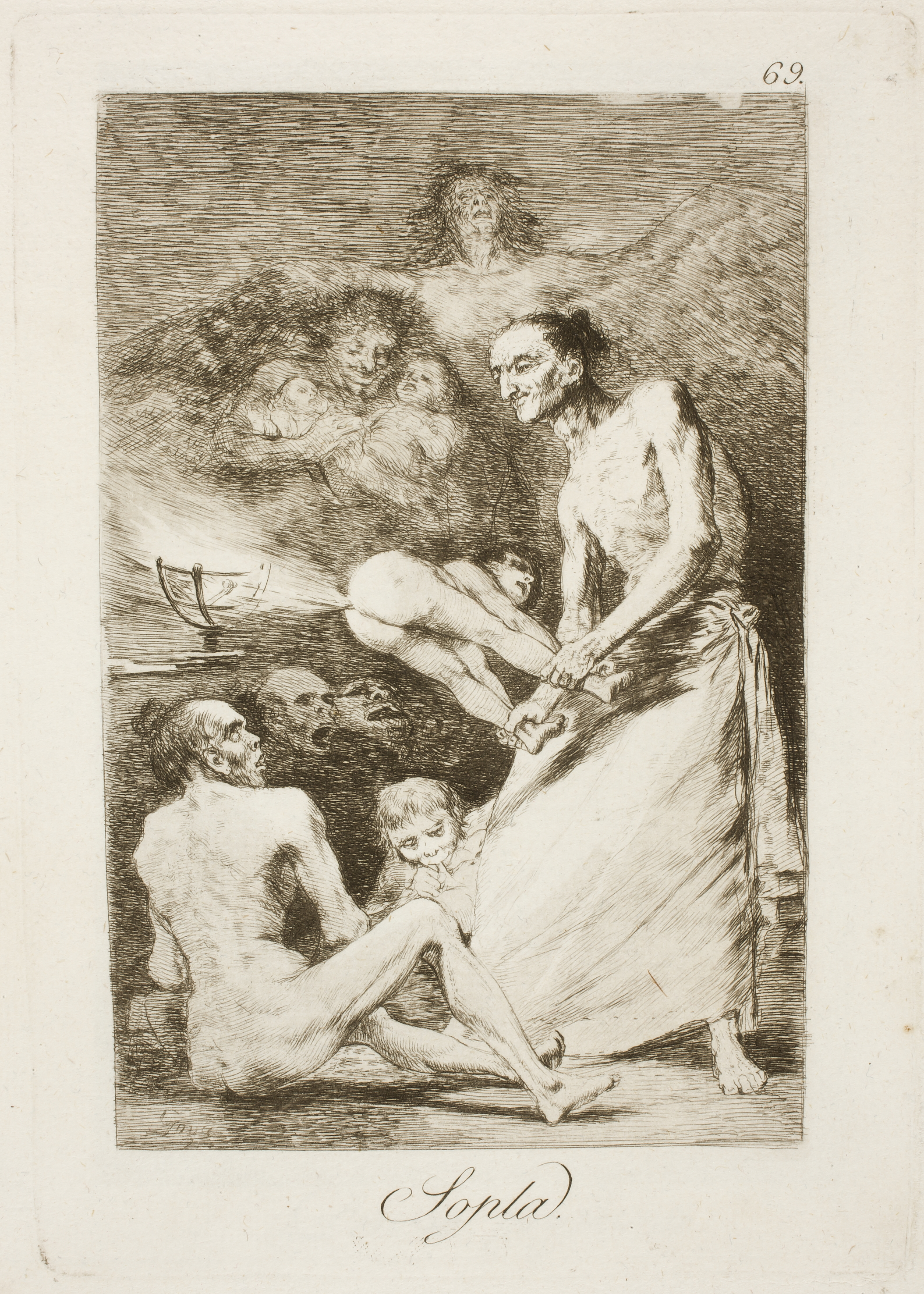
Capricho No. 69: Sopla (Soffia)
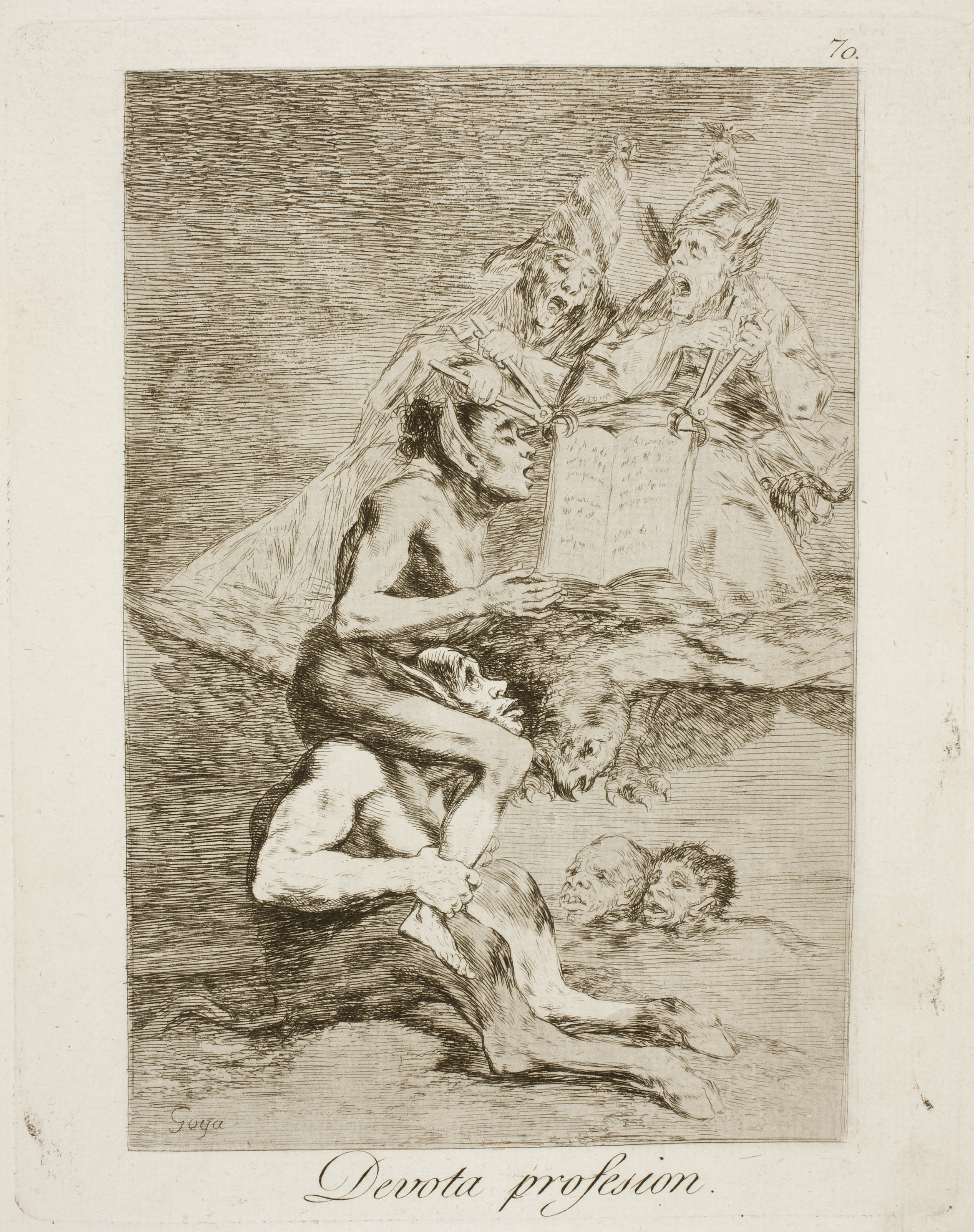
Capricho No. 70: Devota profesión (Devota professione)
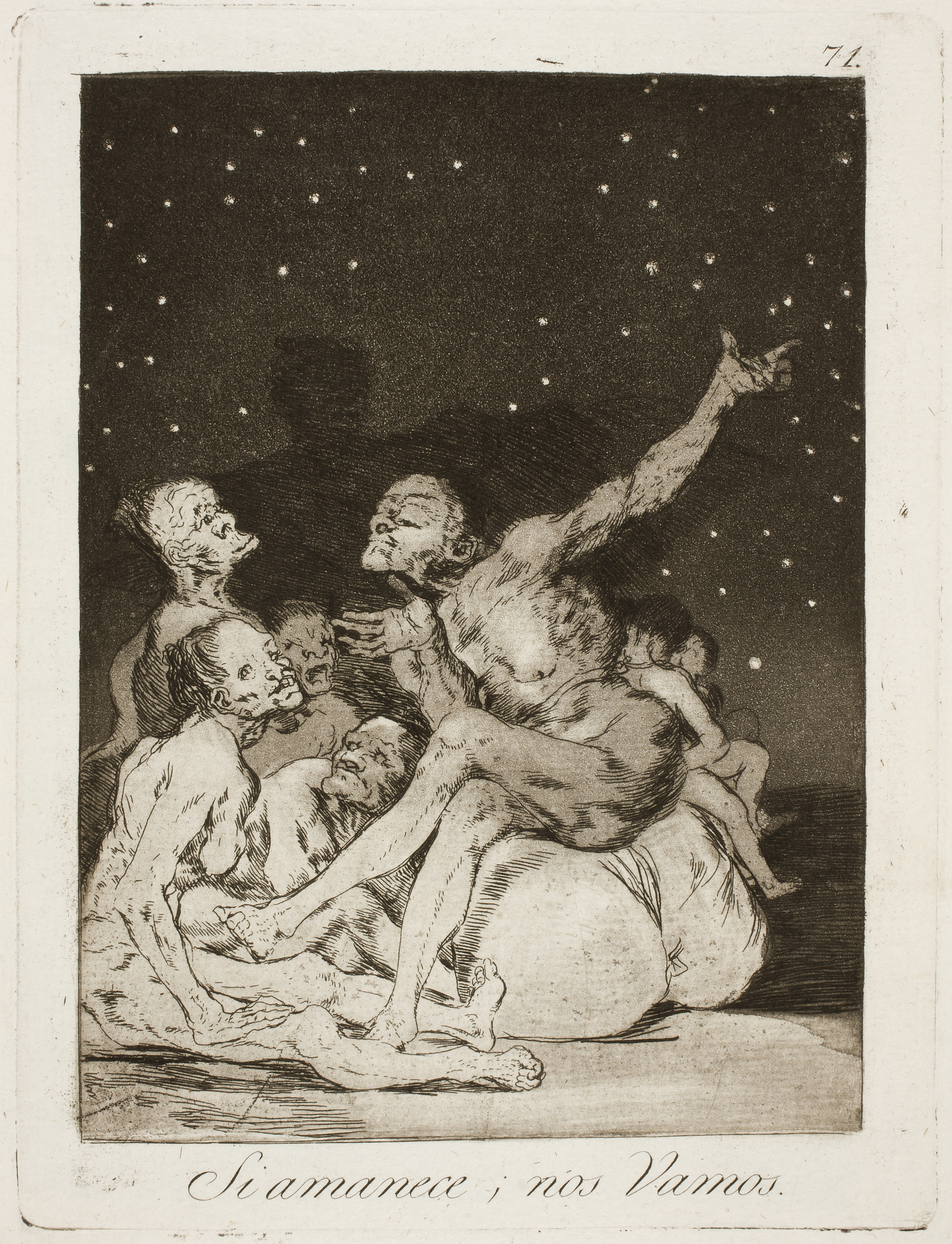
Capricho No. 71: Si amanece, nos vamos (Se fa giorno, ce ne andiamo)
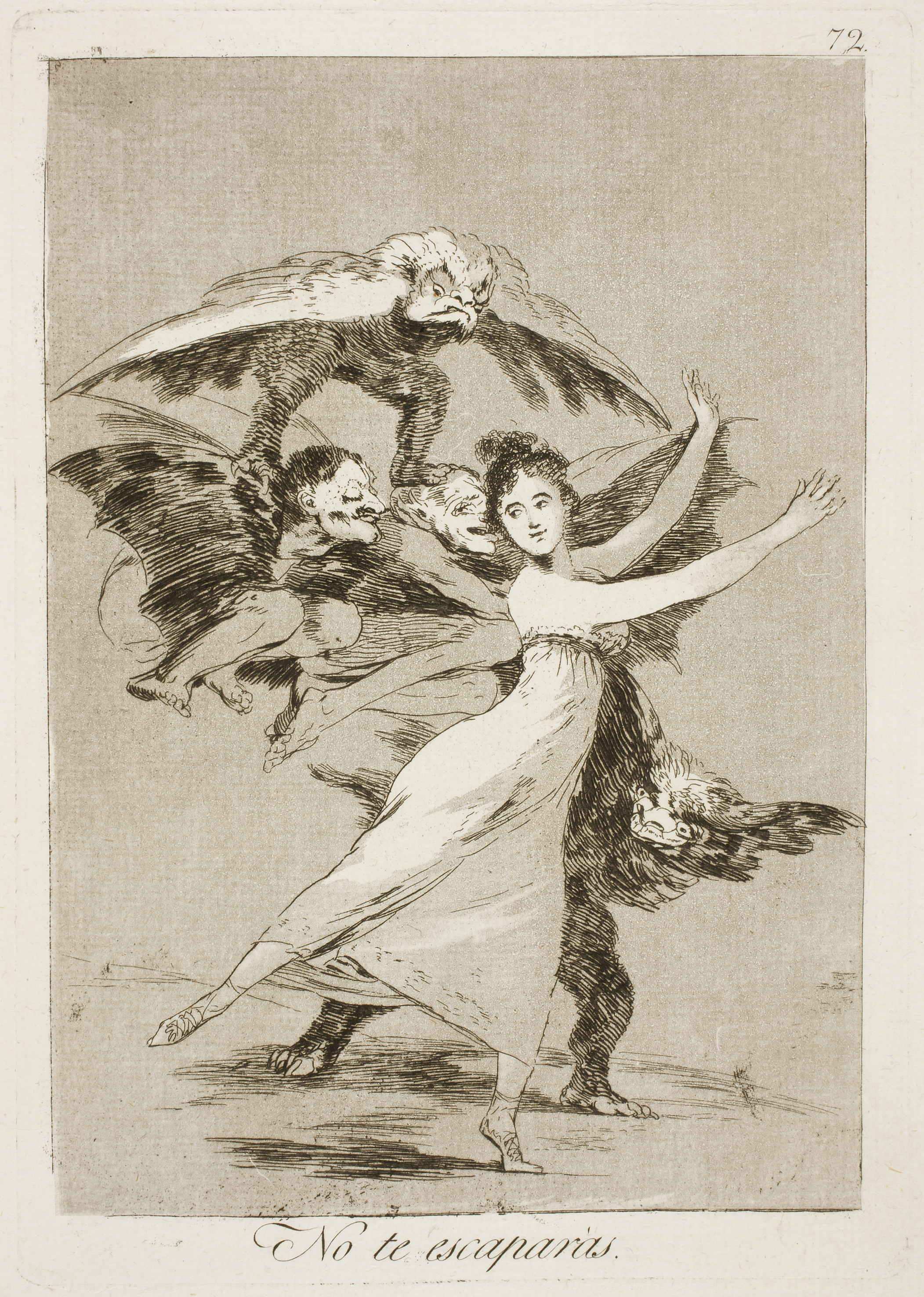
Capricho No. 72: No te escaparás (Non te ne scapperai)
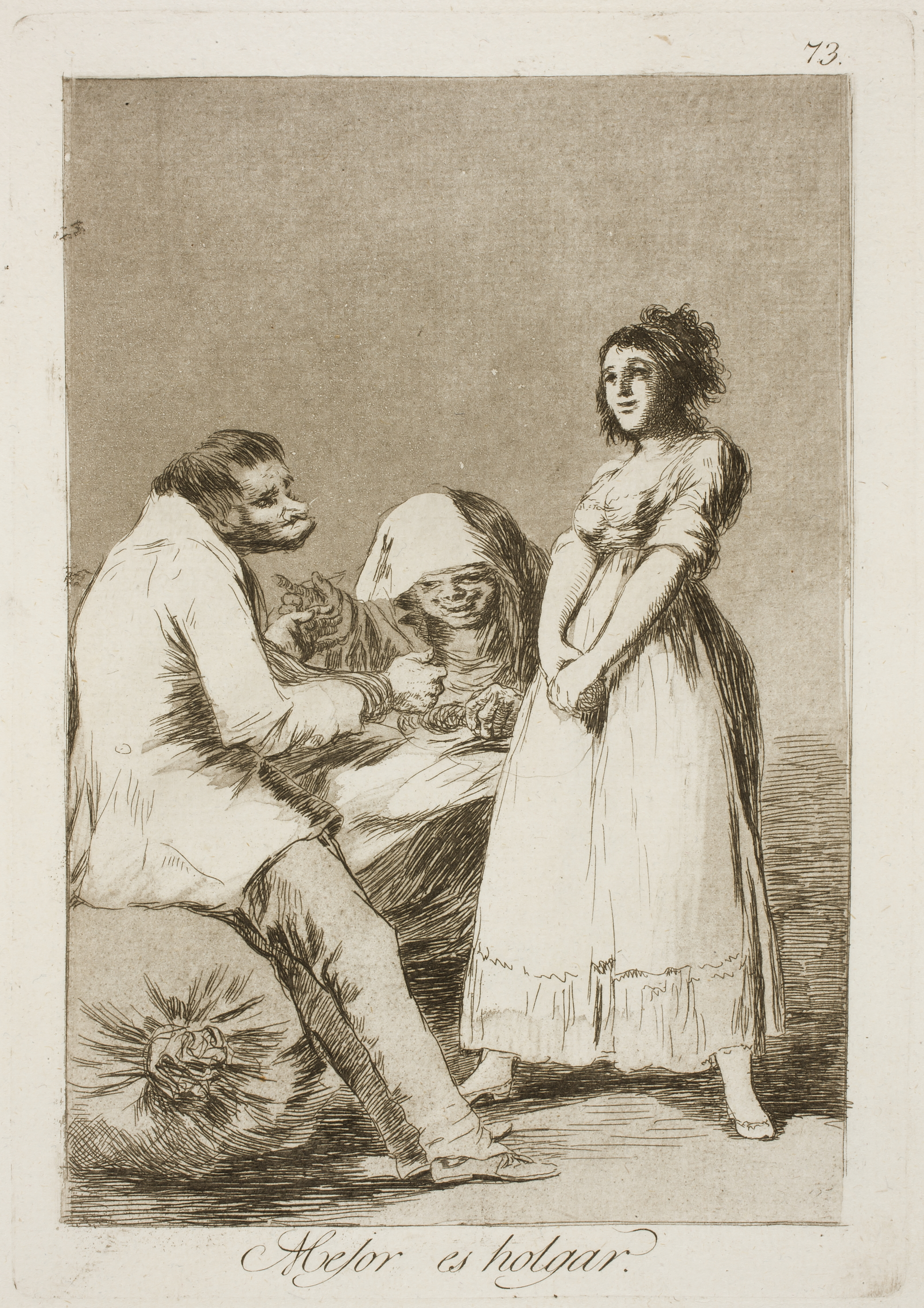
Capricho No. 73: Mejor es holgar (Meglio riposare)
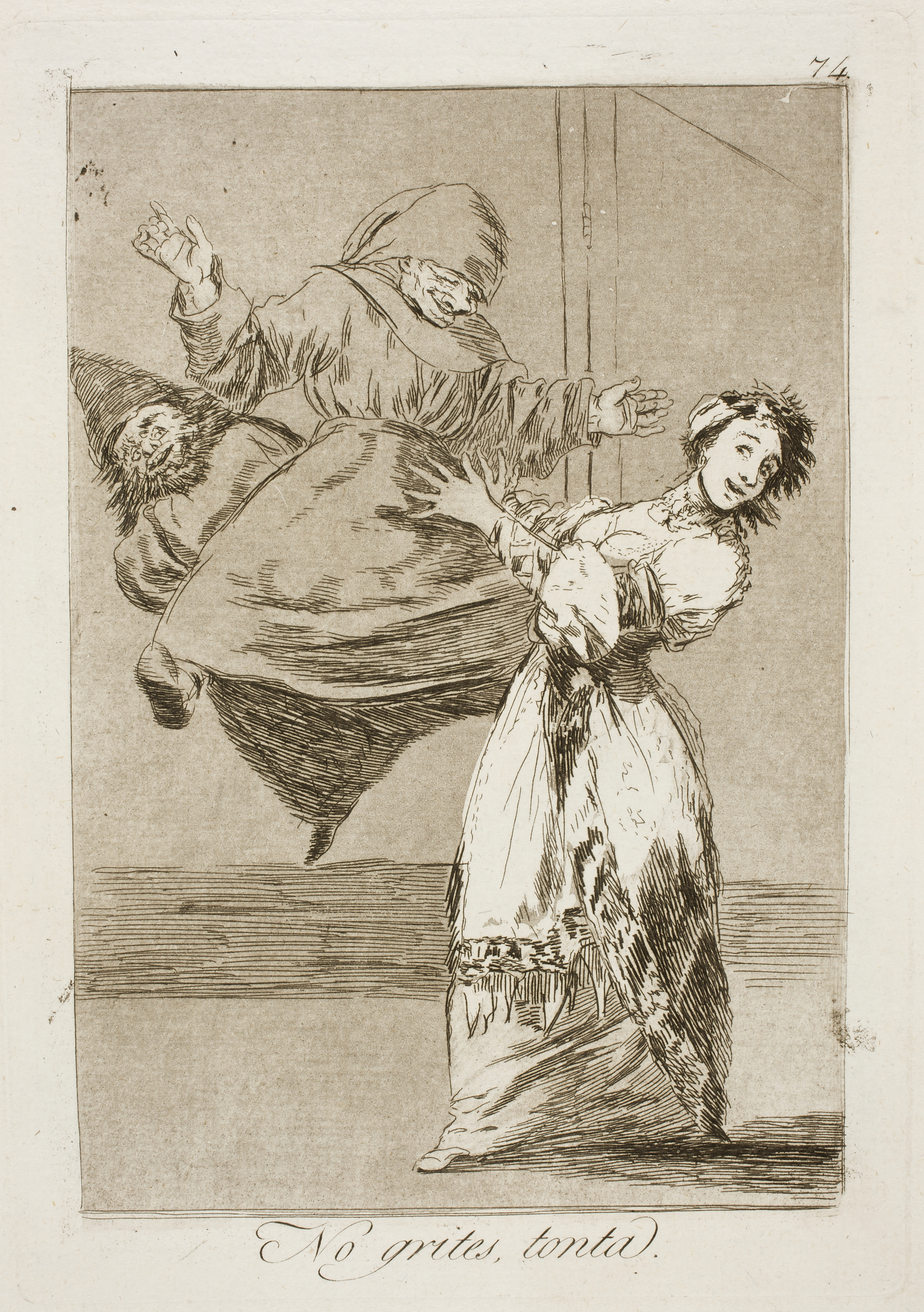
Capricho No. 74: No grites, tonta (Non gridare, cretina)
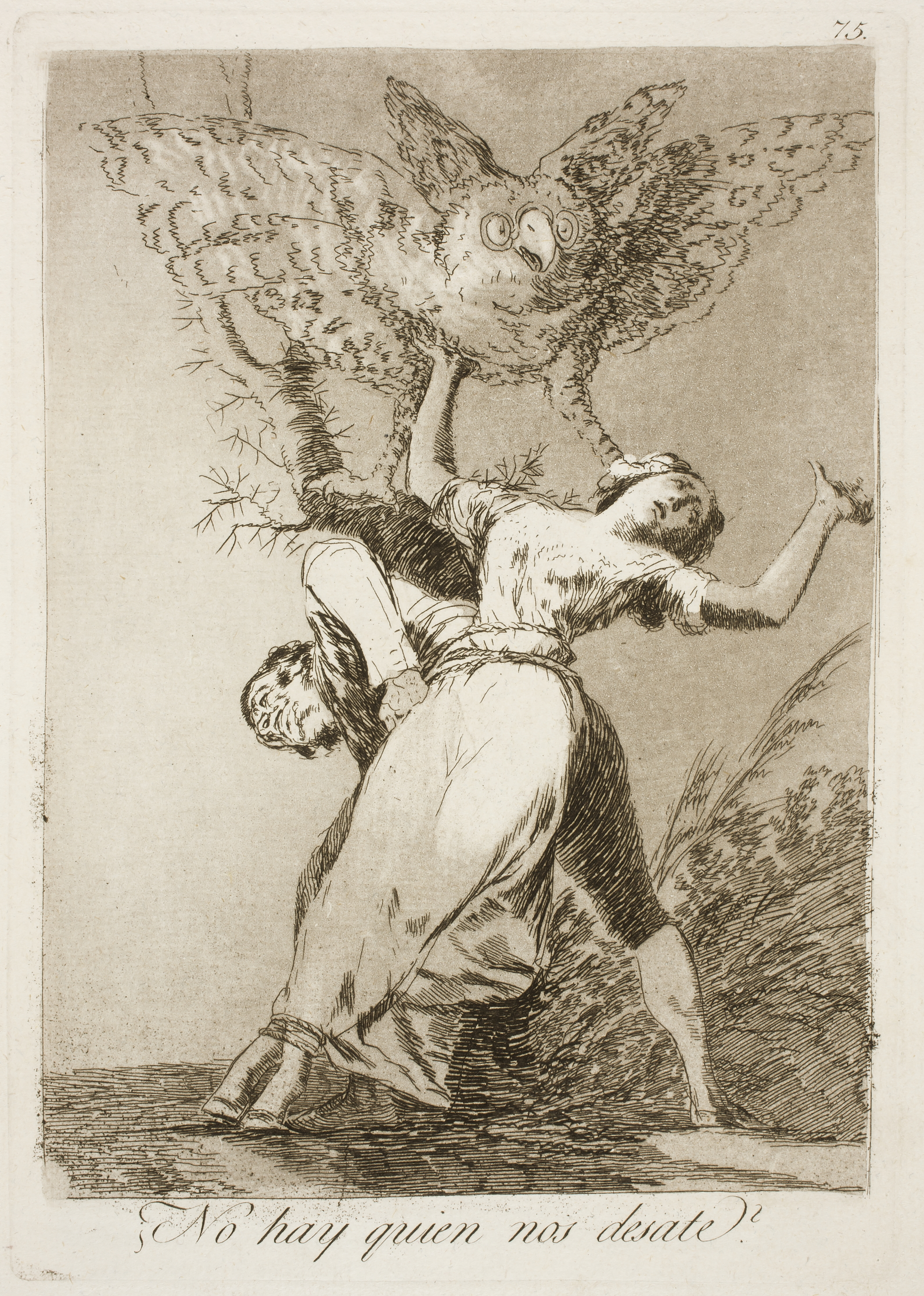
Capricho No. 75: ¿No hay quién nos desate? (C'è qualcuno che ci sciolga?)
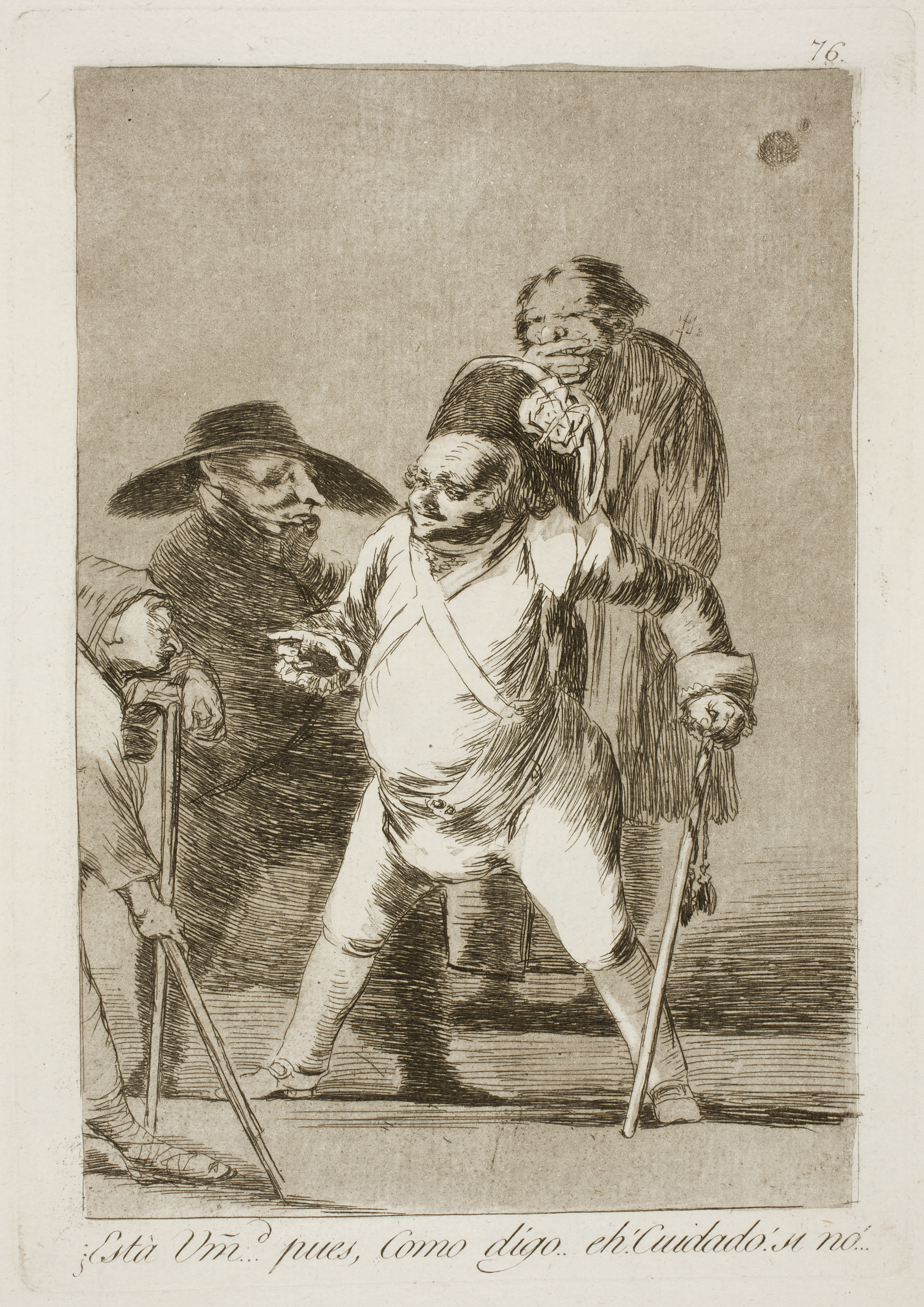
Capricho No. 76: Está vuestra merced... pues, como digo... ¡eh! ¡cuidado! si no... (Capisci quello che dico? eh! Attenzione! Altrimenti...)
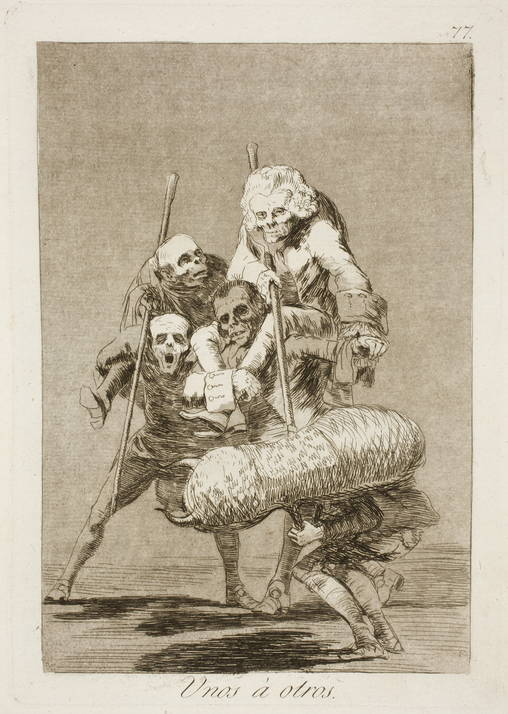
Capricho No. 77: Unos a otros (Gli uni agli altri)
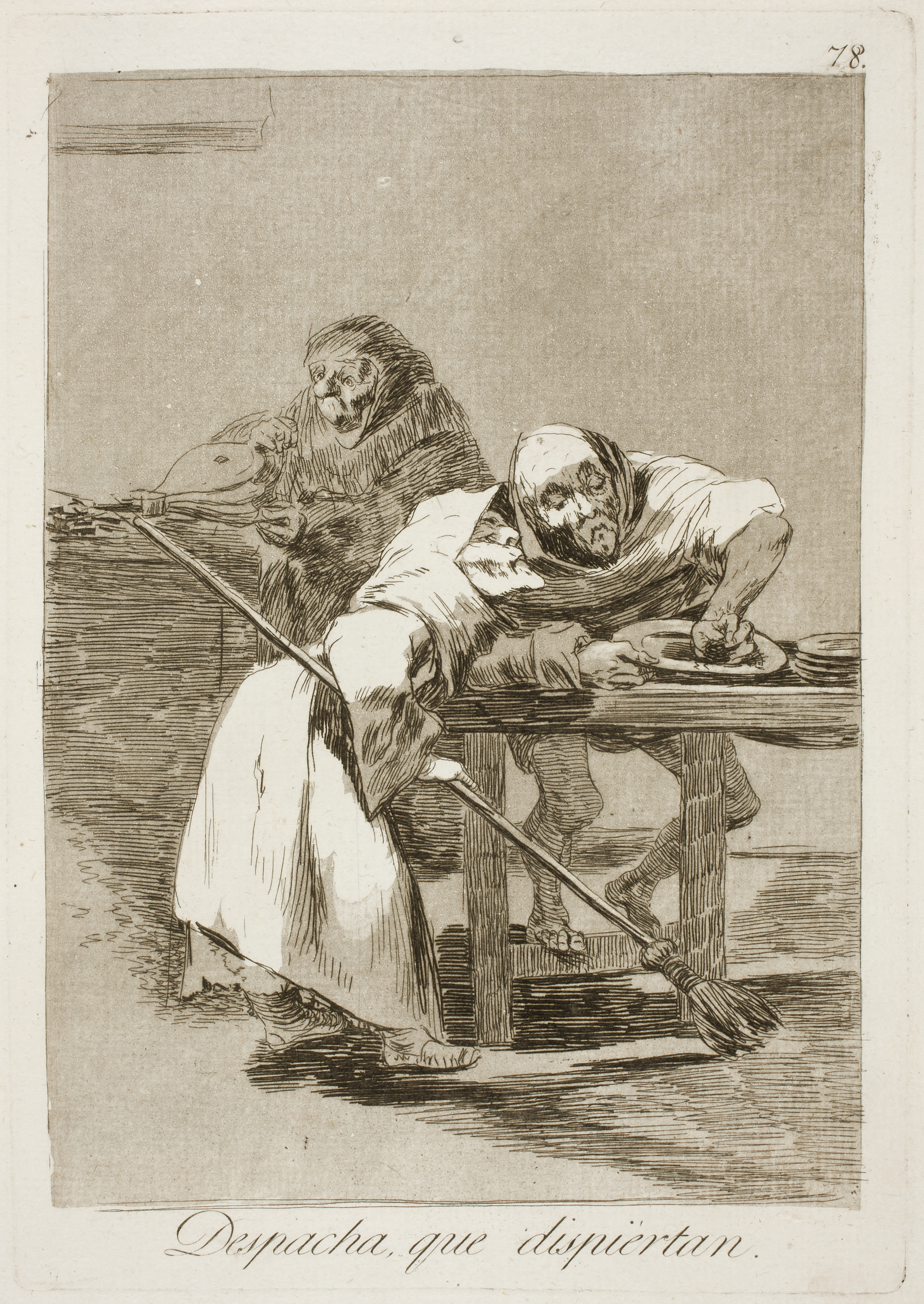
Capricho No. 78: Despacha, que despiertan (Sbrigati, si stanno svegliando)
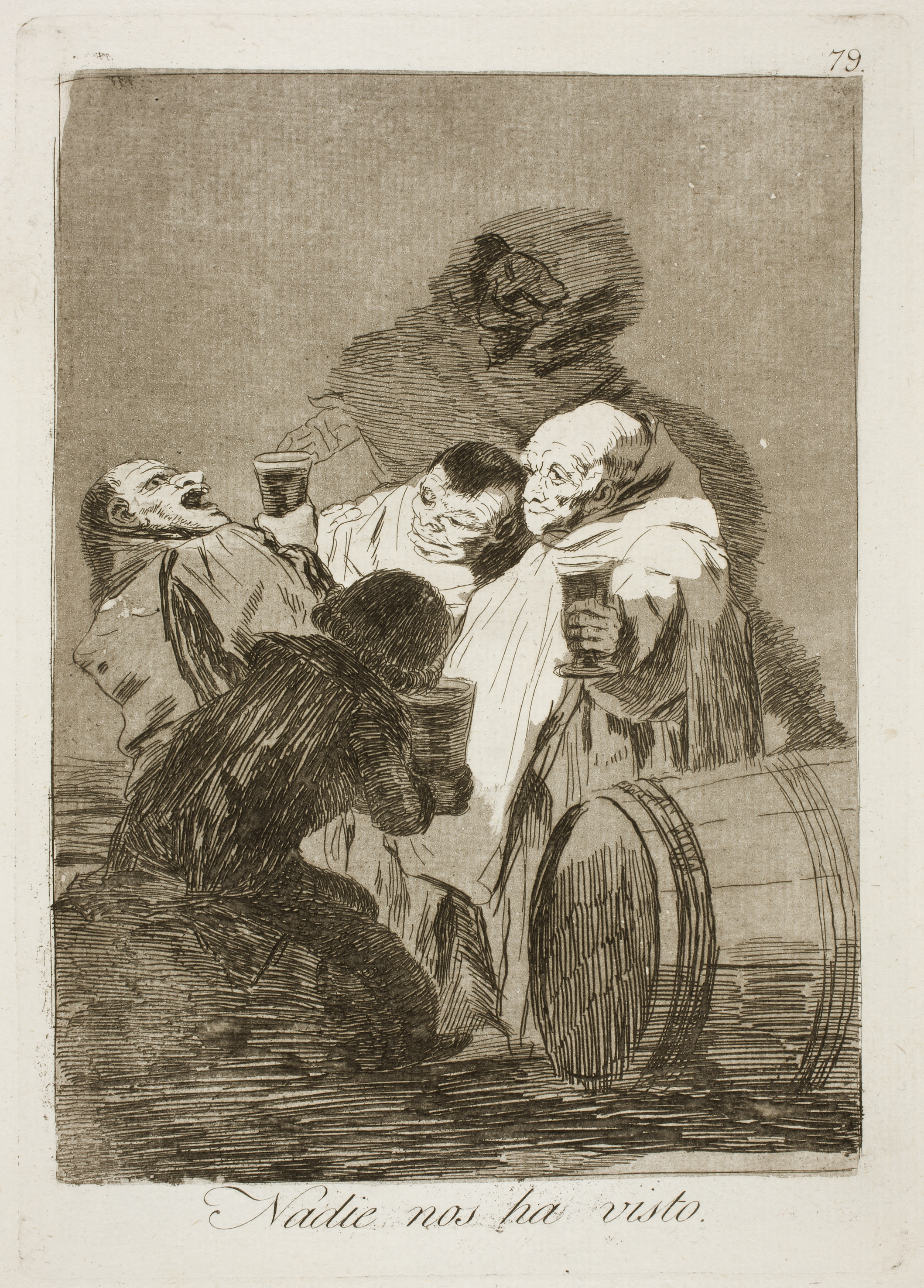
Capricho No. 79: Nadie nos ha visto (Nessuno ci ha visto)
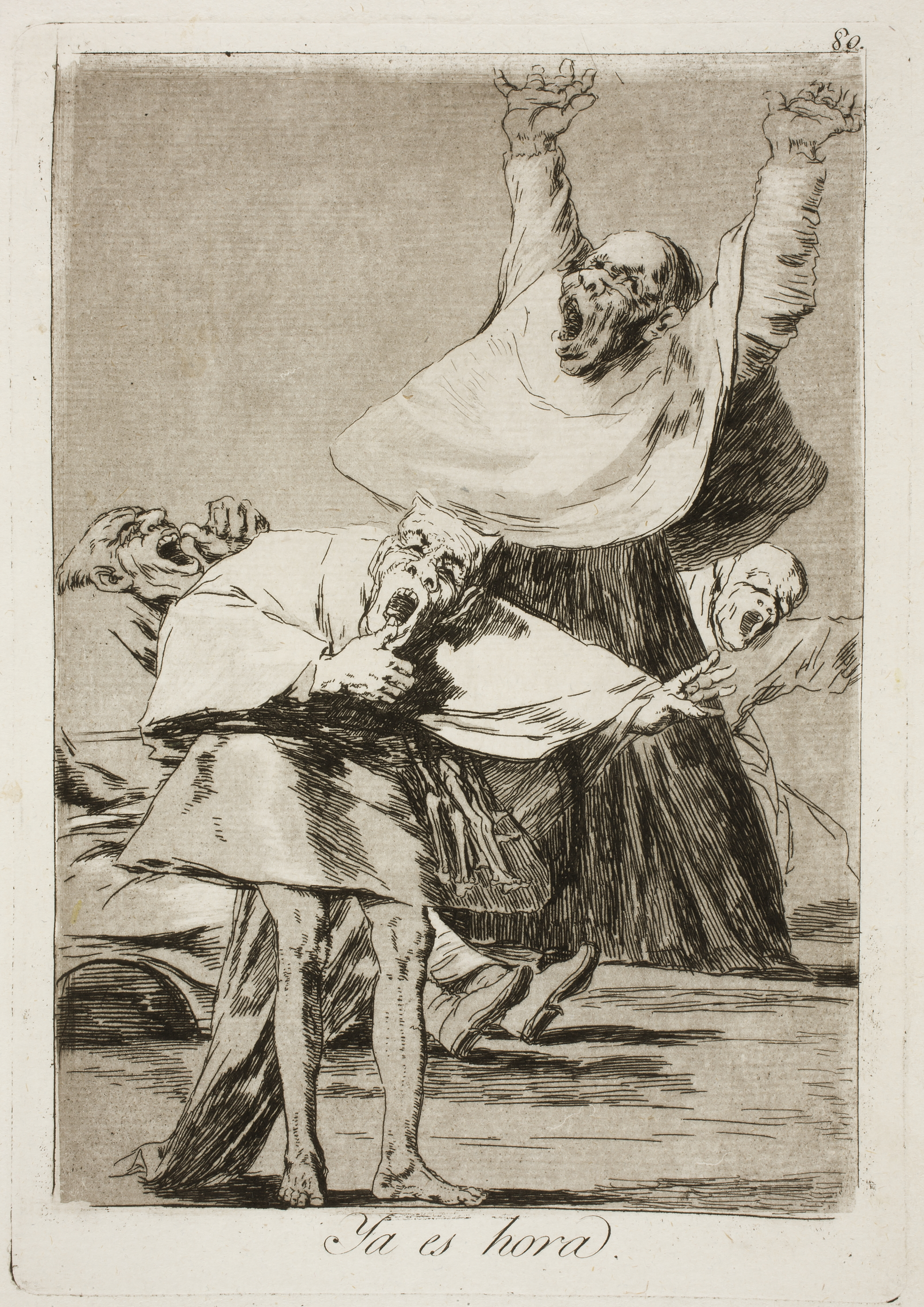
Capricho No. 80: Ya es hora (È ora)